# Нанкин
Нанки́н (кит. 南京, пиньинь Nánjīng, палл. Наньцзин, буквально: «южная столица» [Слушатьо файле]) — город субпровинциального значения в провинции Цзянсу (КНР), место пребывания властей провинции. Бывшая столица Китая при нескольких императорских династиях, а также столица Китайской республики; порт в низовьях реки Янцзы.
Расположен в восточной части страны, в 260 км к северо-западу от Шанхая. Крупный промышленный и культурный центр КНР.

## Этимология
Нанкин — один из древних городов Китая, который начиная с III века н. э. являлся столицей ряда феодальных царств, а в 1368—1421 годах — столицей империи Мин (до её переноса в Пекин); столичные функции и определили его название: Нанкин — «южная столица» (南 — «юг», 京 — «столица»). В русском языке закрепилась форма Нанкин, основанная на произношении этого названия в позднеимперском мандаринском языке. Во время Китайской республики, когда город вновь стал столицей, название сокращали до 京 («столица»).

## География

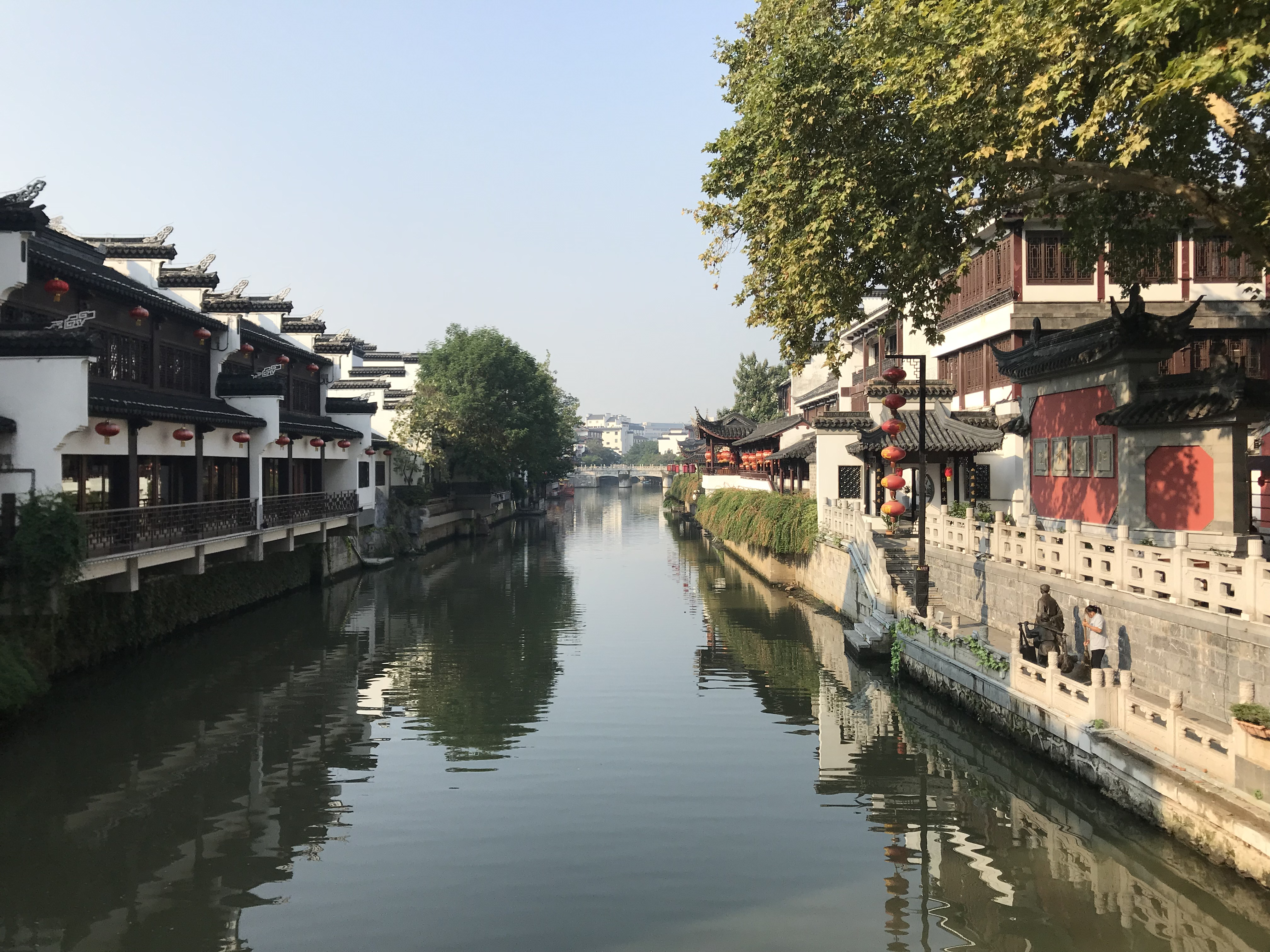
Река Циньхуай в историческом центре Нанкина

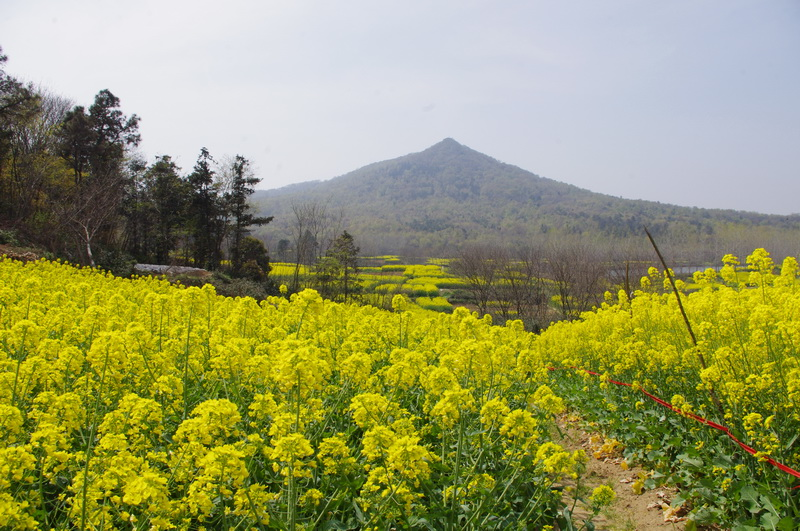
Поля рапса на фоне горы

Город Нанкин расположен в юго-западной части провинции Цзянсу. На северо-востоке он граничит с округом Янчжоу, на востоке — с округом Чжэньцзян, на юго-востоке — с округом Чанчжоу (все относятся к Цзянсу), на юге — с округом Сюаньчэн, на юго-западе и западе — с округом Мааньшань, на северо-западе и севере — с округом Чучжоу (все относятся к провинции Аньхой).
Окрестности Нанкина известны под разными историческими названиями — Цзяннань («К югу от реки»), Сяцзян («Низовье реки»), Дуннань («Юго-Восток») и регион У. Река Янцзы протекает мимо западной и северной стороны центральной части Нанкина, а невысокий хребет Нинчжэн окружает северную, восточную и южную стороны города. Историческое ядро Нанкина расположено в месте впадения реки Циньхуай в Янцзы. Наивысшей точкой Нанкина является Пурпурная гора (Цзыцзиньшань, 448 м).

### Климат

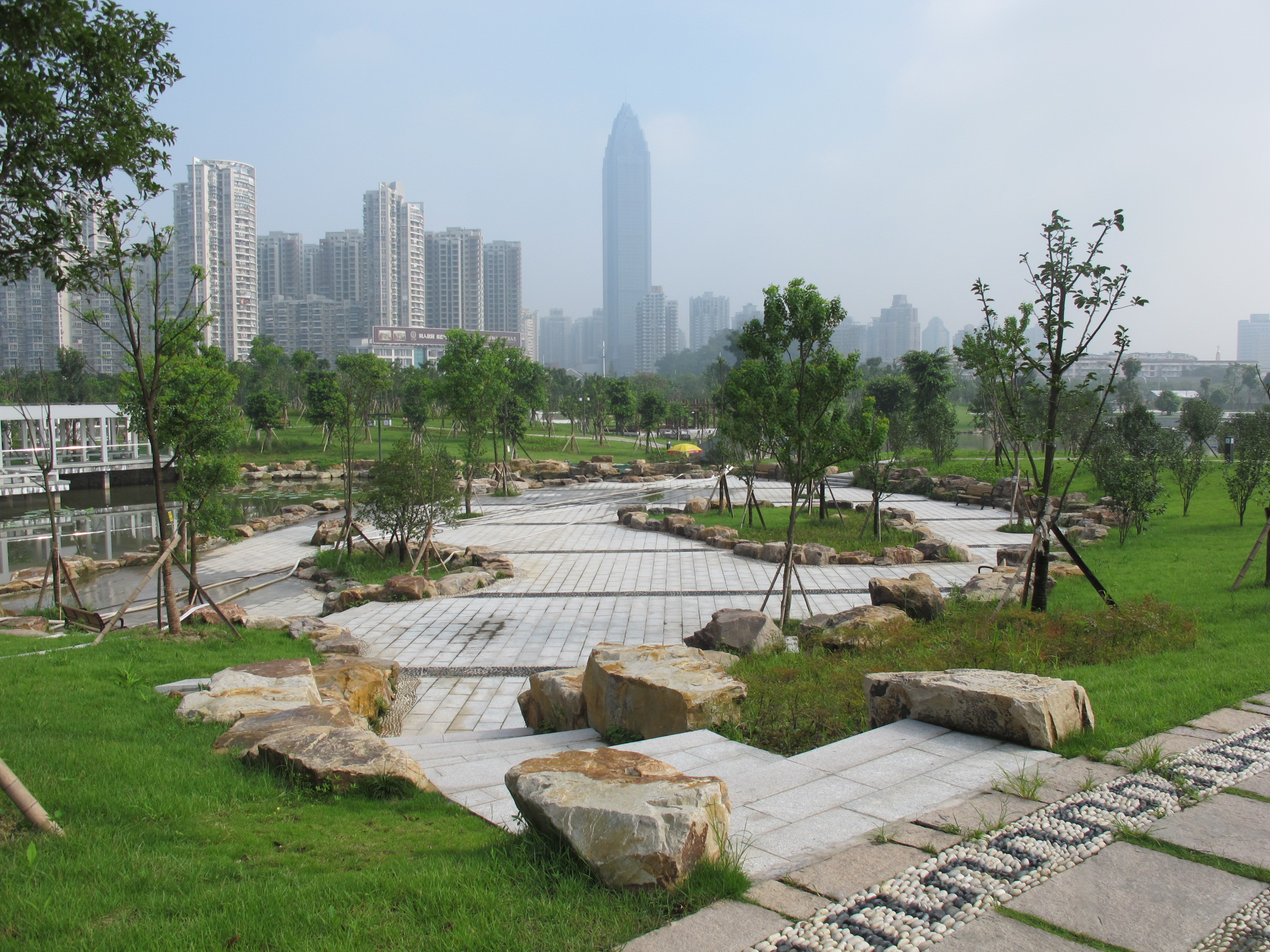
Парк Байлучжоу

Нанкин расположен в зоне субтропического океанического климата, на который большое влияние оказывают восточно-азиатские муссоны. Сильная влажность проявляется в течение всего года. Летом жарко и душно, с середины июня до конца июля — сезон дождей (средняя температура июля составляет 28,4° C); зимой прохладно и сыро (средняя температура января составляет 3,1° C). Наряду с городами Чунцин и Ухань, Нанкин традиционно называют одной из «Трёх печей» вдоль реки Янцзы из-за постоянно высоких температур в летнее время. Среднее годовое количество осадков в Нанкине составляет 1144 мм.
В конце лета и начале осени Нанкина иногда достигают тайфуны. В среднем город получает 1932 часа яркого солнечного света в год.

### Флора и фауна
На территории города встречаются хвойные, широколиственные и смешанные леса, а также бамбуковые рощи, кустарники, травянистые и водно-болотные угодья. Среди хозяйственных земель встречаются поля, огороды, сады и технические леса под вырубку.
В Нанкине под охраной государства находятся редкие виды китайского лука, кодонопсиса и птерокарпуса, а также белые журавли, белоплечие орланы, некоторые виды лебедей-кликунов, восточноазиатские морские свиньи, китайские тигры и махаоны.

### Водные ресурсы

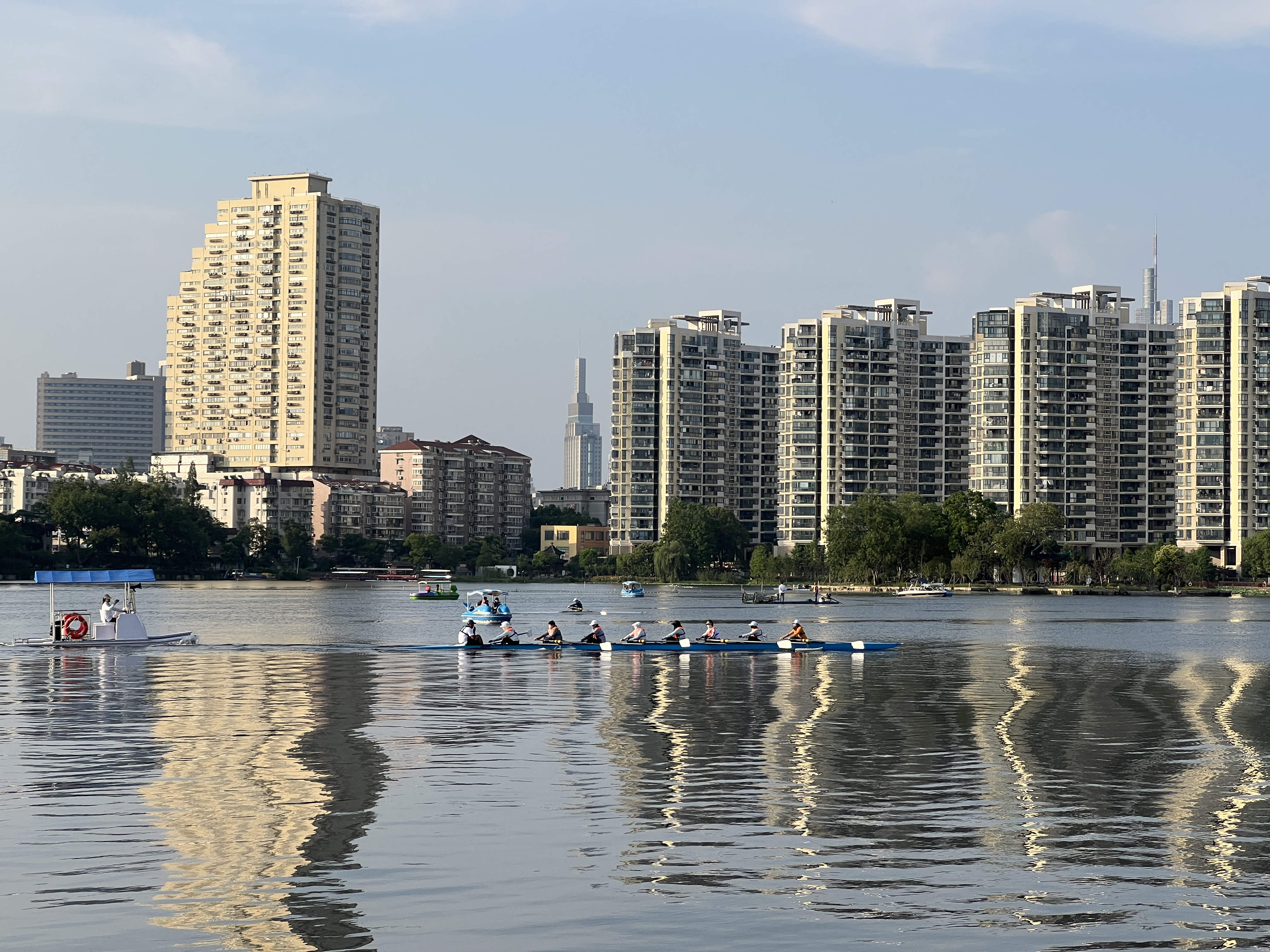
Современная жилая застройка вокруг озера Мочоу

Нанкин расположен в нижнем течении реки Янцзы, которая протекает через город по диагонали с юго-запада на северо-восток. Янцзы делит Нанкин на две неравномерные части — северную (районы Пукоу и Лухэ) и южную (остальные девять районов). Длина реки в пределах Нанкина составляет около 93 км, а расстояние от Нанкина до впадения в море — более 300 км.
Река Циньхуай течет с юга на север, проходит через основную городскую территорию и впадает в Янцзы. Она известна как «река-мать» Нанкина. В границах старого города расположены озёра Сюаньу и Мочоу, тесно связанные с историей Нанкина.
Водная система рек и озёр Нанкина в основном принадлежит речной системе Янцзы, и только реки в северной части района Лухэ, впадающие в озеро Гаоюху, относятся к системе реки Хуайхэ. Кроме реки Циньхуай, к речной системе Янцзы также принадлежат река Чухэ, озёра Шицзю и Гучэн. В районах Цзяннин и Пукоу имеются популярные у горожан горячие источники.

### Почвы
В Нанкине преобладают два типа почв: зональная и культивируемая. Зональная почва — жёлто-бурая в северных и центральных районах Нанкина и краснозёмы в южной части, вдоль границы с провинцией Аньхой. Культивируемая почва, образованная в результате земледелия на речном аллювии, в основном представляет собой заливные поля и огороды. В зависимости от рельефа и гидрологических условий земли делятся на три категории — низкогорно-холмистая, холмистая и равнинная местность.

### Полезные ископаемые
Нанкин богат минеральными ресурсами, на его территории обнаружены месторождения железа, меди, свинца, цинка, стронция, серы, доломита, известняка, гипса и глины. Ведётся добыча железной и медной руды, целестина, известняка, доломита и аттапульгита. Вдоль берегов Янцзы собирают гладкие разноцветные камни Юхуа.

### Экология
Находясь в центре промышленного пояса Шанхай — Нанкин — Хэфэй, город сталкивается с такими проблемами, как загрязнение воздуха и рек предприятиями и автотранспортом, вытеснение городской застройкой лесов и полей, осушение болот. Нередко в районе Нанкина возникает смог (крупнейший произошёл в декабре 2013 года). Для борьбы с загрязнением окружающей среды власти Нанкина выносят за пределы города «грязные производства» (угольные электростанции, химические и металлургические заводы), стимулируют переход транспорта на чистые источники энергии, разбивают парки и скверы, вводят сортировку и переработку бытовых отходов.

## История

### Ранняя история

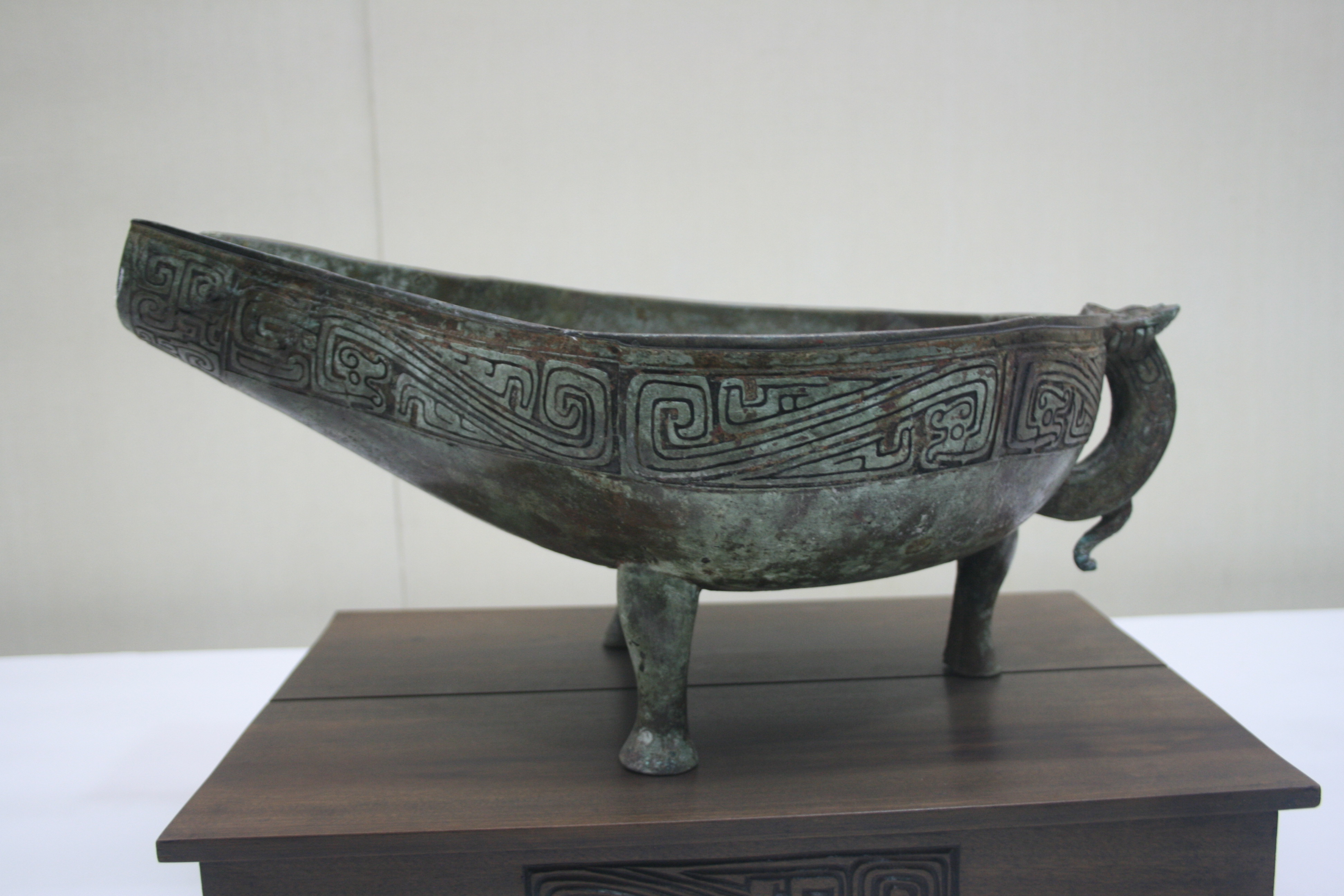
Бронзовая чаша в виде лодки эпохи Западная Чжоу. Коллекция Нанкинского музея

В древности в районе нижнего течения Янцзы существовало несколько неолитических культур, в том числе Куахуцяо, Хэмуду, Мацзябан, Сунцзэ и Лянчжу. Археологические находки из пещеры Хулу свидетельствуют, что так называемый «Нанкинский человек» жил здесь более 500 тыс. лет назад. Остатки неолитических деревень и древнего земледелия обнаружены в районах Цися и Цзяннин. Сосуды для вина, найденные на территории Нанкина, имеют возраст около 5 тыс. лет. Около 4 тыс. лет назад в бассейне реки Циньхуай появились примитивные поселения бронзового века, получившие название культуры Хушу.
Под влиянием северо-восточных династий Шан и Чжоу, вторгшихся с Центральных равнин Китая, культура Хушу постепенно трансформировалась в культуру У. В 571 году до н. э. царство Чу основало на территории современного района Лухэ форпост Танъи. В 541 году до н. э. царство У построило на территории района Гаочунь укреплённый город Лайчжу, также известный как Гучэн. 
В 495 году до н. э. правитель царства У основал в районе современного Нанкина форт Ечэн. В 473 году до н. э. царство Юэ завоевало У и через год возвело возле устья реки Циньхуай новый форт Юэчэн, располагавшийся рядом с сегодняшними Вратами Китая. В 333 году до н. э. царство Чу победило Юэ и построило на возвышенности у реки город Цзиньлин («Золотой холм»). В 210 году до н. э. основатель империи Цинь посетил восточную часть своих владений и подчинил Цзиньлин уезду Молин. 
В правление императора У-ди Цзиньлин вошёл в состав Янчжоу. С периода поздней Хань до ранней Тан Цзиньлин был административным центром провинции Янчжоу.

### Эпоха Шести династий

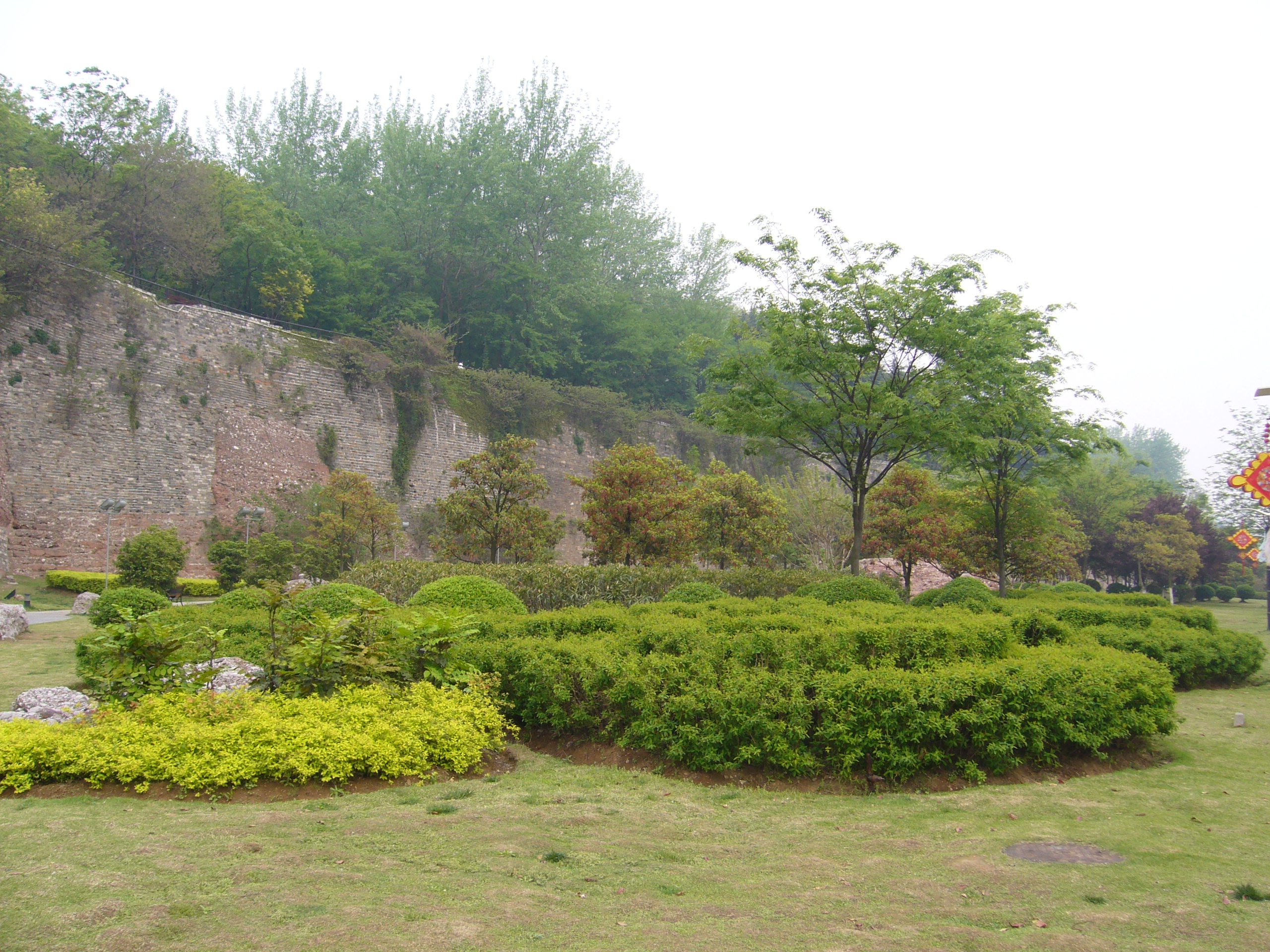
Стена древнего Каменного города

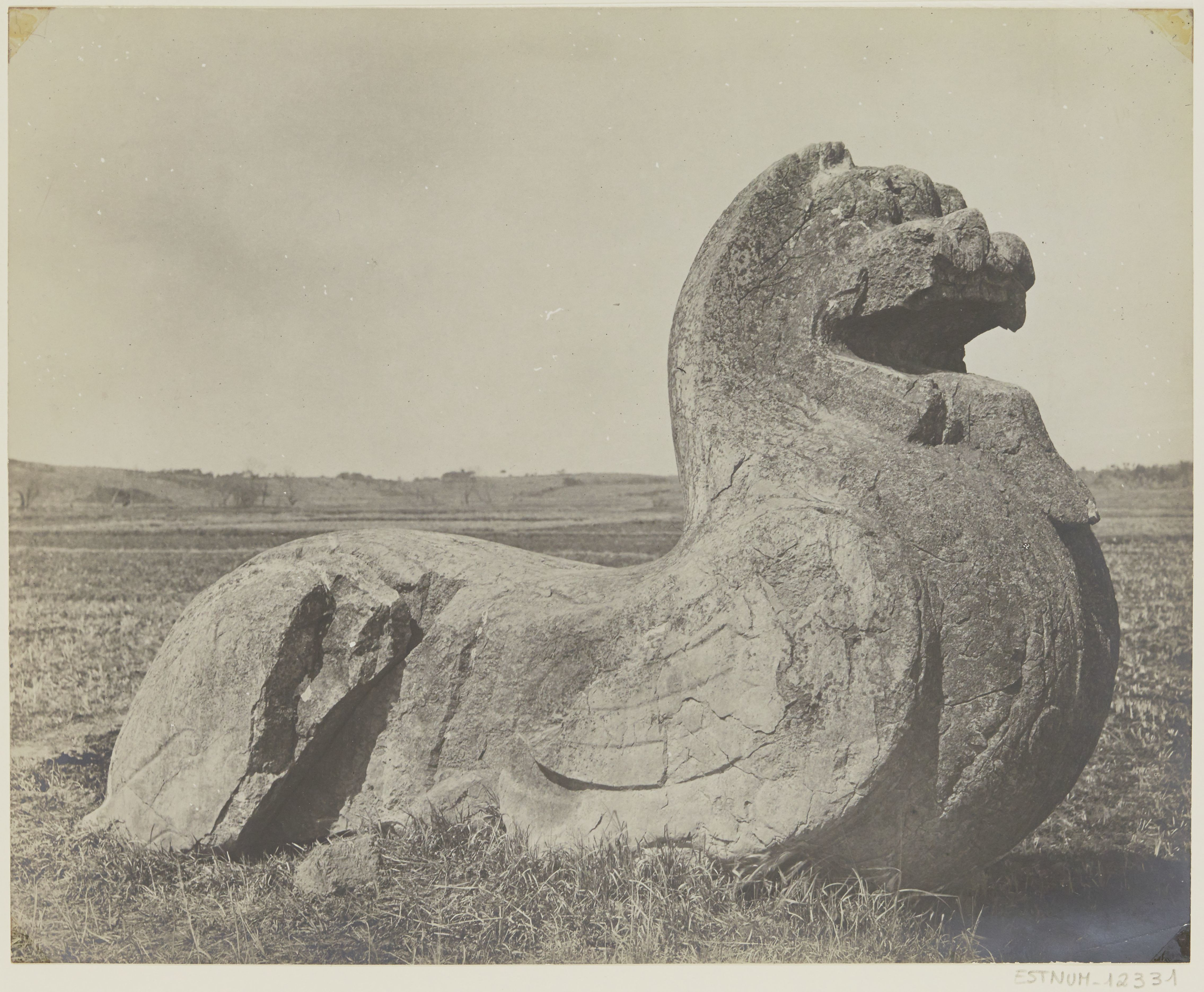
Скульптура бисе на гробнице основателя династии Лян

В 211 году Сунь Цюань перенёс свою резиденцию в Цзиньлин (Молин), который был существенно расширен. В 229 году, в эпоху Троецарствия, город стал столицей  царства Восточная У под названием Цзянье («Построить империю»). В 280 году Цзянье и окрестности были завоёваны династией Западная Цзинь. В 282 году эти земли были разделены на два округа — Цзянье и Молин (граница между ними проходила по реке Циньхуай). В 313 году Цзянье был переименован в Цзянькан, а в 317 году город стал столицей Восточной Цзинь. В правление императора Юань-ди в Цзянькане был основан императорский университет.
В период Южных и Северных династий Нанкин был столицей Южного Китая и одним из крупнейших городов Восточной Азии. Согласно историческим документам, в городе было зарегистрировано 280 тыс. домохозяйств. Если предположить, что среднее домохозяйство в Нанкине состояло примерно из 5 человек, то в городе проживало более 1,4 миллиона жителей. Члены императорских семей и влиятельные сановники строили вокруг города свои погребальные комплексы, украшенные скульптурными ансамблями (лучше всего сохранилась гробница Сяо Сю, брата императора У-ди, расположенная в Цися).
После падения Восточной Цзинь в Цзянькане поочерёдно правили четыре «южные династии» — Лю Сун (420–479), Южная Ци (479–502), Лян (502–557) и Чэнь (557–589). В конце концов войска династии Суй разрушили Цзянькан и положили конец раздробленности Китая.  

### Возрождение
Во времена династии Тан город был переименован в Шэнчжоу, в эпоху пяти династий и десяти царств входил в состав царства У. В эпоху Южной Тан (937–976) городу было возвращено название Цзиньлин и он ненадолго вернул себе столичные функции.
В период Северной Сун город назывался Цзяннин («Умиротворенный район Янцзы»), а в период Южной Сун ему вернули старое название Цзянькан. В правление императора Гао-цзуна Цзянькан ненадолго стал сунской столицей (1129—1138); в городе процветали текстильная промышленность и торговля. После того, как императорский двор перебрался в Линьань, Цзянькан в документах именовали «Сохраняющей столицей» (留都) династии Сун.
После захвата монголами Южной Сун город был переименован в Чиленьфу; в эпоху империи Юань он сохранил за собой статус крупного центра текстильной промышленности. Согласно записям венецианского путешественника Одорико Порденоне, в густонаселённом Чиленьфу было 360 каменных мостов и сотни ремесленных цехов.

### Эпоха Мин

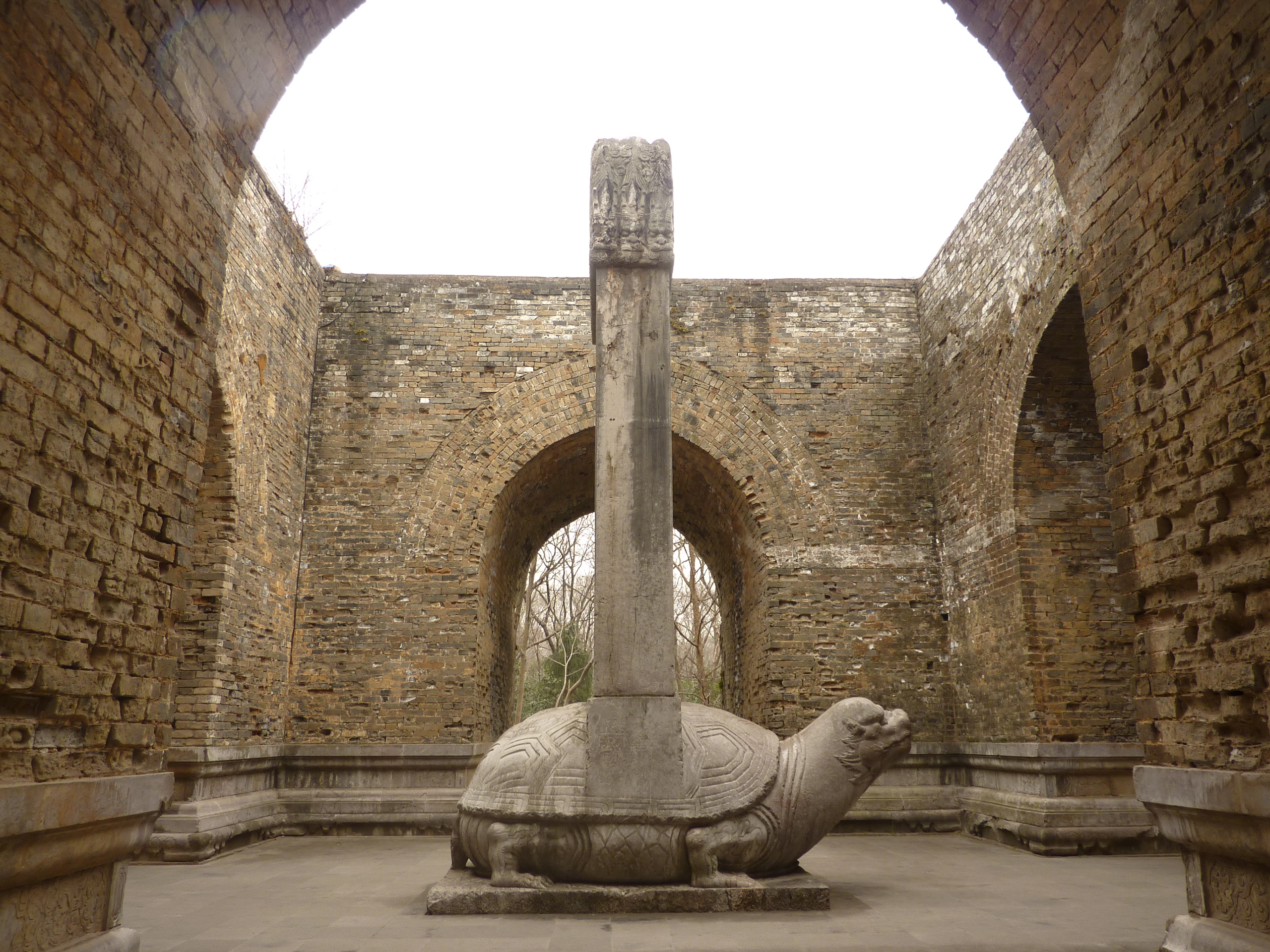
Стела в павильоне Сыфанчэн у входа в мавзолей Сяолин. Поставлена императором Чжу Ди в честь своего отца Чжу Юаньчжана

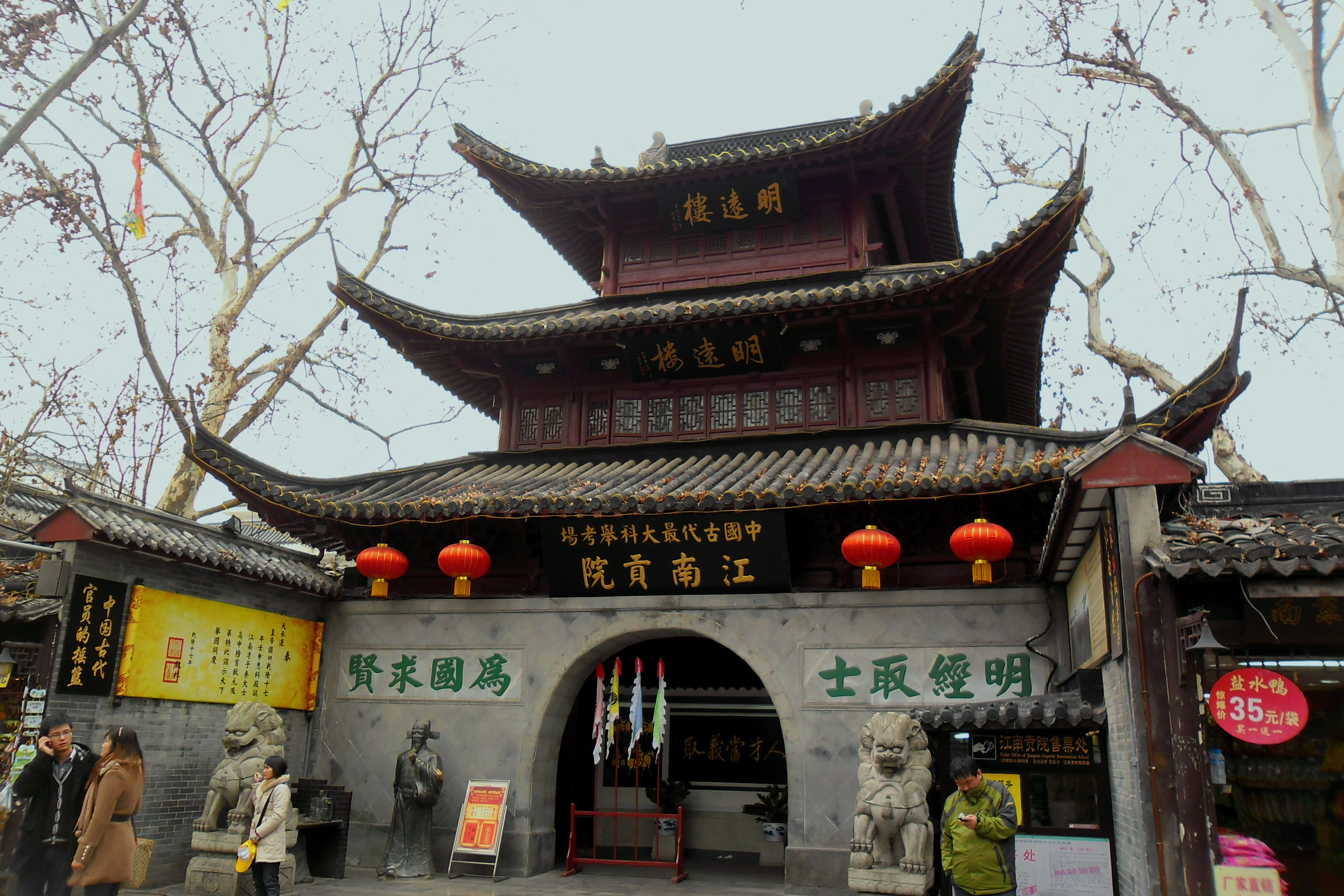
Экзаменационный зал Цзяннань

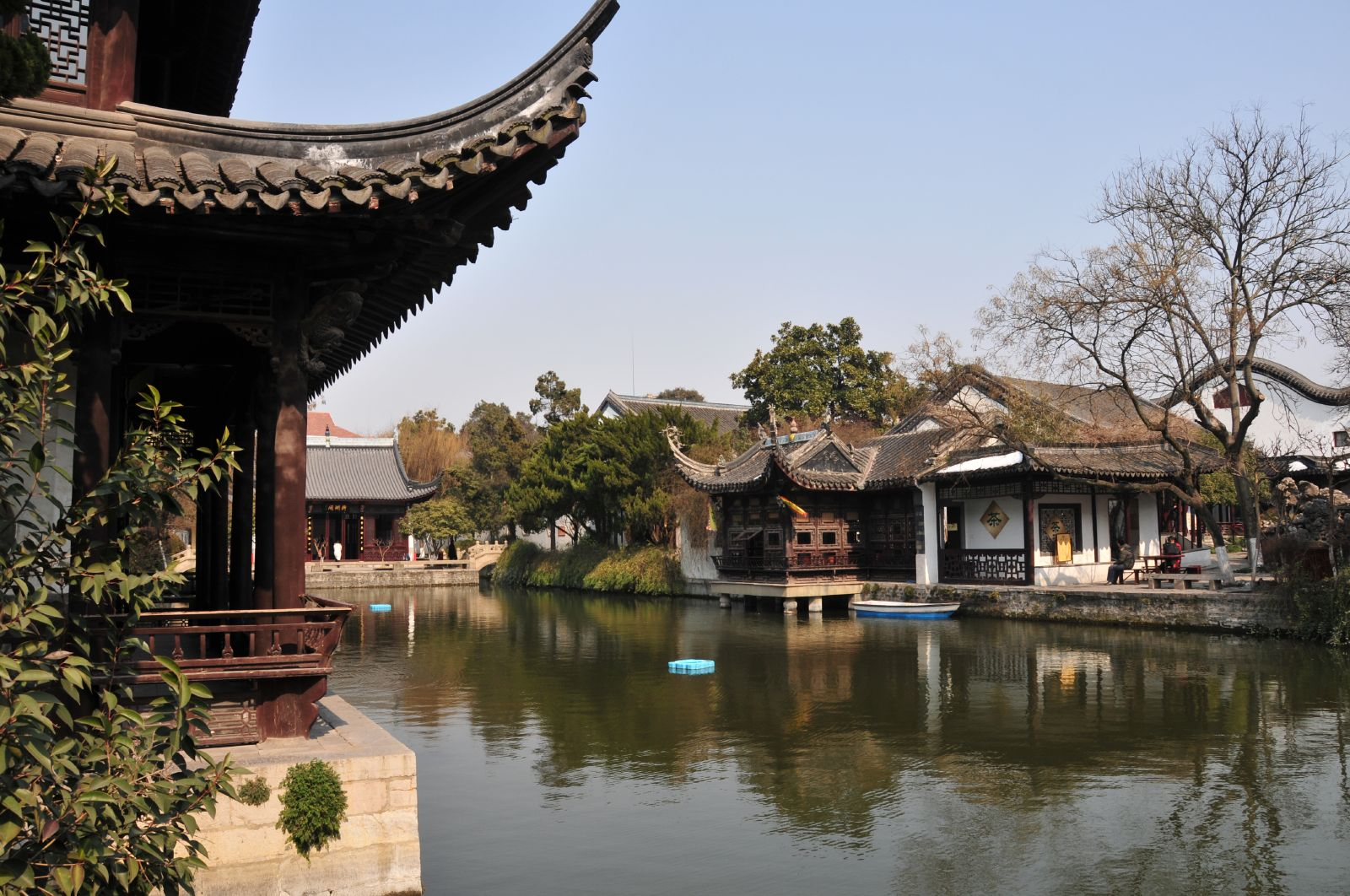
Сад Сюй

В середине XIV века город был очагом восстания против империи Юань. Лидер повстанцев Чжу Юаньчжан в 1368 году провозгласил здесь новую империю Мин, став её первым императором Хунъу. Город был переименован в Интянь; в 1368—1421 годах он служил столицей Хунъу и его преемников Цзяньвэня и Юнлэ. В ранний минский период Интянь был обнесён мощной крепостной стеной, призванной защитить его от нападений вокоу; для императора были сооружены грандиозный дворцовый комплекс, правительственные залы, загородные сады и мавзолей Сяолин у подножия горы Цзыцзиньшань к востоку от центра города.
В правление императора Цзяньвэня население Интяня достигло почти 500 тыс. человек и он считался одним из крупнейшим городов в мире. В 1403 году, в самом начале правления Юнлэ, на судоверфи Лунцзян («Драконовая река»), расположенной под стенами города, на реке Циньхуай близ её впадения в Янцзы, развернулось строительство огромных кораблей для экспедиций Чжэн Хэ в Индийский океан.
В 1421 году император Юнлэ, не уверенный в лояльности чиновников Интяня, перенёс столицу Китая на север в заново отстроенный Пекин. Он переименовал его из Бэйпина («Мир на севере» — название, данное Хунъу в честь разгрома и изгнания монголов) в Бэйцзин («Северную столицу»); прежняя столица получила название Нанкин (Наньцзин — «Южная столица»). До конца минской эпохи Нанкин официально оставался «вспомогательной» столицей империи и центром провинции Наньчжили.
Император Хунси планировал восстановить Нанкин как единственную столицу империи. В феврале 1425 года он назначил Чжэн Хэ командовать обороной города до своего приезда, однако в мае 1425 года император скончался. В правление императоров Сюаньдэ и Чжэнтуна Нанкин оставался в статусе резервной столицы, значительного строительства в городе не велось.
В 1644 году, после смерти императора Чунчжэня и захвата Пекина сначала повстанцами Ли Цзычэна, а затем маньчжурами, Нанкин на короткое время стал столицей южно-минского режима. Однако император Чжу Юсун не смог организовать эффективного сопротивления маньчжурам и при их приближении к Нанкину весной 1645 года бежал из города. Местные жители разграбили императорский дворец, а в июне 1645 года командующий городским гарнизоном сдал город маньчжурам.

### Эпоха Цин

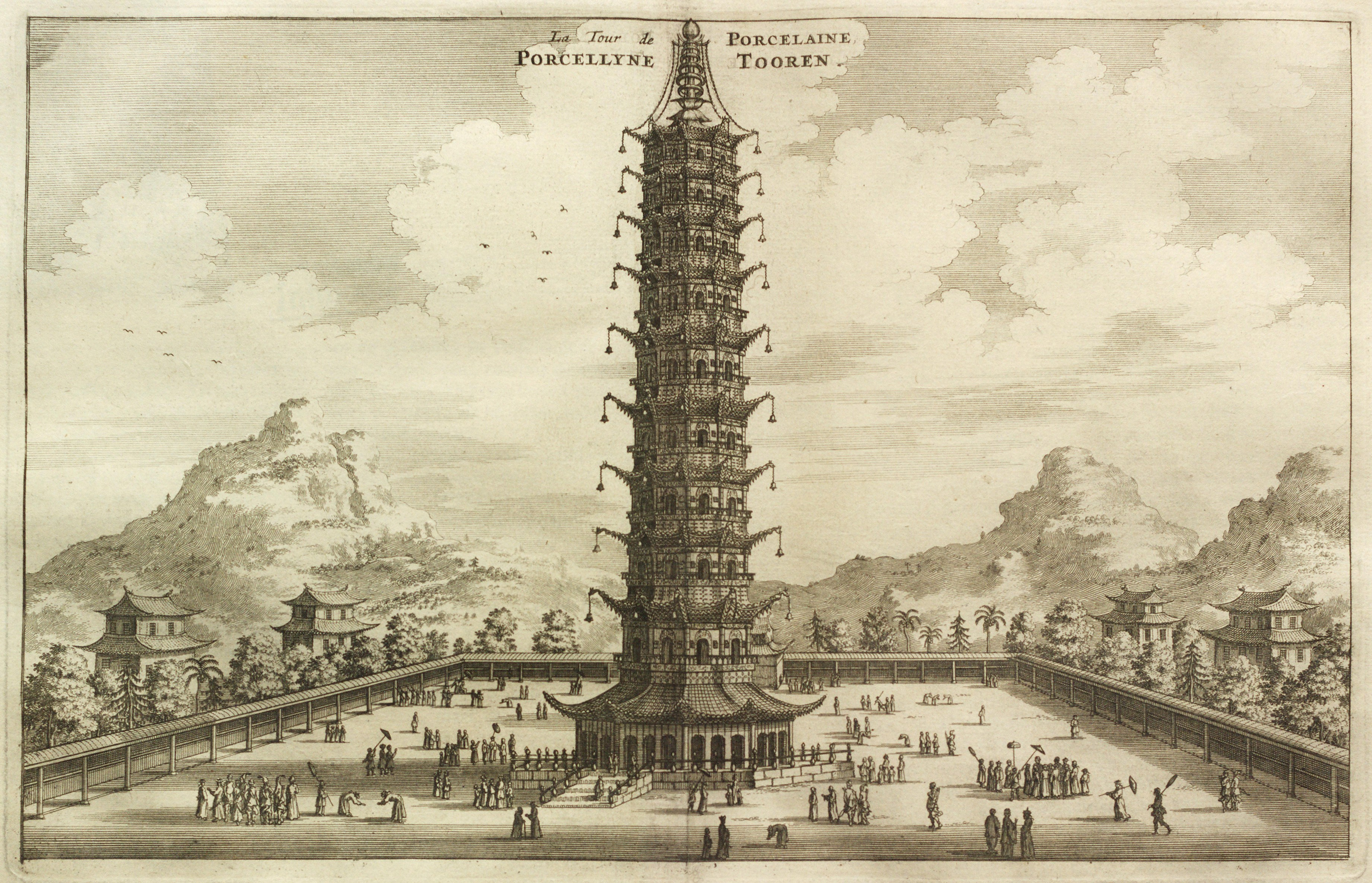
Фарфоровая пагода. Рисунок 1665 года

В отличие от ранее павшего Янчжоу, маньчжуры во главе с полководцем Додо не стали учинять резни и больших разрушений в Нанкине. Цинский гарнизон занял императорский дворец и другие резиденции минской знати. Маньчжуры заставили мужчин сделать бянь-фа и захватили немало местных женщин. Большинство пленниц было впоследствии выкуплено их семьями, но несколько сот было уведено в Пекин. Сам же Нанкин («Южная столица») был переименован новыми цинскими властями в Цзяннин («Речной покой»).
В 1654 году пиратский флот Чжэн Чэнгуна, базировавшийся на островах Чжоушань, доплыл по Янцзы до Нанкина. Позже пираты, оставшиеся верными династии Мин, неоднократно атаковали цинские войска в дельте реки, перерезая сообщение по Великому каналу. В 1659 году флот Чжэн Чэнгуна попытался окружить и захватить Нанкин, однако цинские войска вынудили его отойти.
Цзяннин (Нанкин) являлся резиденцией вице-короля Лянцзяна, который ведал военными и гражданскими делами в регионе дельты Янцзы. В правление императора Цяньлуна цинская провинция Цзяннань была разделена на отдельные провинции Аньхой и Цзянсу. 

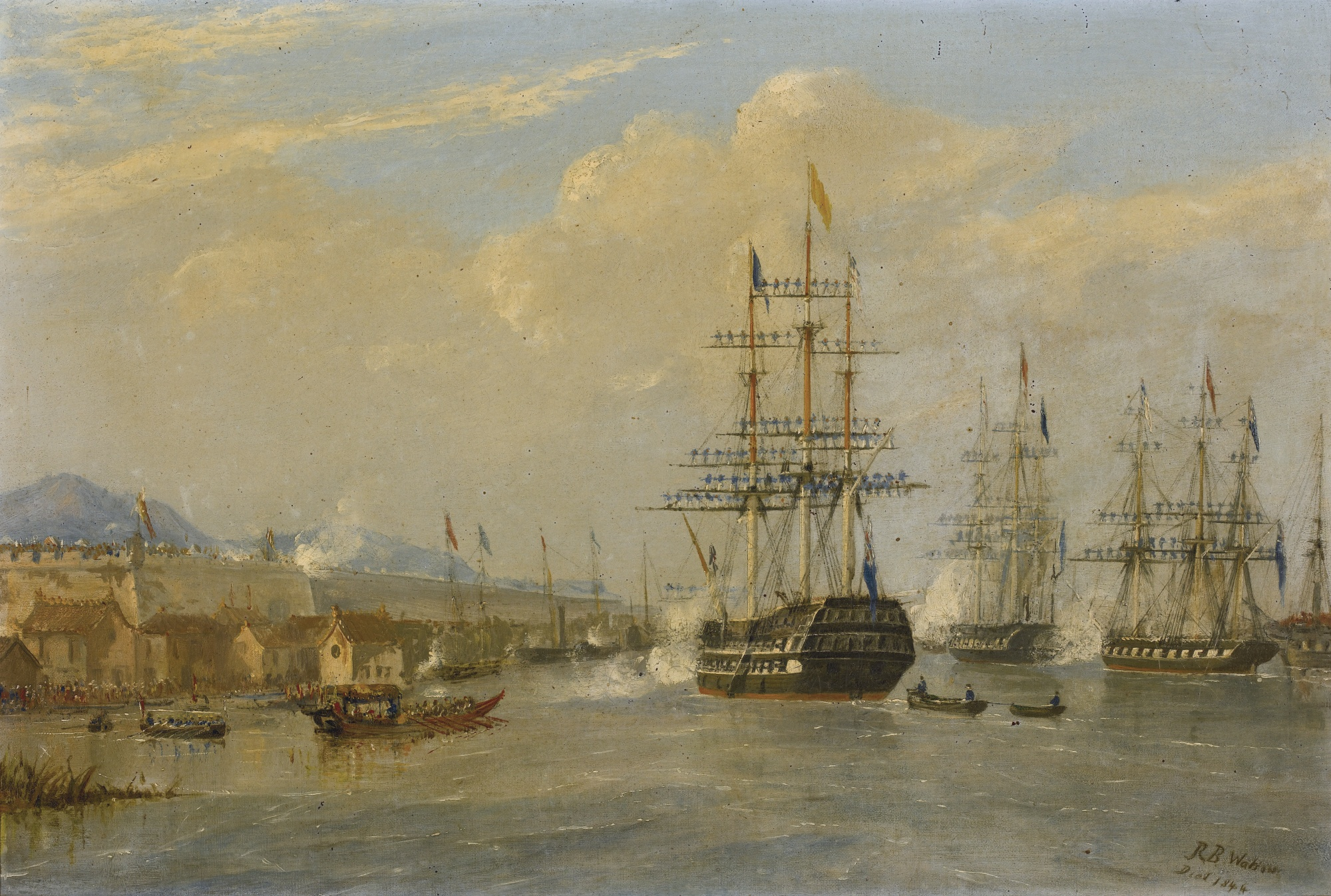
Британская эскадра под стенами Нанкина. Картина середины XIX века

В 1842 году, во время Первой Опиумной войны, британская эскадра подошла к городским стенам Нанкина, после чего на борту британского судна был подписан Нанкинский договор. В 1853—1864 годах Нанкин являлся центром восстания тайпинов, которые переименовали город в Тяньцзин («Небесная столица»). Тайпины снесли Фарфоровую башню и многие другие исторические памятники эпохи Мин; город сильно пострадал во время уличных боёв между тайпинами и цинскими отрядами. После того, как войска Цзэн Гофаня в 1864 году отбили Нанкин, десятки тысяч тайпинов были убиты либо покончили жизнь самоубийством. 
После подавления восстания цинские власти с подозрением относились к Нанкину, считая его рассадником смуты и оппозиционных взглядов. В последней четверти XIX века в Нанкин стали прибывать американские миссионеры (в том числе методисты), которые открывали в городе церкви, школы и больницы (одна из школ положила начало современному Нанкинскому университету). 

### Китайская республика и КНР

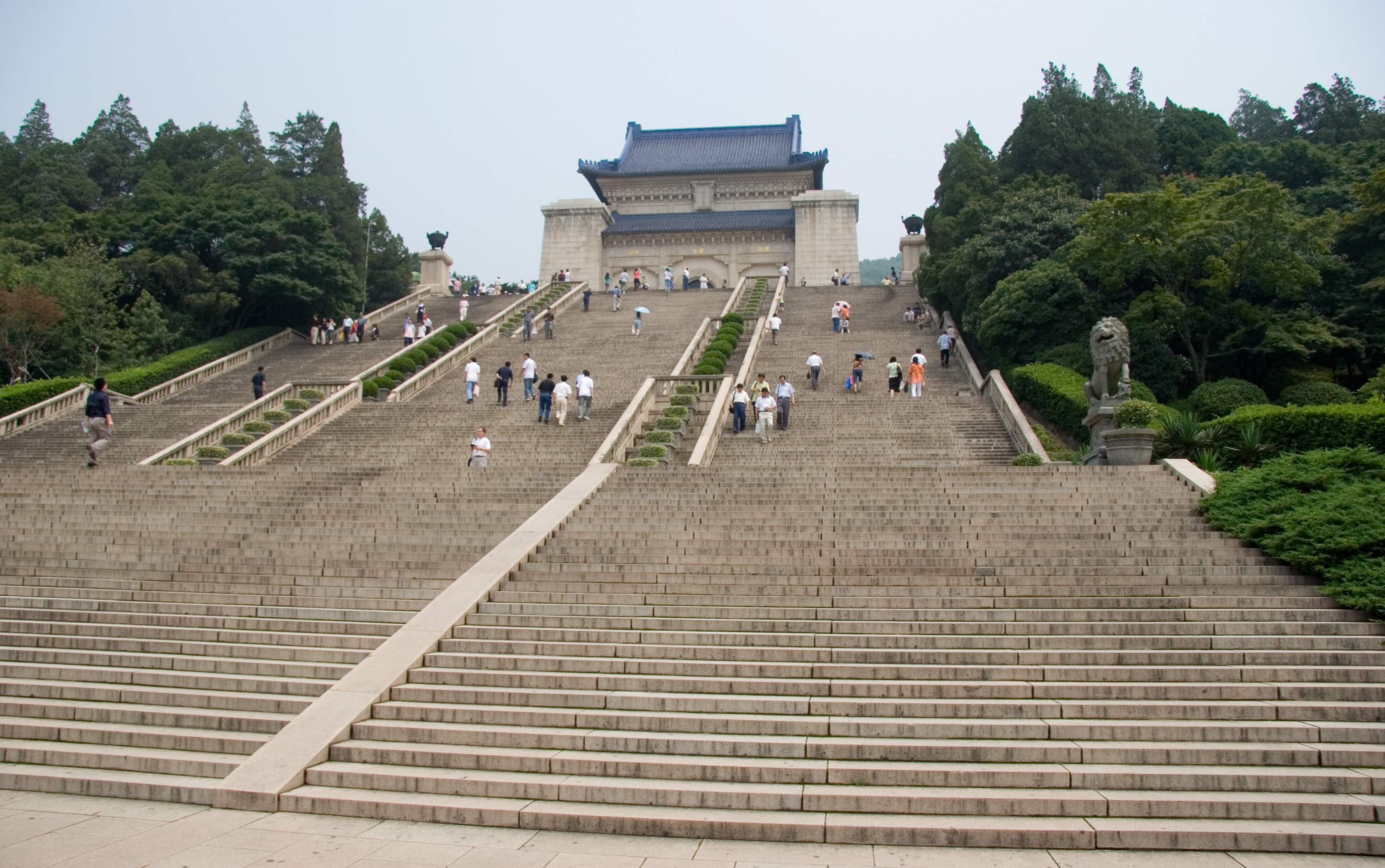
Мавзолей Сунь Ятсена

Синьхайская революция привела к свержению династии Цин и образованию Китайской республики. Временным президентом Китая был избран Сунь Ятсен, а новой столицей стал Нанкин. Однако вскоре президентом был избран Юань Шикай, который вернул Пекину столичный статус.
В 1927 году Гоминьдан под руководством Чан Кайши снова провозгласил Нанкин столицей Китайской республики. В период Нанкинского десятилетия город имел важное стратегическое значение и был значительно перестроен. Местом пребывания правительства служил президентский дворец. В городе был построен огромный мавзолей, в котором было захоронено тело Сунь Ятсена. 

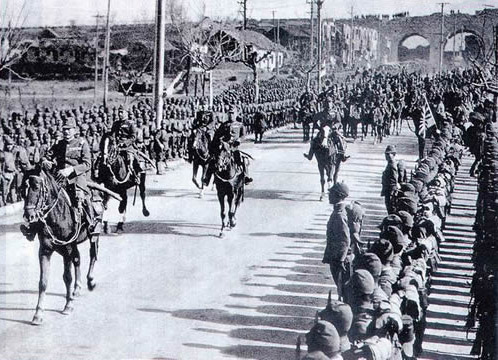
Японская армия под командованием Иванэ Мацуи входит в Нанкин (1937)

В декабре 1937 года Нанкин был захвачен японскими войсками, которые в течение нескольких недель истребили около 300 тыс. горожан. За несколько дней до падения столицы Гоминьдановское правительство эвакуировалось в Чунцин; японцы в 1938 году создали в Нанкине Реформированное правительство, а в 1940 году — марионеточное правительство Ван Цзинвэя для оккупированных ими частей Китая; в этот период мэрами города являлись Жэнь Юаньдао, Гао Гуаньу, Цай Пэй и Чжоу Сюэчан.
5 мая 1946 года, через несколько месяцев после капитуляции Японии, правительство Китайской республики вернулось из Чунцина в Нанкин. На заключительном этапе Гражданской войны, в ходе переправы через реку Янцзы, Народно-освободительная армия Китая в апреле 1949 года взяла Нанкин. После образования в октябре 1949 года Китайской Народной Республики (КНР) Нанкин получил статус «города центрального подчинения». Остатки Гоминьдана бежали сперва в Гуанчжоу, а затем на Тайвань. Тайбэй был провозглашен временной столицей Китайской республики, а столицей КНР стал Пекин. В 1953 году Нанкин стал столицей провинции Цзянсу. В 1968 году реку Янцзы пересёк первый в пределах Нанкина мост.

## Население
Согласно переписи 2020 года в Нанкине проживало 9,31 млн человек (в 2010 году — 8 млн человек). Подавляющее большинство составляют ханьцы (более 98,5 %), за которыми следуют хуэй; также имеются небольшие общины маньчжуров и чжуанов. Поскольку Нанкин является важным деловым центром, тут проживает значительная община иностранных специалистов. 

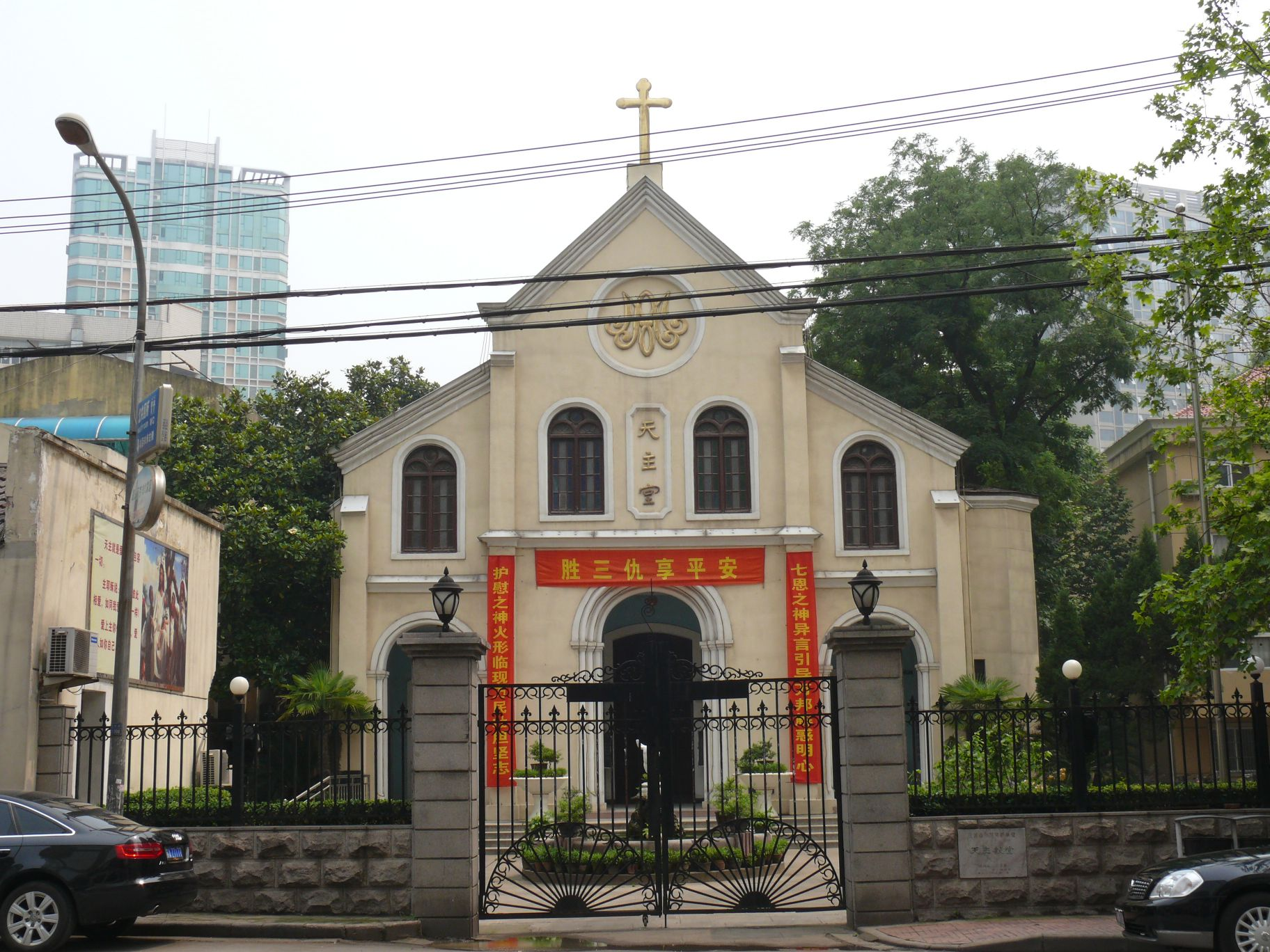
Католическая церковь Непорочного Зачатия

В Нанкине распространён местный диалект севернокитайского (путунхуа), относящийся к группе Нижней Янцзы. Нанкинский диалект относится к числу престижных говоров и является образцом для языков Великой равнины. В южных районах города (Гаочунь и Лишуй) говорят на языке у.
Большинство верующих китайцев — буддисты, конфуцианцы, даосисты и приверженцы народной религии. Имеются небольшие общины мусульман, католиков и протестантов. Несколько буддийских храмов и монастырей являются местами паломничества верующих со всего Китая. В Нанкине базируются протестантская благотворительная организация Фонд Дружелюбия, христианская полиграфическая фабрика Amity Printing и теологическая семинария Китайского христианского совета.

## Административно-территориальное деление
Город субпровинциального значения Нанкин делится на 11 городских районов.
| Карта                                                                                           | Статус   | Название | Иероглифы    | Пиньинь | Население (2012) | Площадь (км²) |
| ----------------------------------------------------------------------------------------------- | -------- | -------- | ------------ | ------- | ---------------- | ------------- |
| ① ② ③ ④ ⑤ Цися Цзяннин Пукоу Лухэ Лишуй Гаочунь ① Сюаньу ② Циньхуай ③ Цзянье ④ Гулоу ⑤ Юйхуатай |          |          |              |         |                  |               |
| Район                                                                                           | Сюаньу   | 玄武区   | Xuánwǔ qū    | 507 000 | 75               |               |
| Район                                                                                           | Циньхуай | 秦淮区   | Qínhuái qū   | 716 000 | 49               |               |
| Район                                                                                           | Цзянье   | 建邺区   | Jiànyè qū    | 263 000 | 80               |               |
| Район                                                                                           | Гулоу    | 鼓楼区   | Gǔlóu qū     | 956 000 | 53               |               |
| Район                                                                                           | Юйхуатай | 雨花台区 | Yǔhuātái qū  | 237 000 | 132              |               |
| Район                                                                                           | Цися     | 栖霞区   | Qīxiá qū     | 432 000 | 395              |               |
| Район                                                                                           | Цзяннин  | 江宁区   | Jiāngníng qū | 952 000 | 1573             |               |
| Район                                                                                           | Пукоу    | 浦口区   | Pǔkǒu qū     | 594 000 | 910              |               |
| Район                                                                                           | Лухэ     | 六合区   | Lùhé qū      | 887 000 | 1484             |               |
| Район                                                                                           | Лишуй    | 溧水区   | Lìshuǐ qū    | 418 000 | 983              |               |
| Район                                                                                           | Гаочунь  | 高淳区   | Gāochún qū   | 432 000 | 801              |               |

Исторический центр Нанкина с плотной городской застройкой охватывает районы Сюаньу, Циньхуай, Юйхуатай, Цзянье, Гулоу и частично Цися. Вокруг центральной зоны раскинулись районы Лухэ, Пукоу,  Цзяннин, Лишуй и Гаочунь, в которых чередуются кварталы высотных жилых новостроек, промышленные парки и сельскохозяйственные угодья.

## Экономика

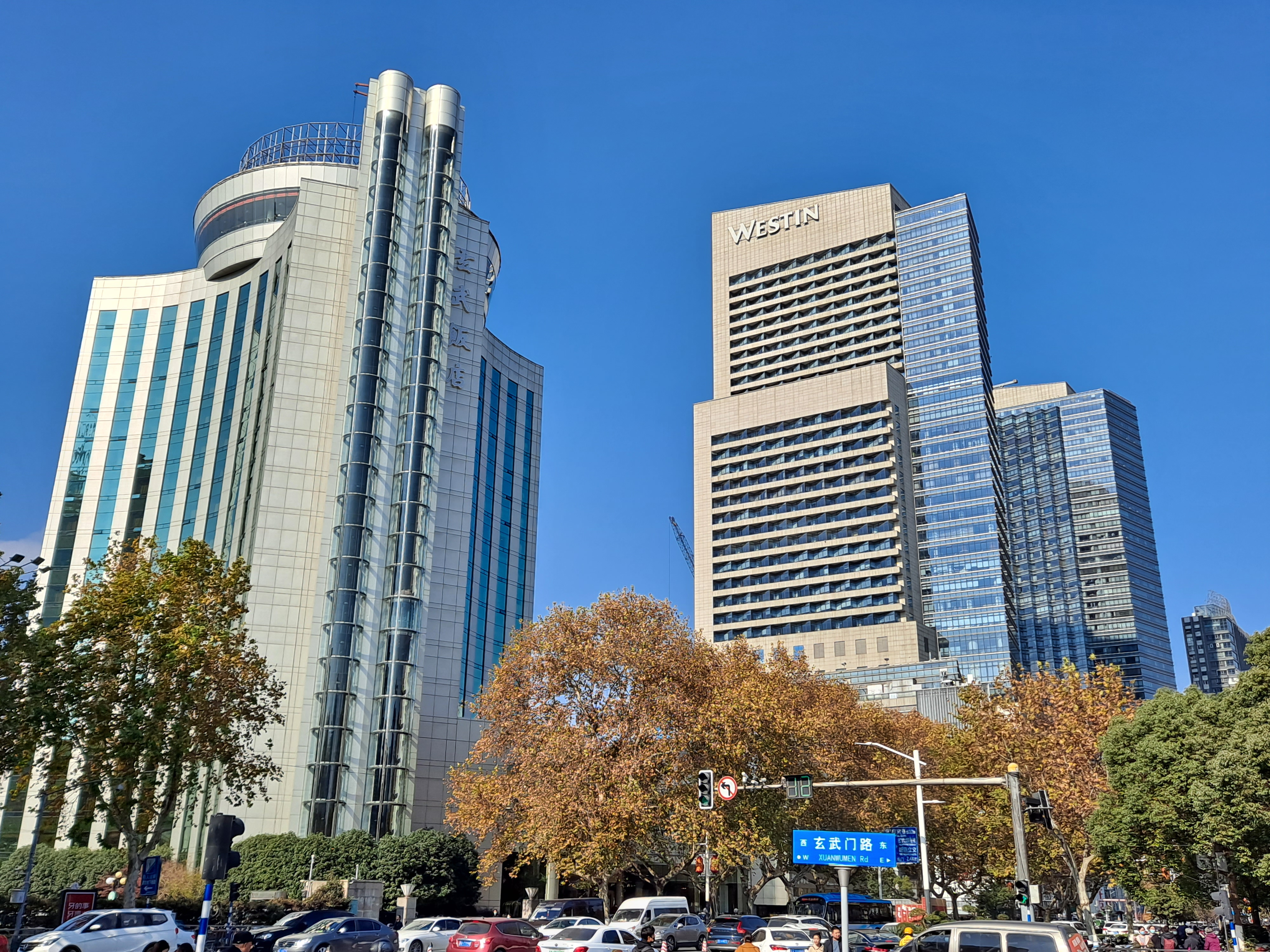
Отель Westin

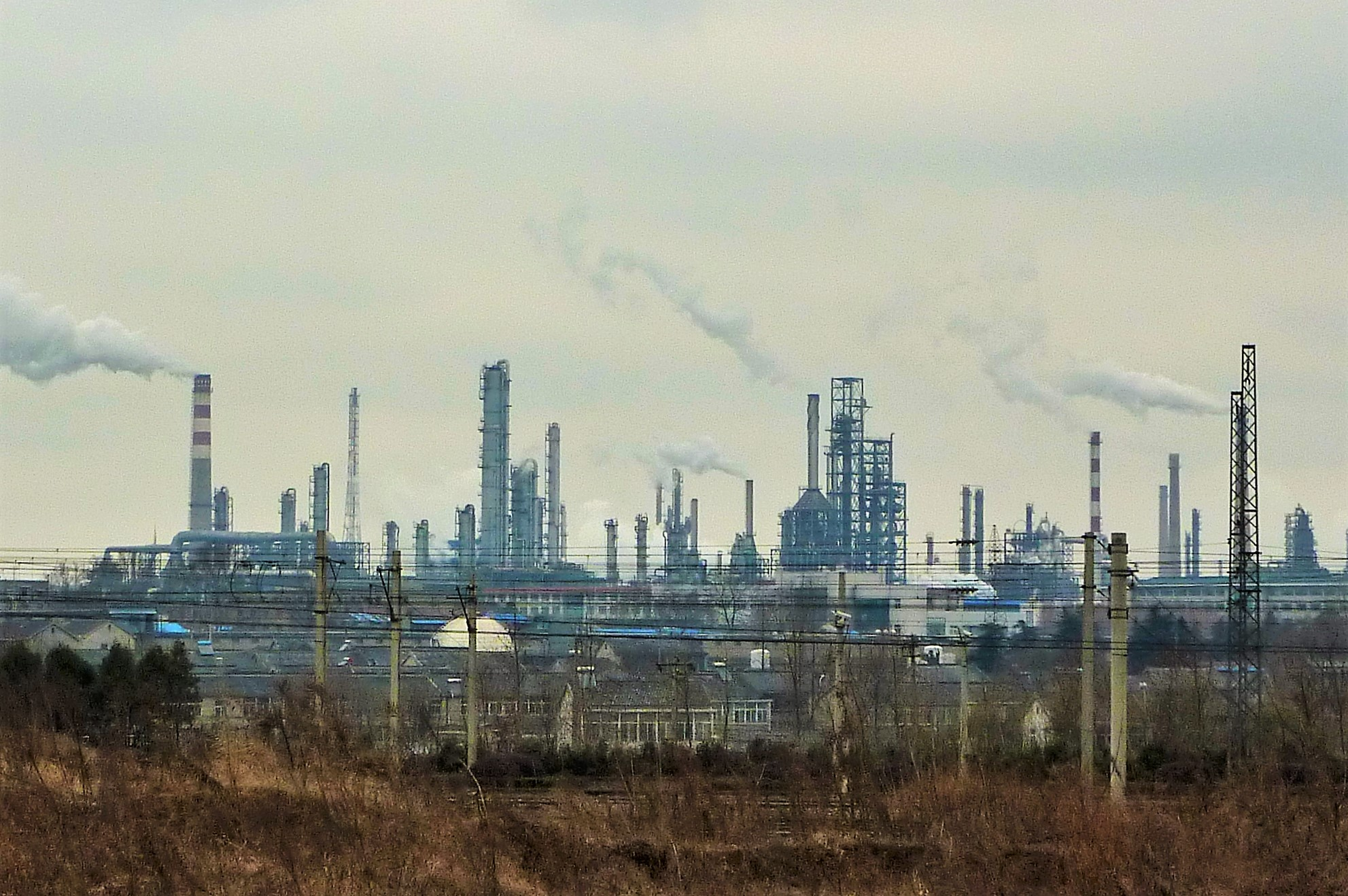
Промышленная зона Ганьцзясян (район Цися)

Предприятие Siemens

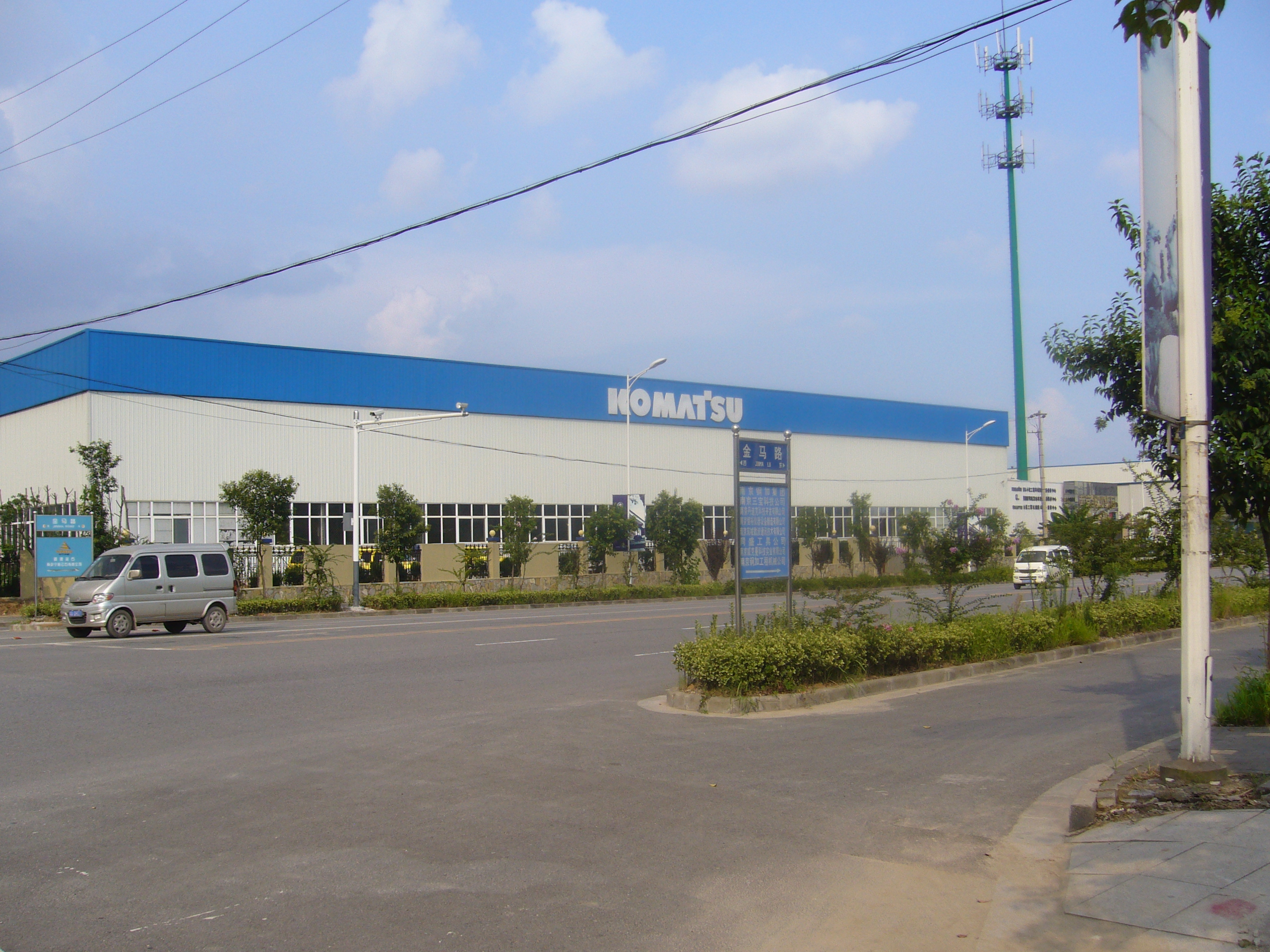
Предприятие Komatsu

Нанкин входит в первую десятку престижного Клуба городов-триллионников (в 2021 году ВРП округа составил 1,63 трлн юаней). В 2020 году доход на душу населения составил 57,63 тыс. юаней. Более 60 % ВВП округа приходится на сферу услуг, включая финансовые и деловые услуги, индустрию развлечений, проведение выставок и конференций, туризм, логистику, медицинские и образовательные услуги. Активно развиваются такие сектора экономики, как информационные технологии, программное обеспечение, альтернативная энергетика, энергосбережение и «умные» электросети, защита окружающей среды, полупроводники, «умное» промышленное и медицинское оборудование, биотехнологии, фармацевтика и новые материалы. 
Нанкин является важным деловым центром, здесь базируются штаб-квартиры таких компаний, как Suning, Huitongda Network и Sanpower Group (розничная и электронная торговля, логистика), Bank of Jiangsu, Bank of Nanjing и Huatai Securities (финансовые услуги), Sumec Corporation, High Hope International Group и SOHO Holdings Group (оптовая торговля и деловые услуги), Nanjing Iron and Steel и Meishan Iron and Steel (металлургия), NARI Technology, Panda Electronics и Hiteker (производство электротехники и электроники), Nanjing Automobile, Naveco и Golden Dragon Bus (производство автомобилей и автобусов), Jincheng Group (производство автомобильных комплектующих, мотоциклов и гидравлического оборудования), Chenguang Group (производство аэрокосмического и электромеханического оборудования), Simcere Pharmaceutical и Jinling Pharmaceutical (производство лекарств), Yurun Group (производство мясных продуктов), Nanjing Gaoke (строительство и недвижимость).

### Промышленность
В Нанкине развиты станкостроение, производство энергетических турбин, электро- и радиоаппаратуры, грузовых автомобилей, автобусов, сельскохозяйственное машиностроение, чёрная и цветная металлургия, химическая промышленность (особенно производство химических удобрений и синтетических волокон), цементная, текстильная и пищевая промышленность.
Среди крупных предприятий — заводы энергетического оборудования NARI Technology, NR Electric, Guodian Nanjing Automation, Huadian Group и China Electric Equipment Group, металлургический завод Nanjing Iron and Steel, нефтехимические комбинаты Sinopec Jinling Petrochemical, Sinopec Yangzi Petrochemical и BASF-YPC Company, химические заводы Nanjing Red Sun, Highsun Holding, Evonik Specialty Chemicals, Celanese, Hongbaoli Group, GPRO Titanium Industry и SASOL, автомобильные заводы Changan Mazda Automobile, Nanjing Automobile, Naveco и Skyworth Auto, автобусный завод Golden Dragon Bus, завод топливных заправщиков Aerosun Corporation, ракетостроительный завод № 307 4-го НПО, заводы 1-го и 2-го НПО компании China Aerospace Science and Industry Corporation, заводы полупроводников TSMC, Tsinghua Unigroup и Huatian Technology, заводы бытовой техники Skyworth Electric, BSH и LG Panda Appliances, заводы дисплеев TPV Technology, LG Electronics и CEC Panda LCD Technology.
Также в Нанкине расположены завод композитных материалов Sinoma Science & Technology, завод телекоммуникационного оборудования Ericsson Panda Communication, текстильная фабрика Sumec Textile & Light Industry, завод компрессоров Aotecar New Energy, завод механического оборудования China High Speed Transmission Equipment Group, завод прохладительных напитков Swire Coca-Cola Beverages, заводы автокомплектующих LG Electronics и CSG TRW Chassis Systems, заводы аккумуляторов LG Energy Solution, Sunwoda Electronic и Xinwangda Electric Vehicle Battery, судостроительные заводы CMHI Jinling Shipyard и Yichun Shipbuilding Heavy Industry, завод железнодорожного оборудования CRRC Nanjing Puzhen, заводы медицинского оборудования Micro-Tech Nanjing и Getein Biotech, фабрика средств гигиены Kimberly-Clark, шинный завод Kumho Tire.

### Информационные технологии
В Нанкине базируются исследовательские центры компаний Huawei, ZTE, Lenovo, IBM, SAP, Vivo, Luxshare, Goertek, AAC Technologies, Neusoft и China Soft International.

### Розничная торговля

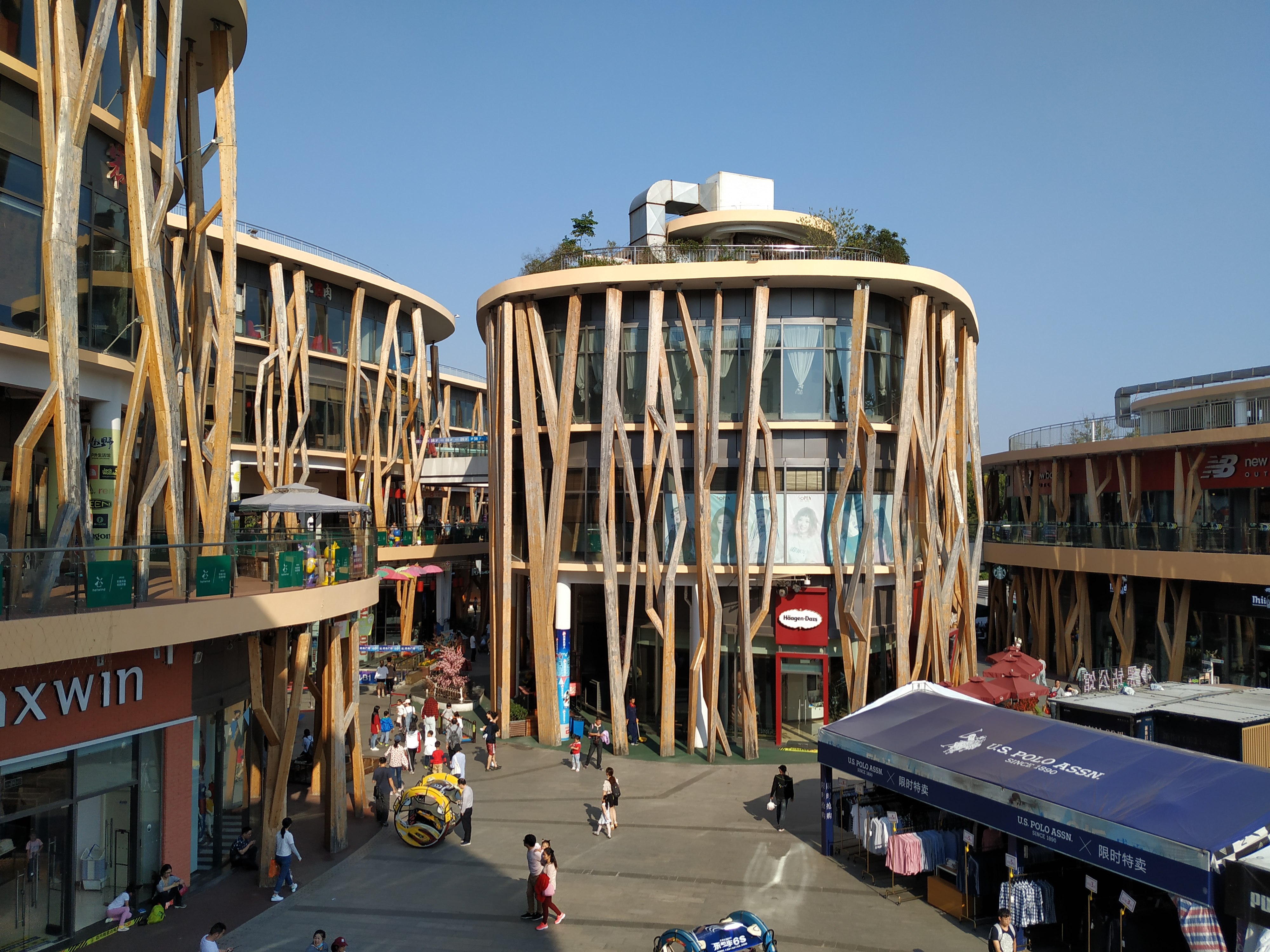
Forest Mall

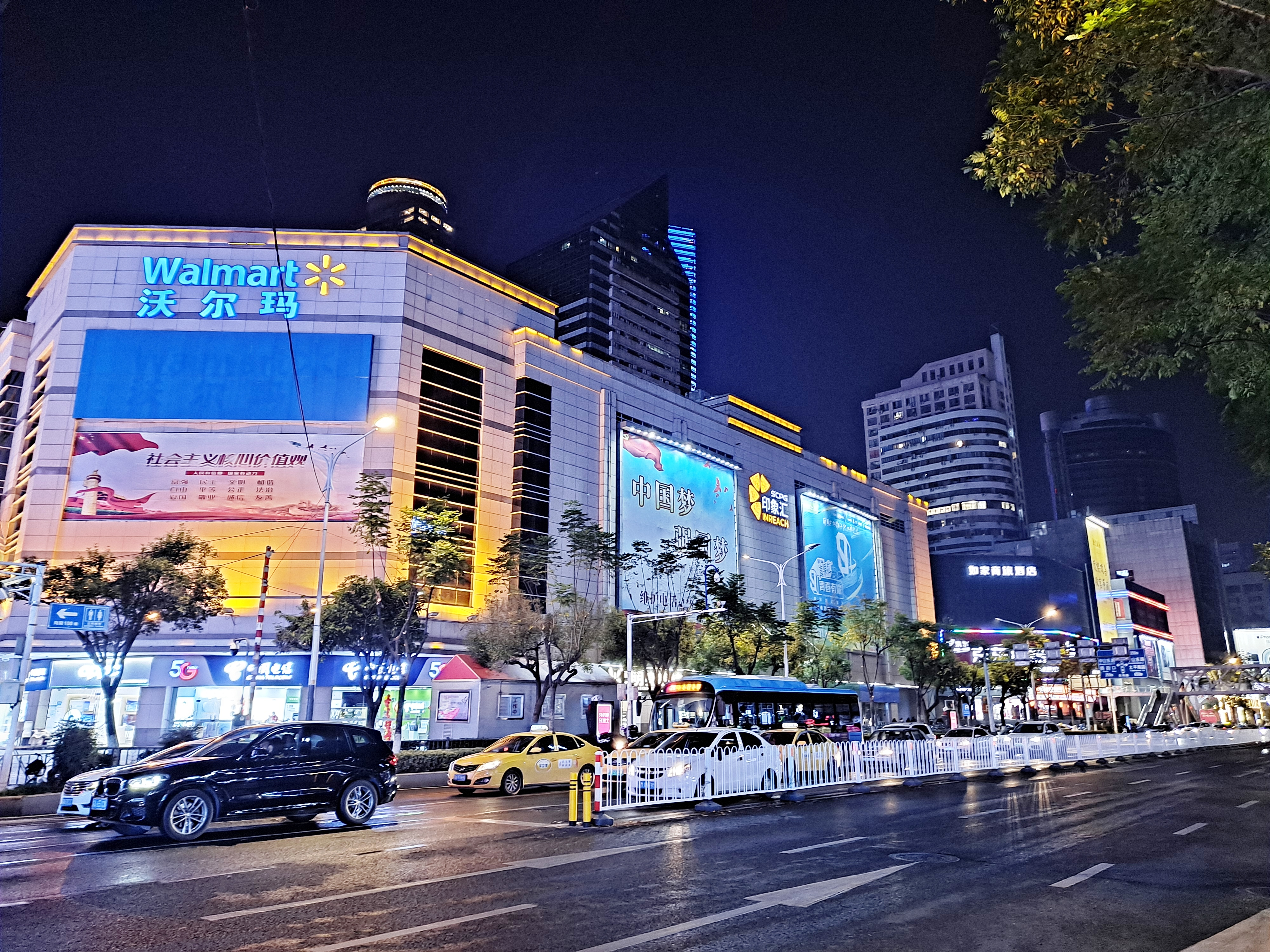
Walmart в Синьцзекоу

Крупнейшими торговыми центрами Нанкина являются Deji Plaza, Forest Mall и Nanjing Commercial Building в районе Сюаньу, Nanjing Xinbai, Nanjing IFC, Zhongyang Shopping Mall, Grand Ocean, Aqua City, MIXC World, Maoye World, Red Star Macalline и Guanghuamen Shilin в районе Циньхуай, Wanda Plaza в районе Цзянье, Jinqiao Market, Jinsheng Market и Yuqiao Commercial Plaza в районе Гулоу, Chuqiao City, Mingfa Commercial Plaza, Home Mall, Longxiang Clothing Mall и Yiyuan Decoration Town в районе Юйхуатай, Golden Eagle и Wanda Mall в районе Цися, Jinpu Shopping Mall, Zhongsheng Shopping Mall и Wenfeng Shopping Center в районе Пукоу.
Крупнейшими сетями супермаркетов Нанкина являются Suguo, Lianhua, Shiji Hualian, Gouhao, Walmart, Auchan, Carrefour, Metro и Tesco.
В сентябре 2024 года в Нанкине открылся торговый центр «Цзянсу — Центральная Азия», в котором представлены товары и компании из Казахстана, Узбекистана, Таджикистана и Туркменистана.
Основными центрами ночной жизни Нанкина являются кварталы Фуцзымяо, Синьцзекоу и Нанкин 1912, где сосредоточены рестораны, кафе, бары и клубы, а также ночные рынки. В спальных районах ночная жизнь активна вокруг торговых центров.

### Зонирование

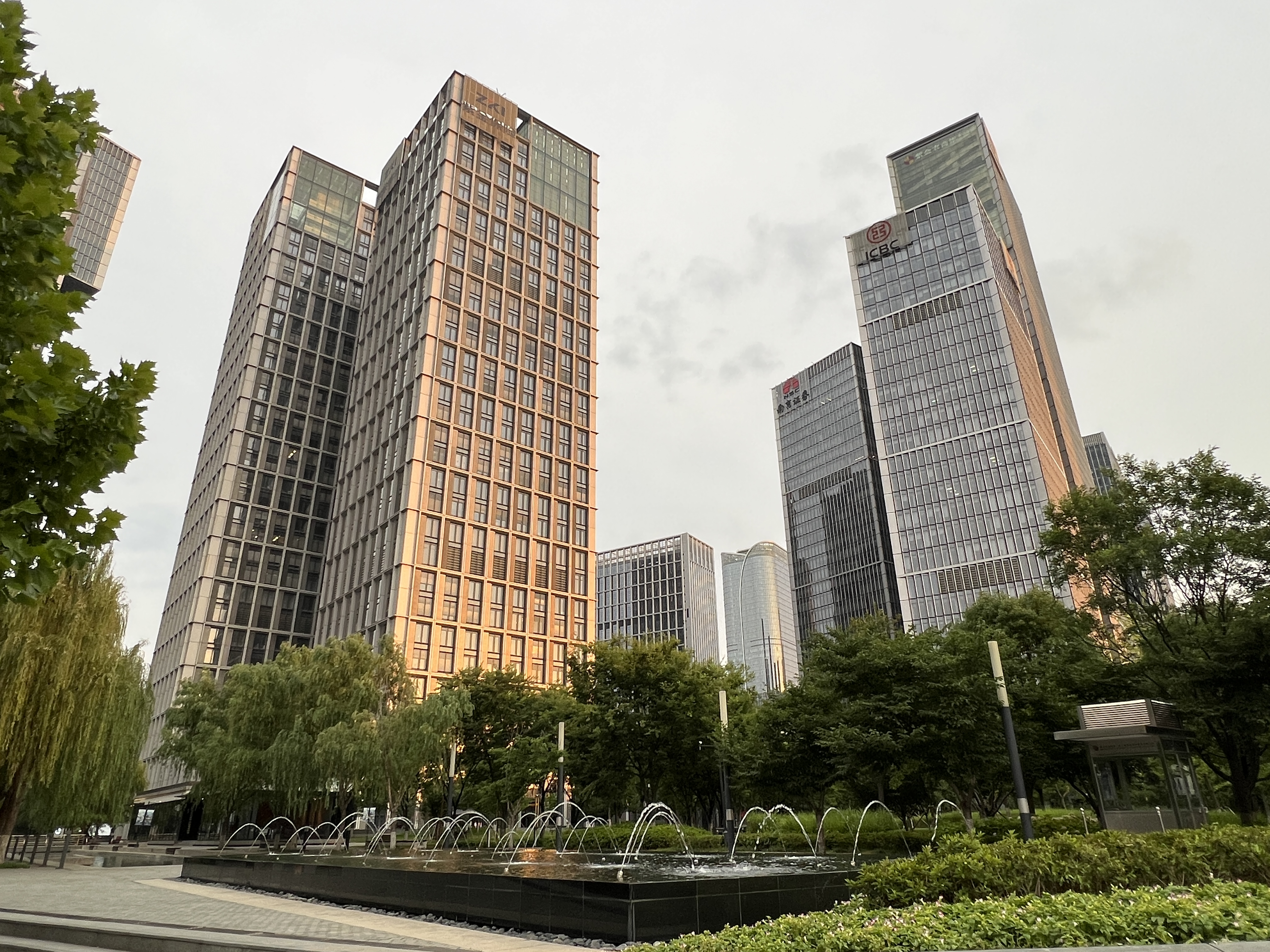
Деловой район Хэси

В Нанкине имеется несколько промышленных и технологических кластеров: 
- Luhe Development Zone (Лухэ)
- Nanjing Chemical Industry Park (Лухэ)
- High-Tech Industrial Development Zone (Пукоу)
- Gaoxin Development Zone (Пукоу)
- Nanjing Economic and Technological Development Zone (Цися)
- Software Avenue (Юйхуатай)
- Yuhua Economic and Technological Development Zone (Юйхуатай)
- Nanjing Medicine Health Industrial Park (Юйхуатай)
- Jiangning Economic and Technological Development Zone (Цзяннин)
- Jiangning Aviation Town (Цзяннин)
- Jiangning Science Park (Цзяннин)
- Skyworth Industrial Park (Лишуй)
- Gaochun Economic Development Zone (Гаочунь)

Новый деловой центр Нанкина расположен в квартале Хэси (Hexi New Town или Hexi CBD) района Цзянье.

### Туризм

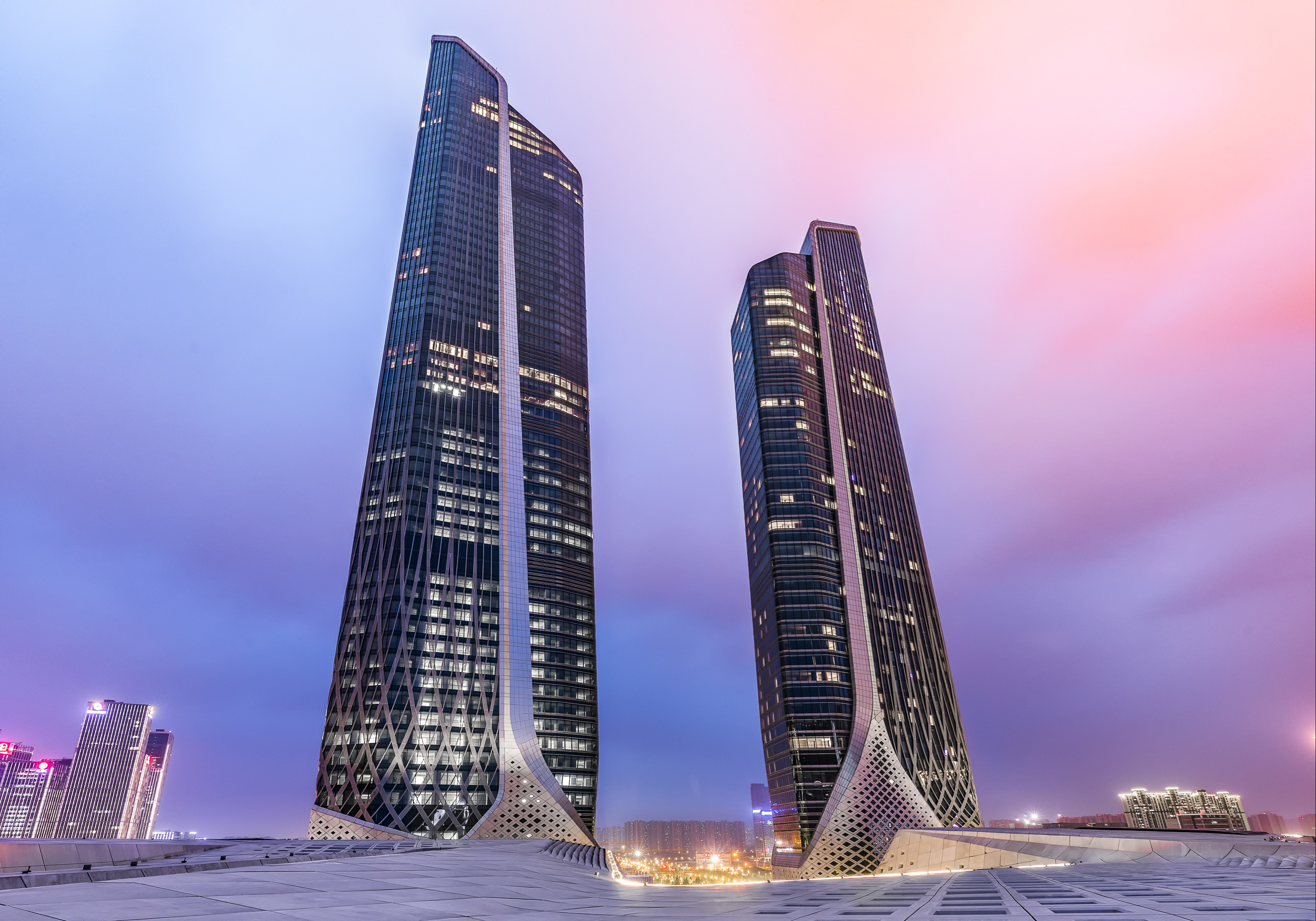
Международный молодёжный культурный центр

Нанкин является одним из самых популярных туристических центров Китая. Гостей города привлекают исторические здания, парки, гробницы и храмы. Активно развивается деловой туризм, чему способствуют два крупных выставочных центра — Нанкинский международный выставочный центр в районе Сюаньу и Нанкинский международный экспо-центр в районе Цзянье.
В Нанкине представлены ведущие мировые гостиничные сети, в том числе InterContinental, Shangri-La, The Westin, The Ritz-Carlton, Renaissance, Courtyard by Marriott, Hilton, Sheraton, Pullman, Holiday Inn, Crowne Plaza, Wyndham, Kempinski и Grand Metropark.

### Сельское хозяйство

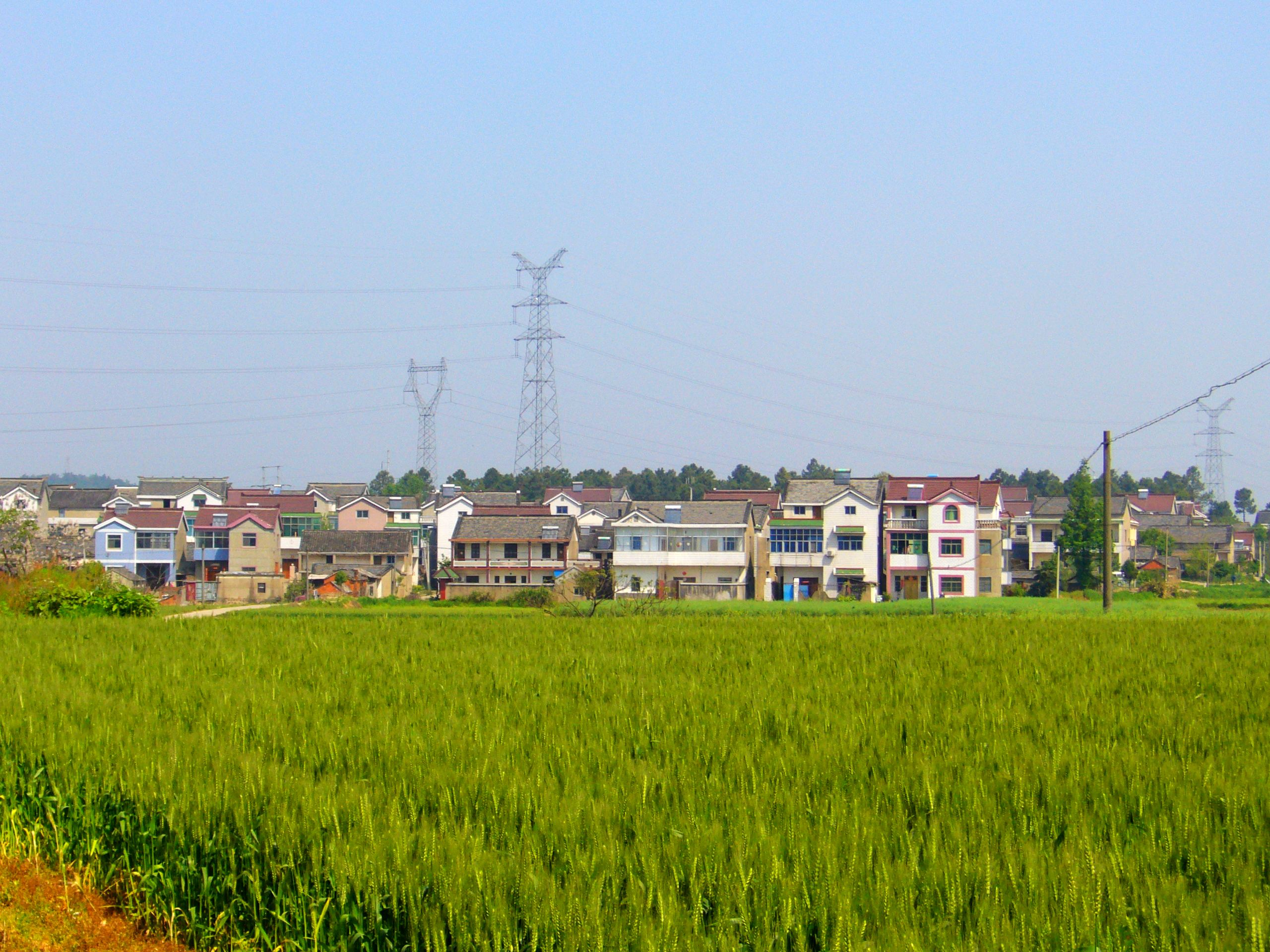
Деревня в районе Гаочунь

В 2019 году общий объём продукции сельского и лесного хозяйства Нанкина, включая животноводство и рыболовство, составил 47,25 млрд юаней. В сельской местности Нанкина развиты рисоводство, овощеводство, садоводство (особенно сливы и персики), хлопководство, чаеводство, шелководство, производство кормов для свиней, рогатого скота, кроликов, домашней птицы и рыбы. Кроме того, в округе выращивают лекарственные растения (в том числе османтус), рапс, коноплю и бамбук, разводят свиней, коров, уток, гусей, кур, пресноводную рыбу и креветок. Янцзы является важной базой речного рыболовства.
В аграрном секторе округа активно развиваются «цифровые деревни», «умные» фермы и теплицы, на которых процессы полива и освещения растений, сбора и сортировки урожая, кормления животных и рыб максимально автоматизированы. Многие фермы, зерновые хранилища и холодные склады обеспечиваются электроэнергией от солнечных панелей и ветрогенераторов.

## Транспорт

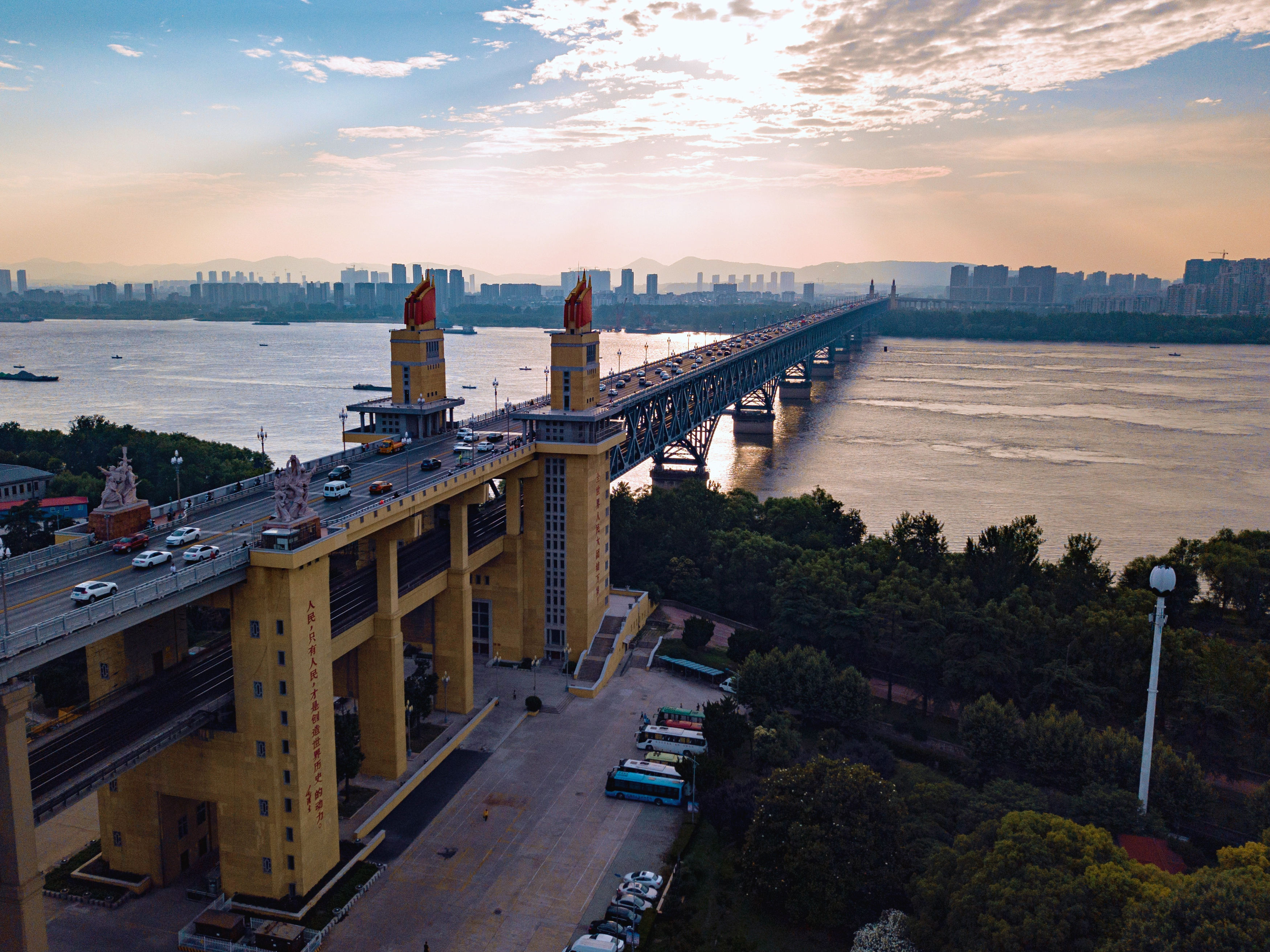
Нанкинский мост через реку Янцзы

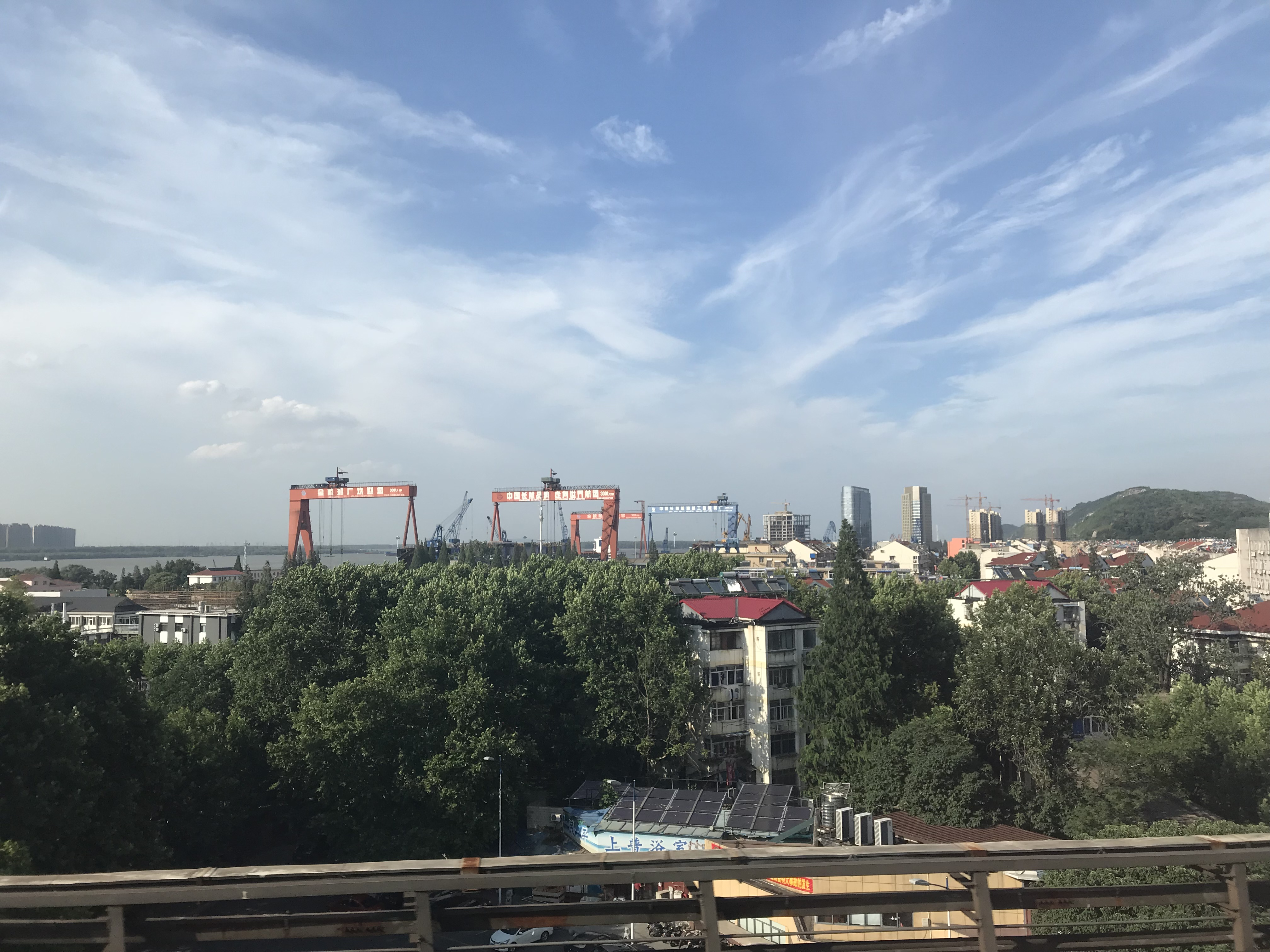
Порт Нанкина

Нанкин является важным транспортным и логистическим узлом Восточного Китая, особенно района дельты Янцзы; здесь развиты речное судоходство, железнодорожные, автомобильные и авиационные грузовые и пассажирские перевозки. В пределах Нанкина находятся шесть мостов через Янцзы (один двухъярусный железнодорожный-автомобильный мост, один железнодорожный мост Дашэнгуань и четыре автомобильных моста — Второй, Третий, Четвёртый и Цзянсиньчжоу), а также два автомобильных тоннеля под Янцзы (Динхуаймэнь и Интянь-авеню) и два тоннеля Нанкинского метрополитена под Янцзы (3-я и 10-я линии). 

### Водный
Нанкин имеет крупный речной порт, доступный для морских судов. Порт Нанкина входит в топ-50 крупнейших контейнерных портов мира. Ежегодно порт обрабатывает более 3 млн контейнеров и около 220 млн тонн грузов. Основные грузы, проходящие через порт — потребительские товары, уголь, нефть и нефтепродукты, жидкие и сыпучие химикаты, зерно, комбикорма и древесина. Компания Jiangsu Port Group управляет контейнерным маршрутом Нанкин — Тайцан — Вьетнам.

### Рельсовый

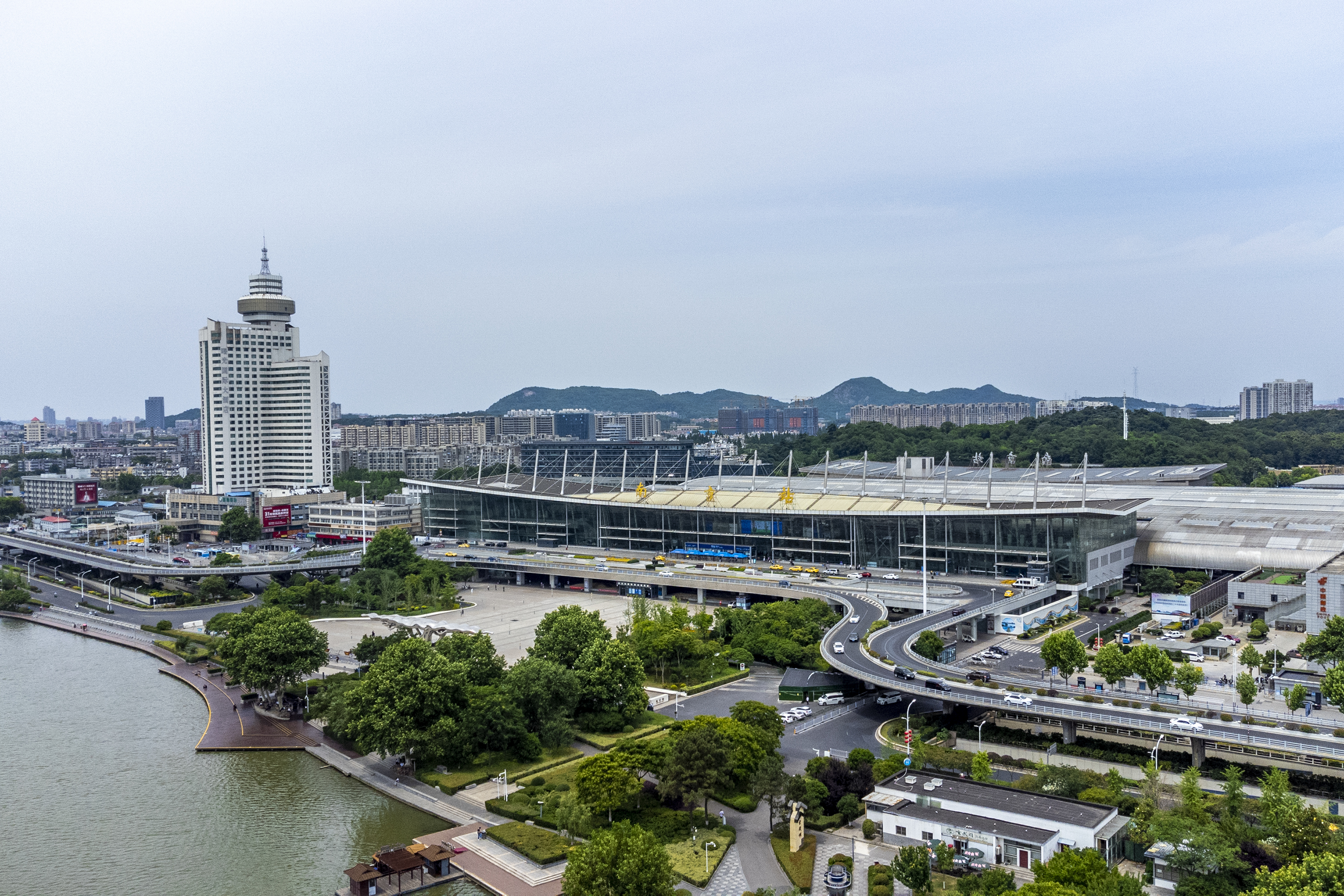
Нанкинский вокзал

Среди 17 железнодорожных станций Нанкина основной пассажиропоток приходится на Нанкинский и Южный вокзалы, а Западный вокзал, вокзалы Чжунхуамэнь и Сяньлинь играют второстепенную роль. На всех вокзалах имеются автобусные терминалы или станции метро.
- Нанкинский железнодорожный вокзал[англ.] (Сюаньу) обслуживает скоростную междугородную линию Шанхай — Нанкин, а также железные дороги Пекин — Шанхай и Нанкин — Тунлин.
- Южный железнодорожный вокзал[англ.] (Юйхуатай) обслуживает высокоскоростные линии Пекин — Шанхай, Нанкин — Ханчжоу и Хэфэй — Нанкин, а также скоростные междугородние линии Шанхай — Нанкин и Нанкин — Аньцин.
- Вокзал Чжунхуамэнь[англ.] (Юйхуатай) обслуживает железную дорогу Нанкин — Тунлин.
- Северный железнодорожный вокзал[англ.] (Пукоу) обслуживает скоростные линии Нанкин — Цидун и Нанкин — Хуайань, а также железную дорогу Пекин — Шанхай.
- Западный железнодорожный вокзал[англ.] (Гулоу) обслуживает железные дороги Пекин — Шанхай и Нанкин — Тунлин.
- Вокзал Сяньлинь[англ.] (Цися) обслуживает скоростную междугороднюю линию Шанхай — Нанкин.
- Восточный железнодорожный вокзал[англ.] (Цися) обслуживает железную дорогу Пекин — Шанхай; является крупнейшей сортировочной станцией Восточного Китая и 15-й по величине сортировочной станцией страны. На территории вокзала расположено крупное локомотивное депо.
- Станция Лунтань (Цися) является крупным контейнерным терминалом на железной дороге Пекин — Шанхай.

Строительство 1-й линии Нанкинского метрополитена началось в 1999 году, движение поездов стартовало в сентябре 2005 года. По состоянию на 2023 год метро Нанкина насчитывало 13 линий общей протяжённостью свыше 505 км, на которых функционировало 227 станций; велось строительство ещё 11 участков, которые откроются в 2024—2026 годах. Ежедневное число пассажиров составляет в среднем около 4 млн человек. Оператором метрополитена является компания Nanjing Metro Group.
Нанкинский трамвай состоит из двух отдельных линий общей протяжённостью свыше 17 км. Трамвайная линия Хэси была введена в эксплуатацию в 2014 году, а линия Цилинь — в 2016 году. Трамваи в Нанкине беспроводные, работающие от аккумуляторов.

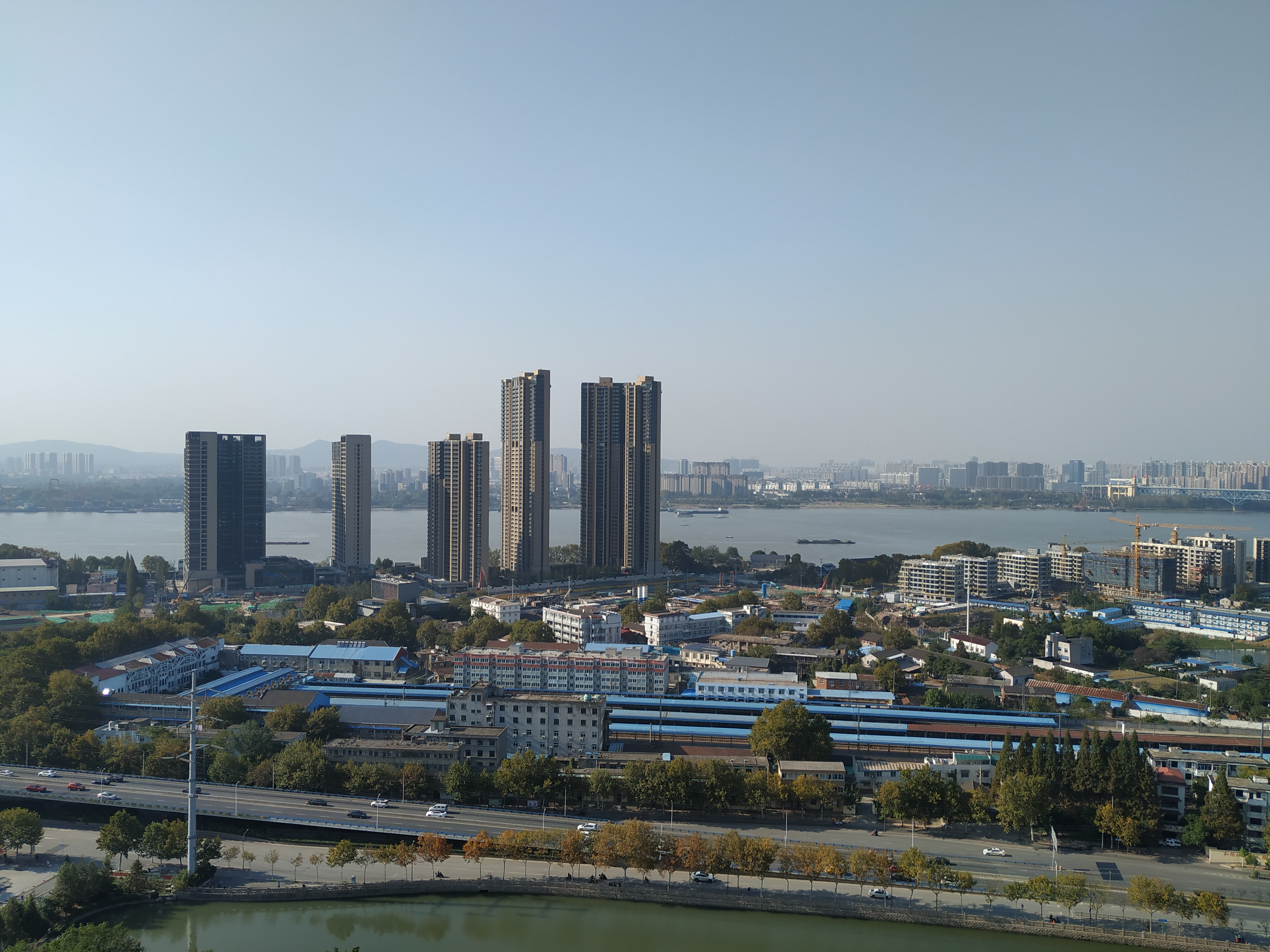
Западный вокзал
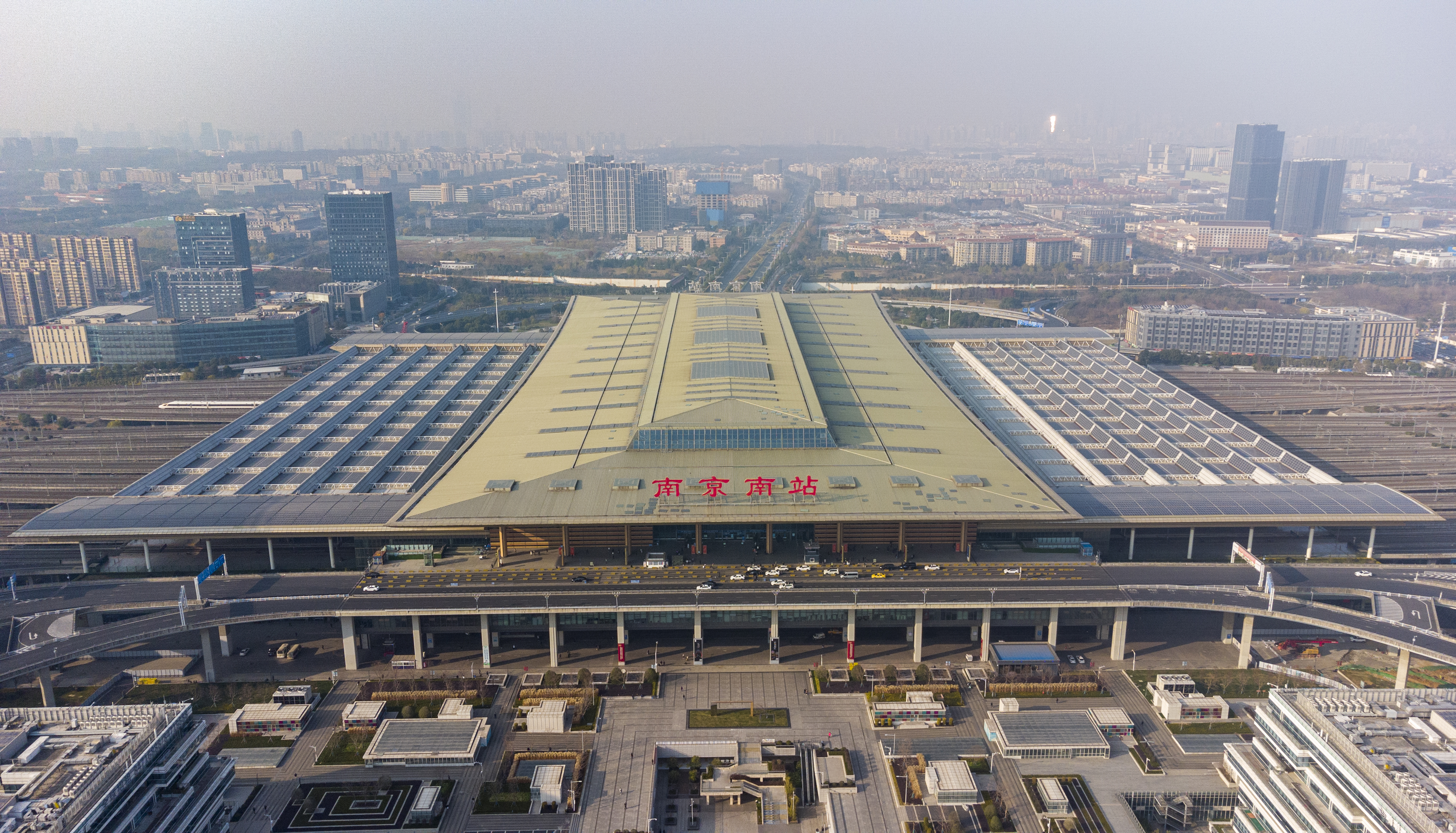
Южный вокзал
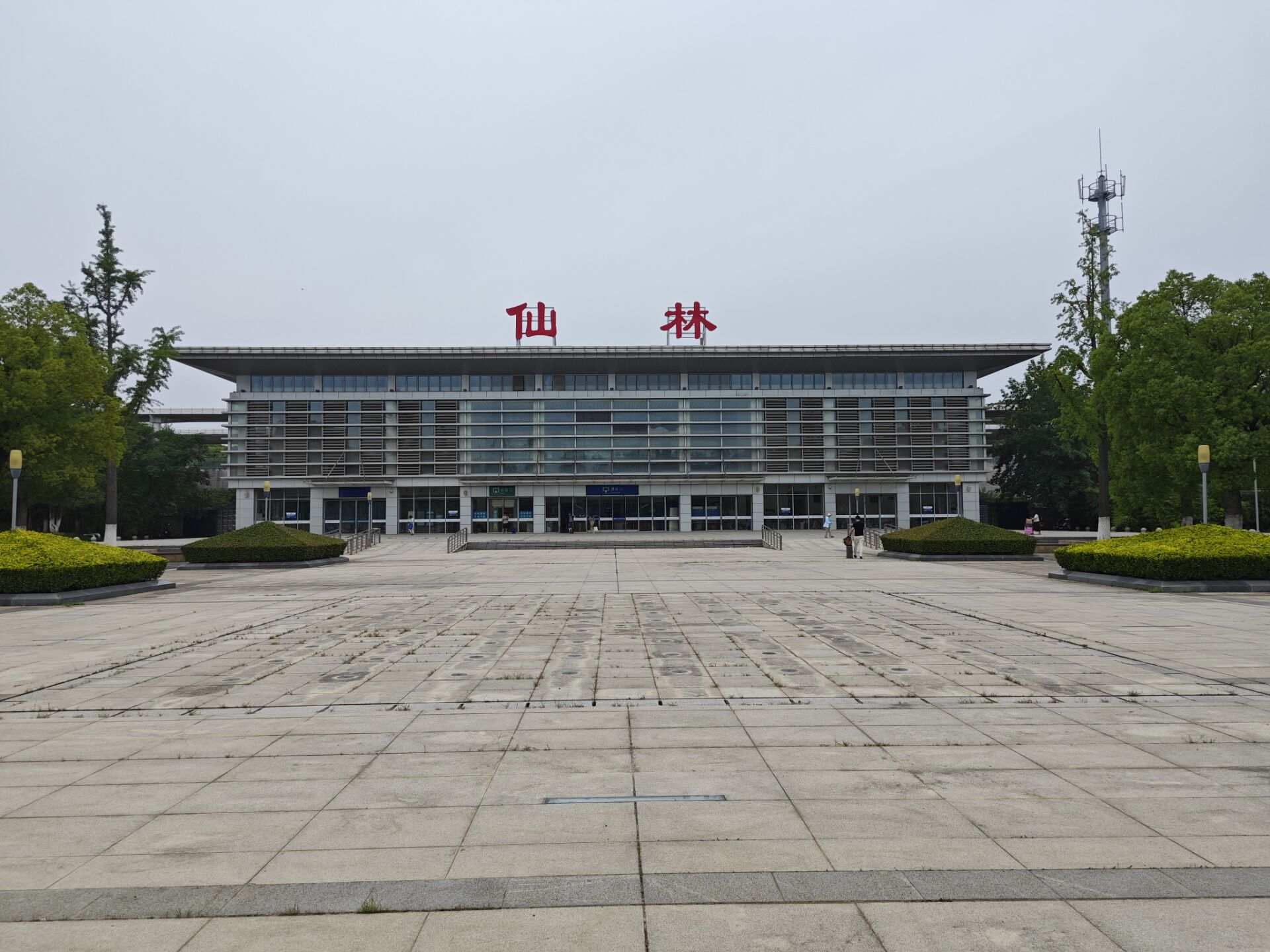
Вокзал Сяньлинь
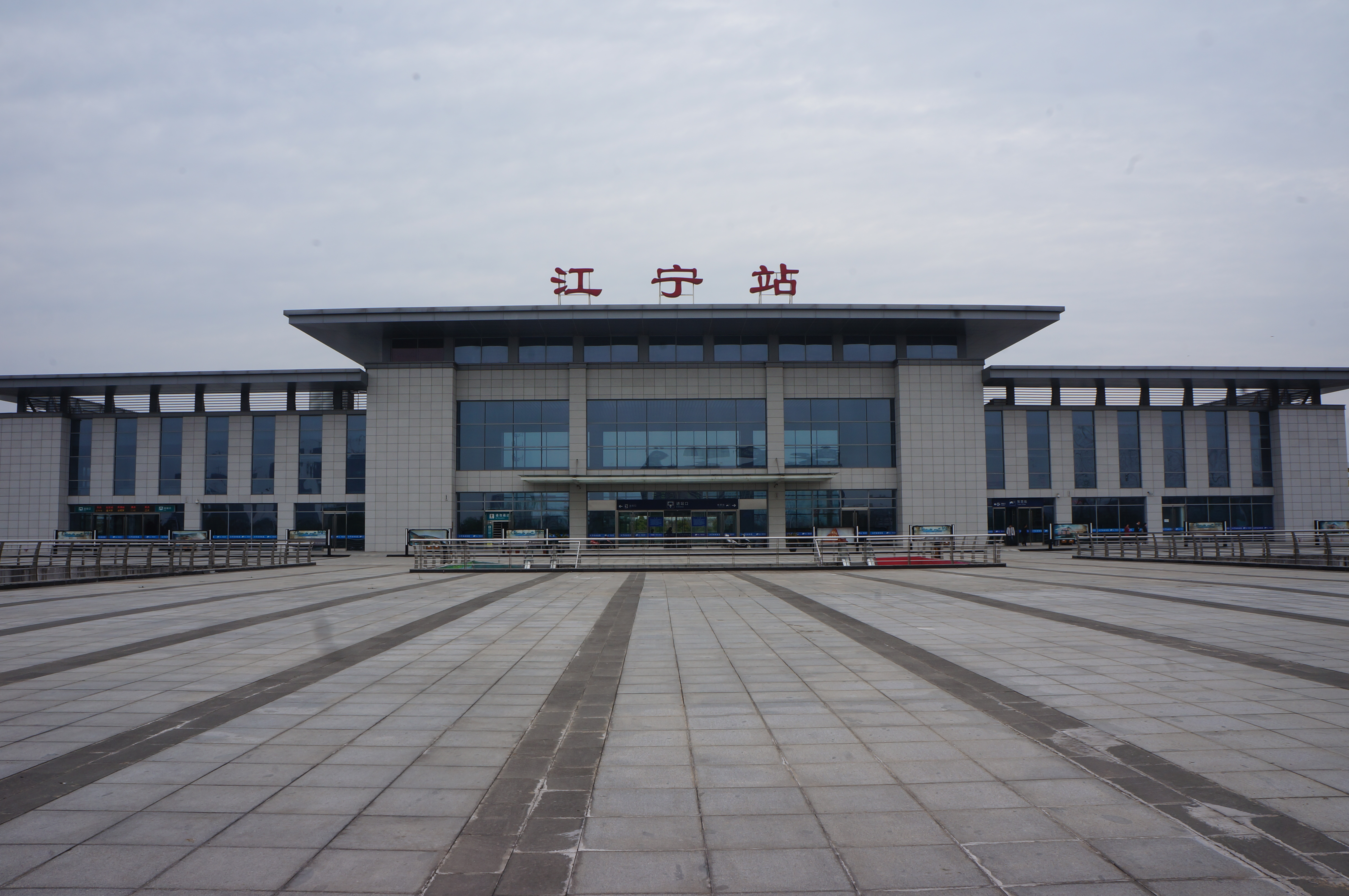
Вокзал Цзяннин

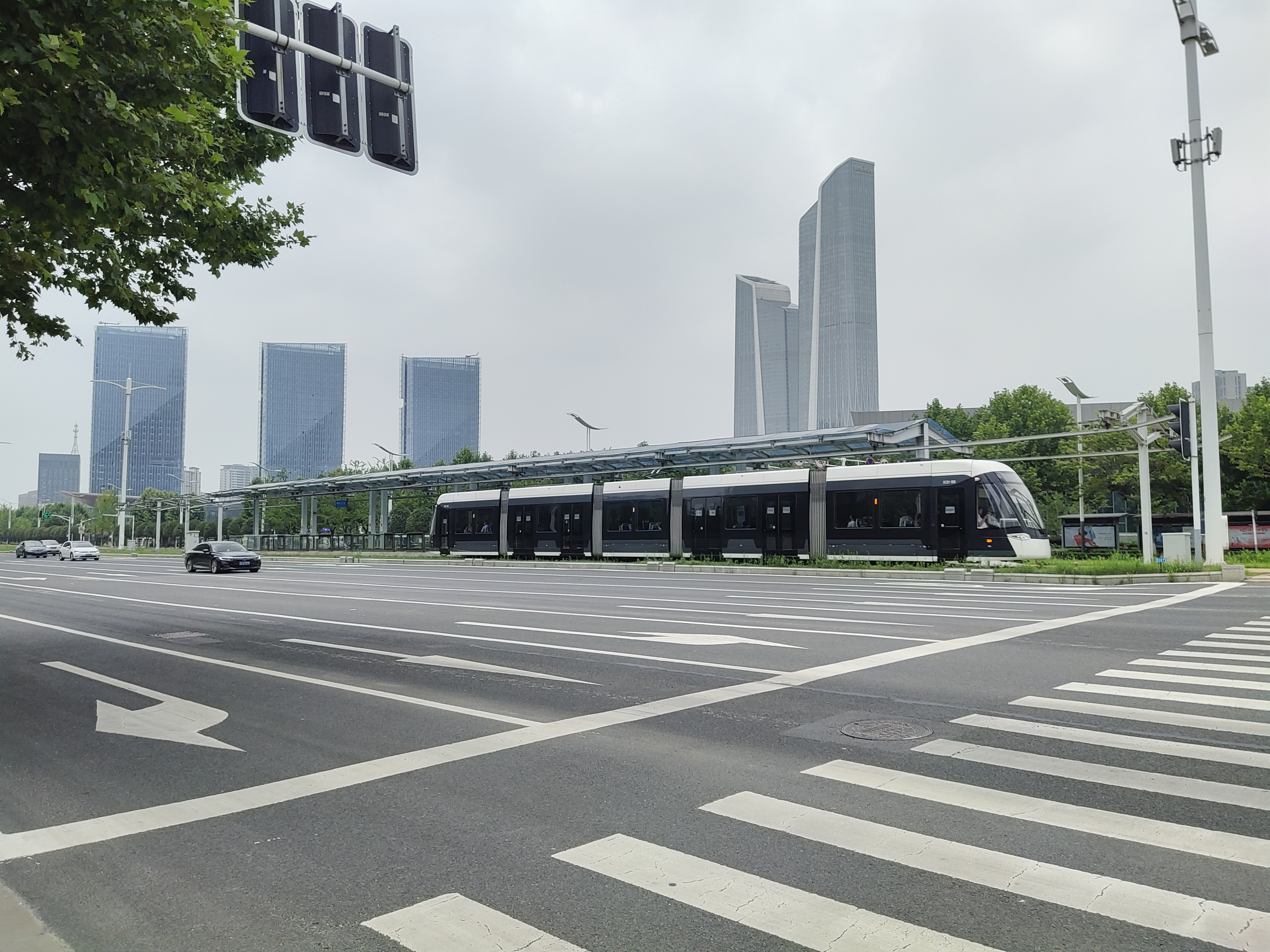
Трамвайная остановка у Экспо-центра
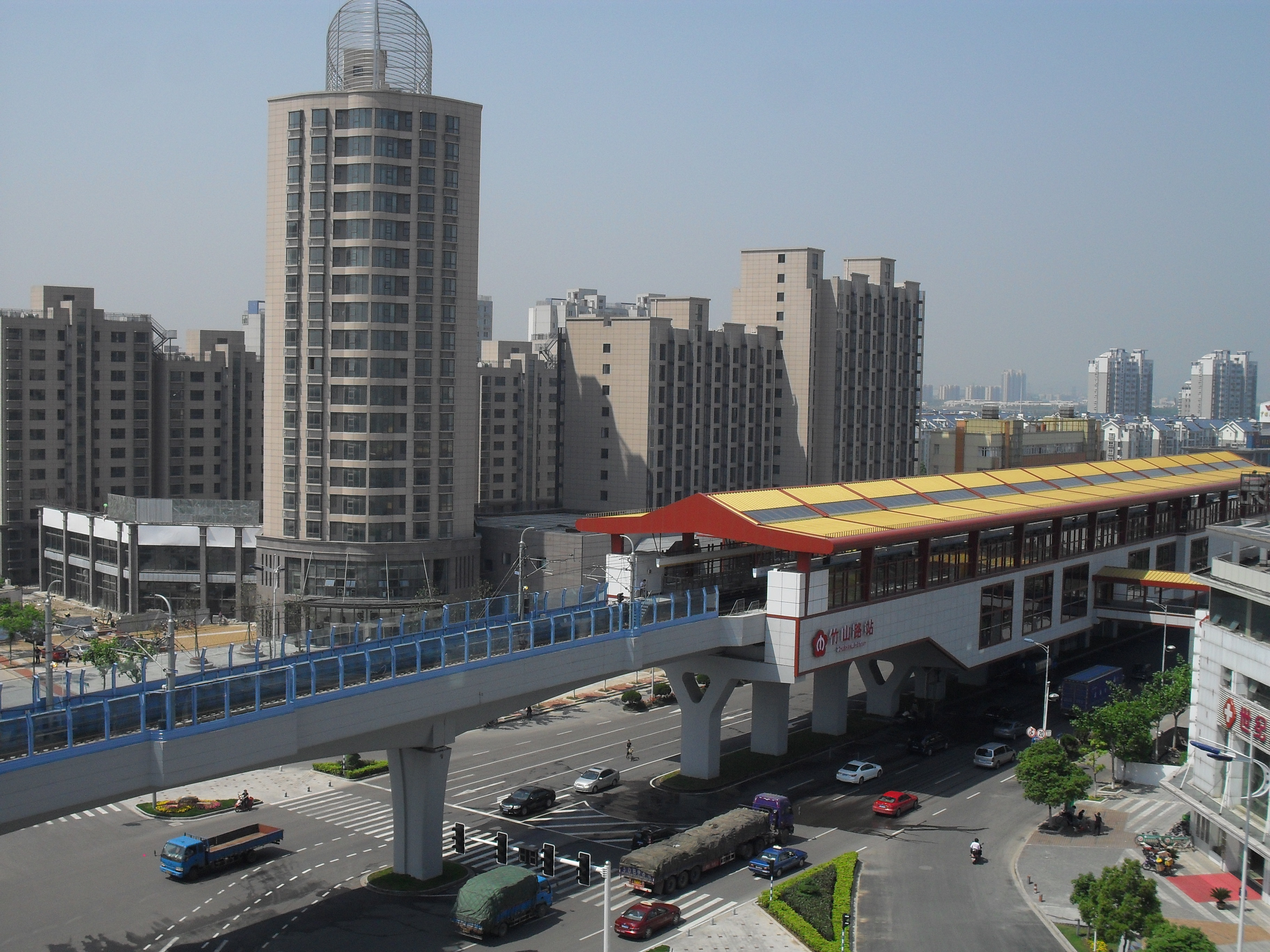
Станция метро Чжушаньлу
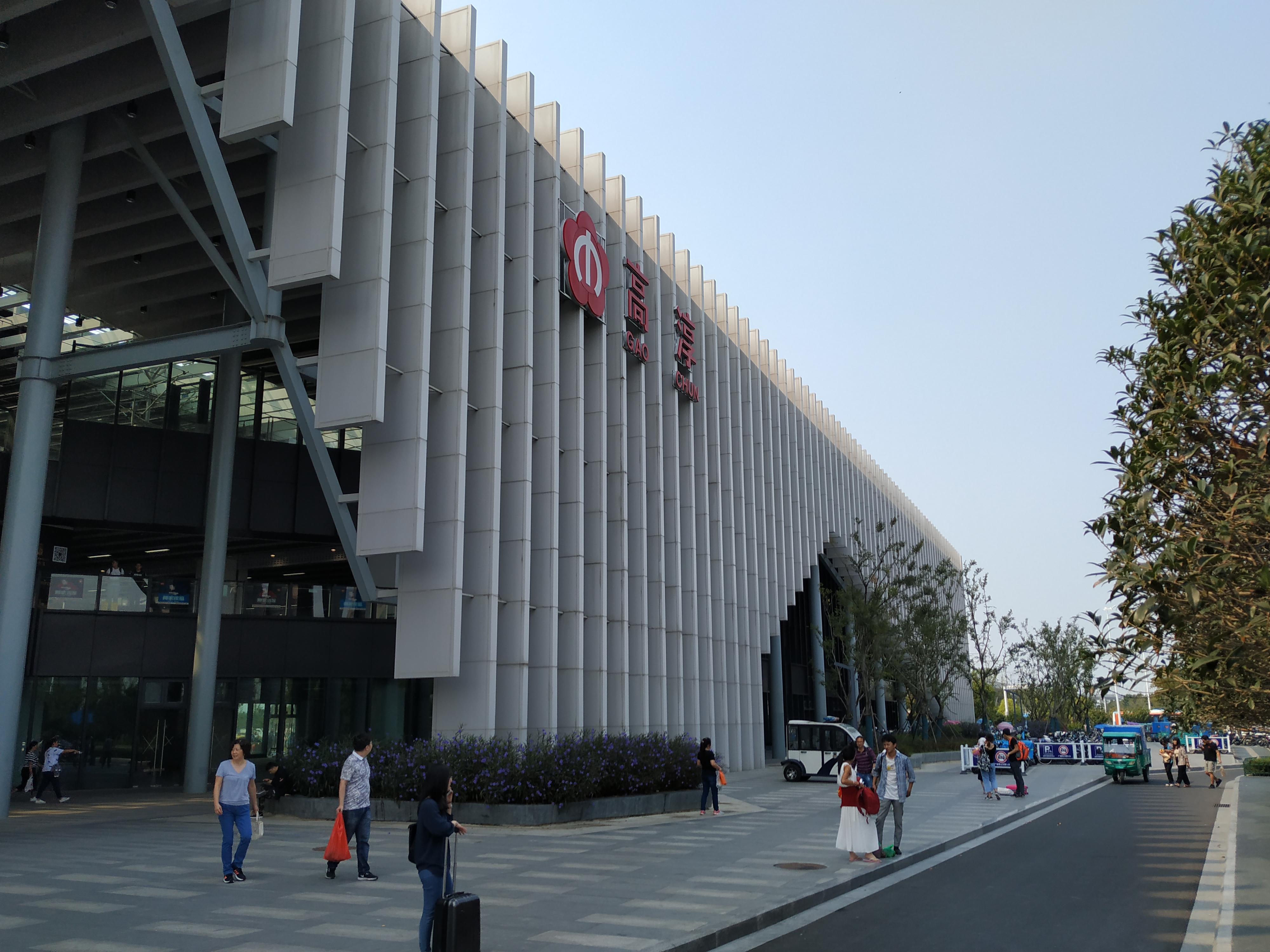
Станция метро Гаочунь
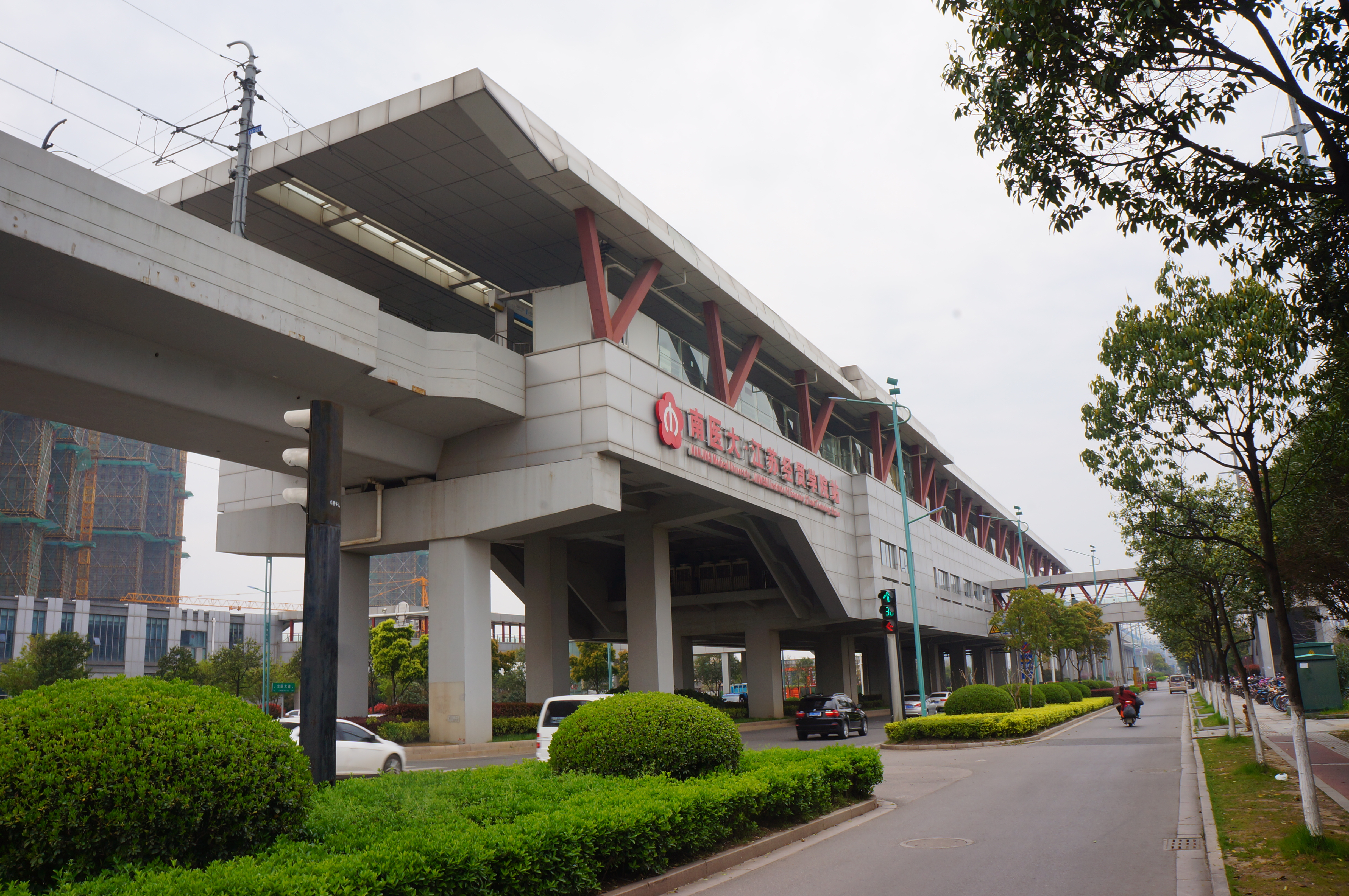
Станция метро Медуниверситет

### Воздушный

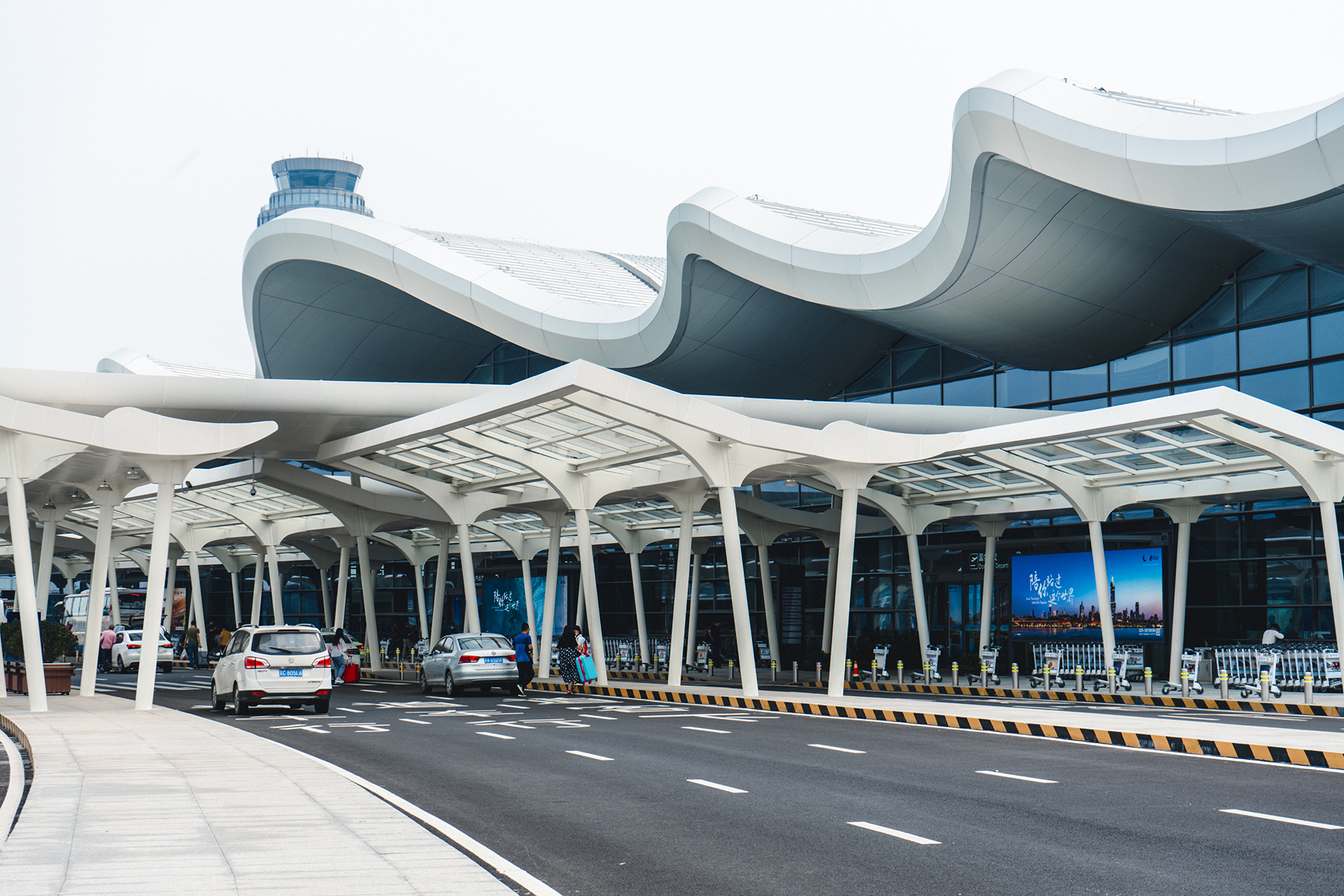
Терминал №1 аэропорта Лукоу

Обслуживающий Нанкин международный аэропорт Лукоу находится в 35 км от центра города, в районе Цзяннин. Аэропорт открылся в 1997 году, в 2014 году был введён в эксплуатацию Терминал № 2. По итогам 2021 года Лукоу обслужил 17,6 млн пассажиров и 359 тыс. тонн грузов. Аэропортом владеет и управляет государственная Eastern Airport Group. Лукоу является важным хабом для China Postal Airlines, China Eastern Airlines, China Southern Airlines, Juneyao Air, Shenzhen Airlines и Beijing Capital Airlines.
В аэропорт ведут скоростная автомагистраль и линия метро S1, имеется регулярное автобусное сообщение с Нанкинским и Южным вокзалами.

### Автомобильный

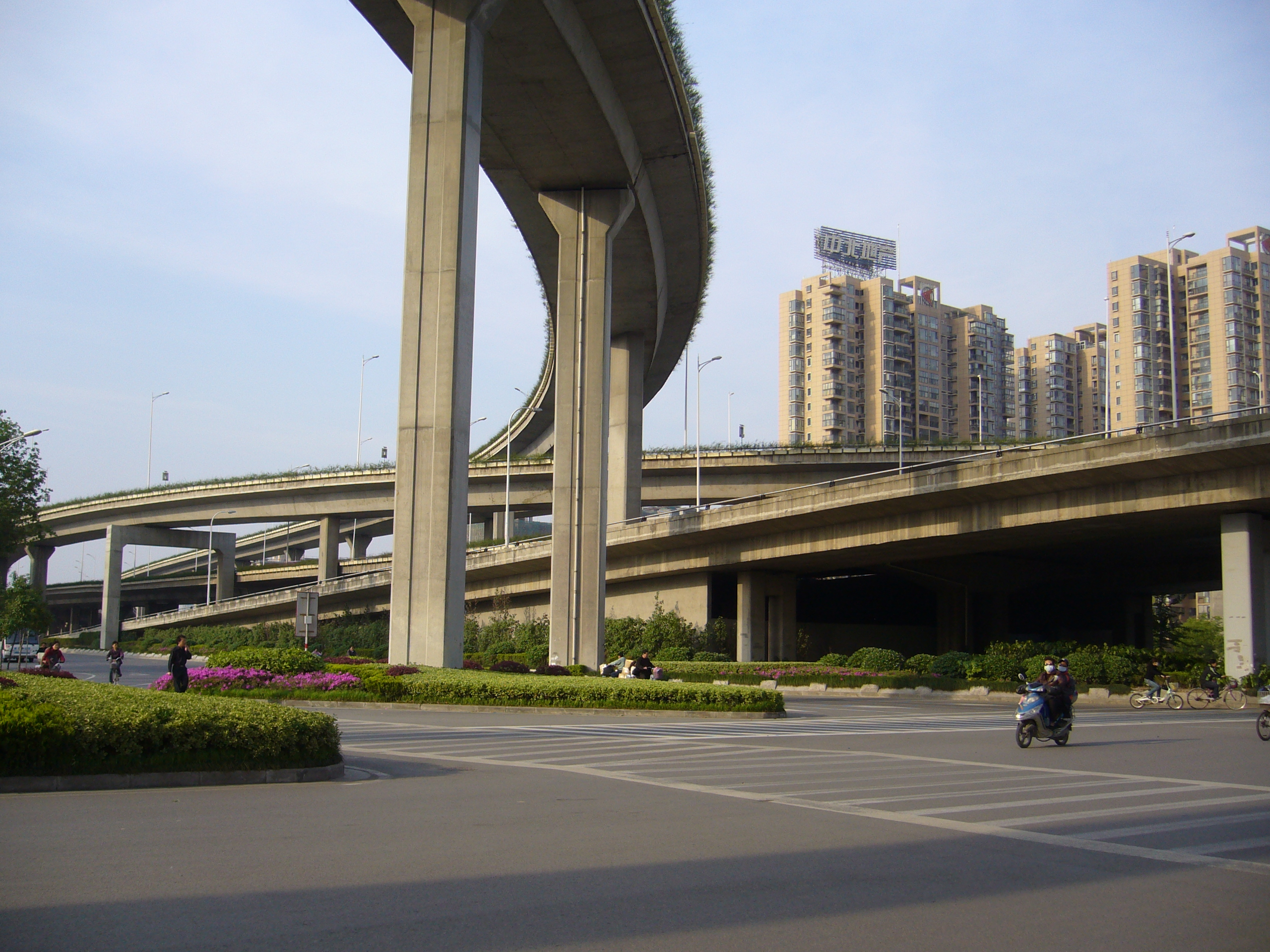
Дорожная развязка

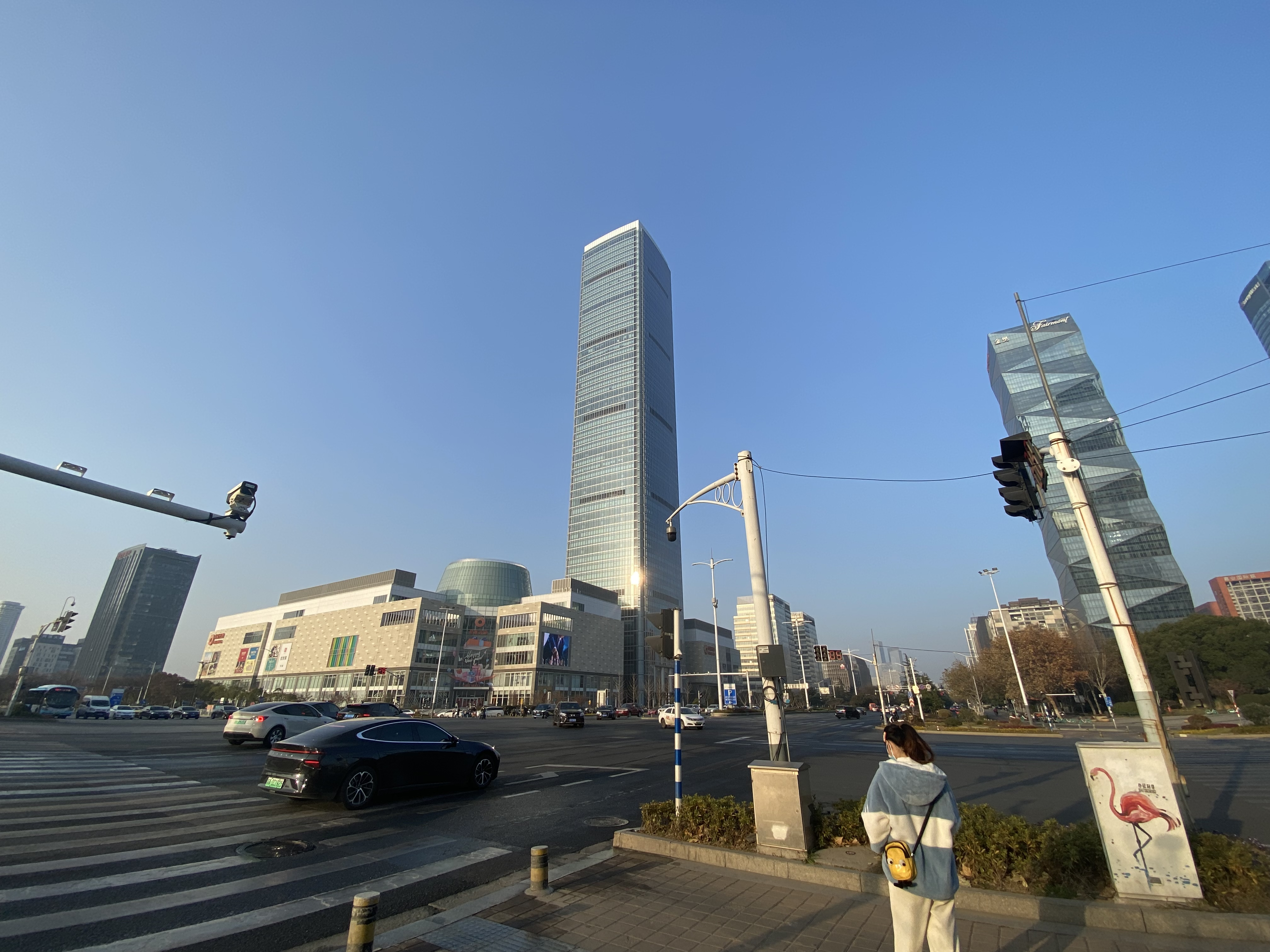
Перекрёсток у станции Юаньтун в районе Цзянье

Главными артериями центральной части Нанкина являются Чжуншань-роуд и Ханьчжун-роуд, которые сходятся в деловом районе Синьцзекоу.  
Территорию Нанкина пересекают следующие автомагистрали национального, провинциального и городского уровня:
- Годао 104 (Пекин — Фучжоу)
- Годао 205 (Циньхуандао — Шэньчжэнь)
- Годао 312 (Шанхай — Кульджа)
- Годао 328 (Нанкин — Хайань)
- G25 (Чанчунь — Шэньчжэнь)
- G2503 (Nanjing Ring Expressway)
- G36 (Нанкин — Лоян)
- G40 (Шанхай — Сиань)
- G42 (Шанхай — Чэнду)
- G4211 (Нанкин — Уху)
- S55 (Нанкин — Гаочунь)
- S88 (Nanjing Airport Expressway)

Муниципальные и частные автобусные маршруты охватывают все районы Нанкина и соседние округа. Имеется несколько автобусных вокзалов дальнего следования, в том числе Нанкинский, Южный, Северный, Восточный, Цзяннин, Лишуй, Гаочунь и Гэтан.
По числу электрических автобусов и такси Нанкин входит в пятёрку лидеров Китая. В Нанкине работают ведущие китайские агрегаторы такси, в том числе Meituan, DiDi и Caocao.

## Культура
Будучи одной из четырёх древних столиц Китая, Нанкин со времён Шести династий являлся важным культурным центром, который привлекал интеллектуалов со всей страны. В эпоху династий Тан и Сун Нанкин славился своими поэтами, в эпоху династий Мин и Цин в городе проводились императорские экзамены и кипели философские споры. Современный Нанкин славится своей культурной жизнью: здесь множество музеев, художественных галерей, библиотек, театров, кинотеатров, культурных и выставочных центров, академий каллиграфии и живописи, памятников архитектуры. Символами Нанкина являются кедр (дерево), слива (цветок) и тигр (животное).

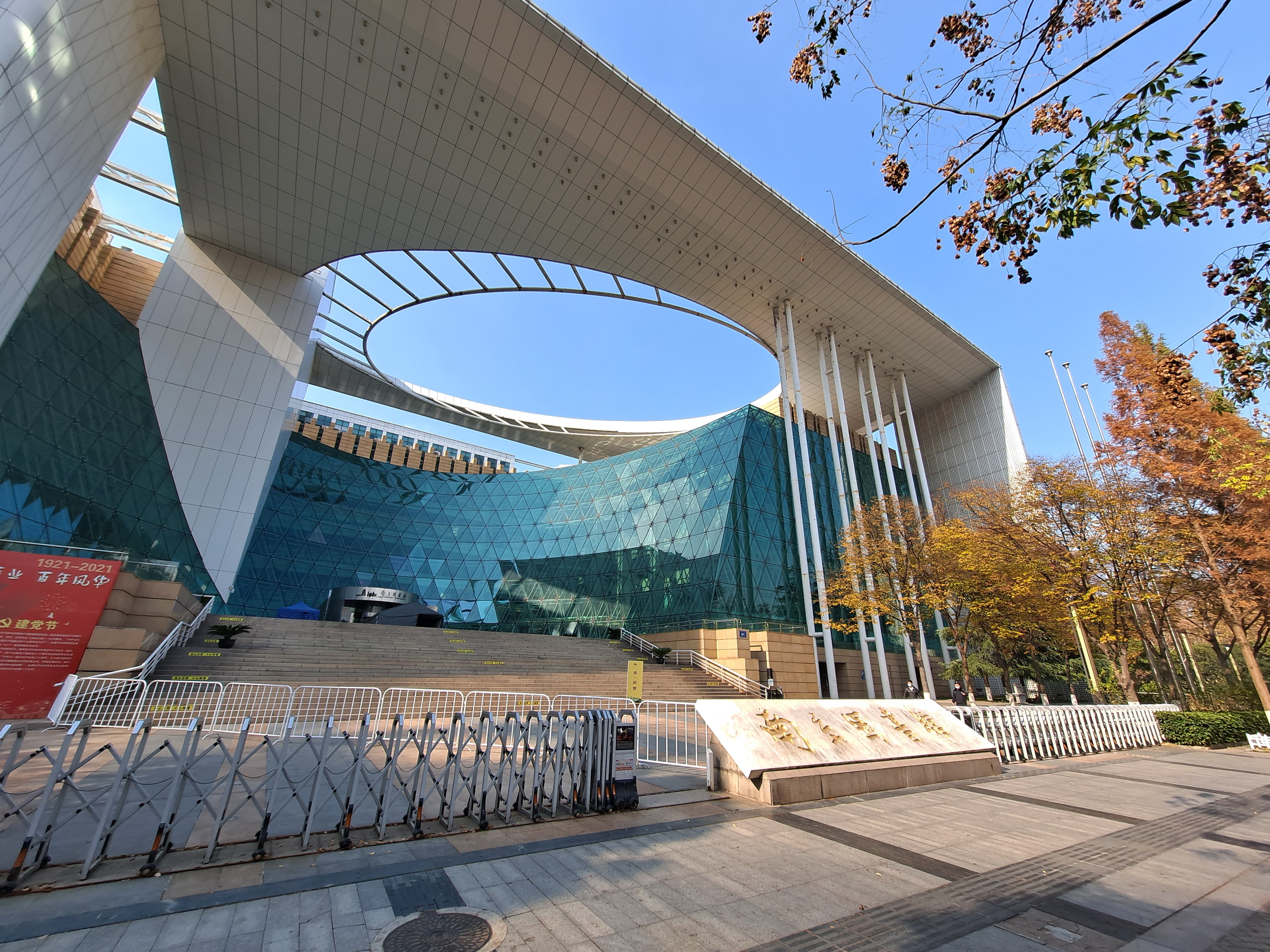
Нанкинская библиотека

В городе расположены Нанкинская библиотека — третья по величине библиотека Китая, а также несколько крупных университетских, городских и районных библиотек (в том числе библиотека Цзиньлин и библиотека Нанкинского университета).

### Архитектура

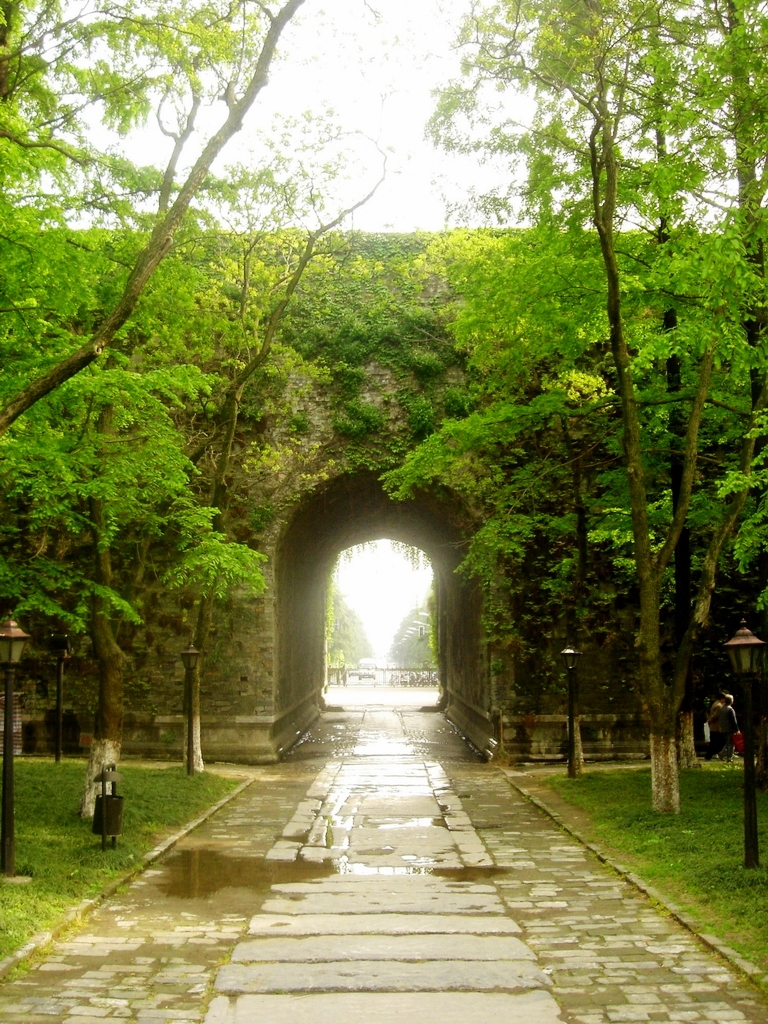
Парадные ворота Минского дворца (вид с внутренней стороны)

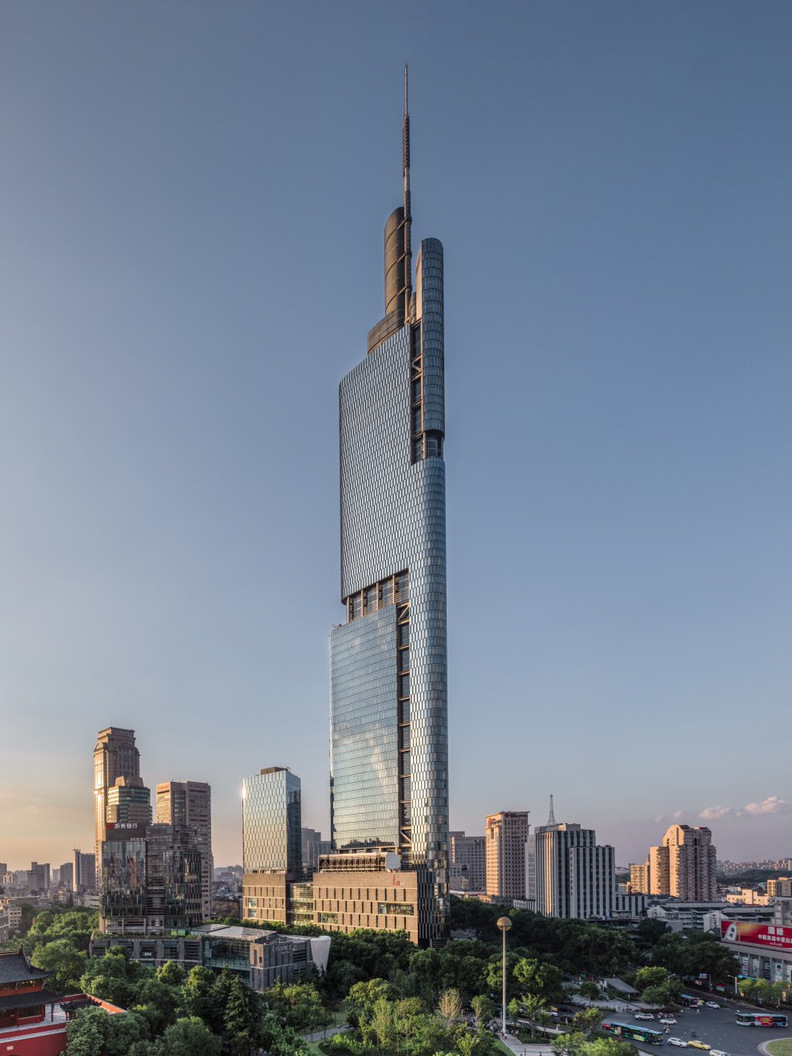
Финансовый центр Нанкин Гринлэнд

От эпохи Южных династий в окрестностях Нанкина, а также в соседнем Даньяне (округ Чжэньцзян), сохранилось около 30 скульптурных групп, установленных у гробниц императоров и членов императорских домов. Традиционный набор статуй включает пару величественных крылатых львов с высунутыми языками для императоров, элегантных рогатых и бородатых цилиней для великих князей, черепах, несущих стелы с текстами и колонны с постаментами, обвитыми созданиями, похожими на драконов.
Нанкин богат памятниками первых лет существования империи Мин. В восточной части Нанкина расположен бывший «Императорский город» (XIV—XV века) с регулярной планировкой; при императоре Хунъу он был обнесён грандиозной крепостной стеной. 
Основные памятники Нанкина: погребения императоров государства Лян (502—557) с монументальными каменными статуями фантастических животных; каменная пагода Шэлита буддийского монастыря Цисясы (X век); кирпичный «уляндянь» в храме Лингу (1398 год); городские стены минской эпохи (XIV—XVII века); руины минского императорского дворца; мавзолей Сяолин первого минского императора Хунъу с каменными фигурами чиновников, воинов и животных; ряд скульптурных ансамблей гробниц других минских деятелей раннего периода; могила евнуха-дипломата и флотоводца Чжэн Хэ; минские и цинские императорские сады.
К востоку от мавзолея Сяолин находятся многие памятники времен Китайской Республики: мавзолей первого президента Сунь Ятсена и посвящённые ему мемориалы, а также мемориал республиканским солдатам, погибшим во время Северного похода (1927 год) и обороны Шанхая от японцев в 1932 году, центральным пунктом которого является 60-метровая бетонная пагода Лингу.
В городе строится множество офисных, жилых и торговых комплексов в стиле модернизма и футуризма. Самым высоким зданием является 89-этажный небоскрёб Цзыфэн-Тауэр (450 м), один из самых высоких в Китае. За ним следуют три башни Голден-Игл-Тяньди (368 м, 328 м и 300 м), Нанкинский всемирный торговый центр (326 м), Децзи-Плаза (324 м), Международный молодёжный культурный центр (315 м и 255 м), Нью-Сенчури-Плаза (255 м), Отель Цзиньлин (242 м) и Лэндси Интернэшнл Плаза (232 м).

### Музеи
В Нанкине находятся одни из старейших и лучших музеев Китая, в которых выставлены уникальные коллекции артефактов и современного искусства.

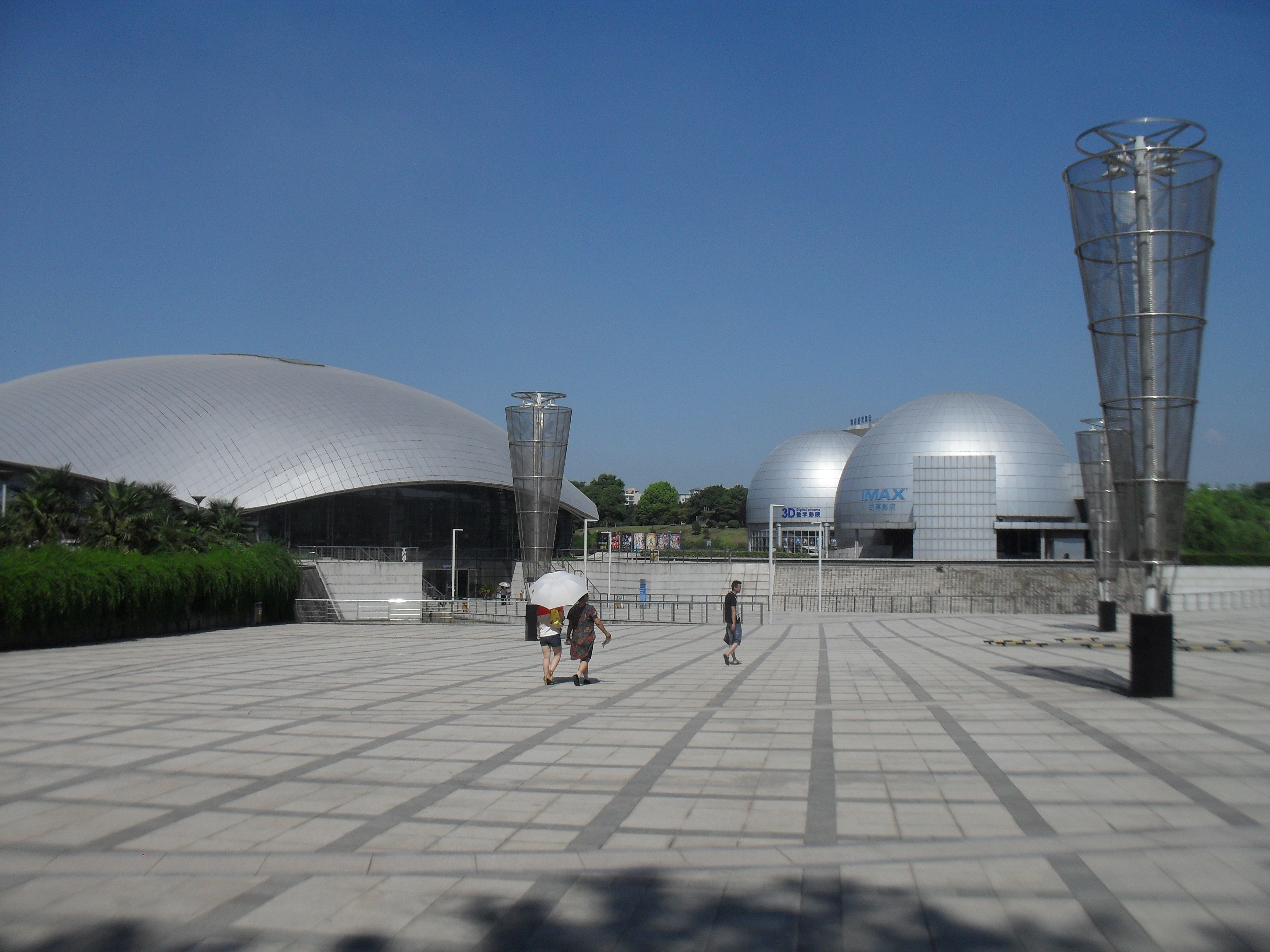
Нанкинский музей[англ.] — история и искусство Китая
- Нанкинский муниципальный музей[англ.] — искусство Китая[34]
- Музей истории тайпинов
- Музей новейшей китайской истории
- Мемориальный зал жертв Нанкинской резни[англ.]
- Нанкинский мемориальный музей летчиков-мучеников Войны сопротивления японским захватчикам[35]
- Нанкинский народный музей[англ.]
- Нанкинский исторический музей
- Музей городской стены Нанкина
- Музей руин храма Дабаоэнь[36]
- Музей императорских экзаменов[англ.]
- Музей императорского шёлкового производства
- Нанкинский музей юньцзинь
- Нанкинский таможенный музей
- Нанкинский музей истории астрономии
- Нанкинский палеонтологический музей
- Нанкинский геологический музей
- Нанкинский музей науки и технологий
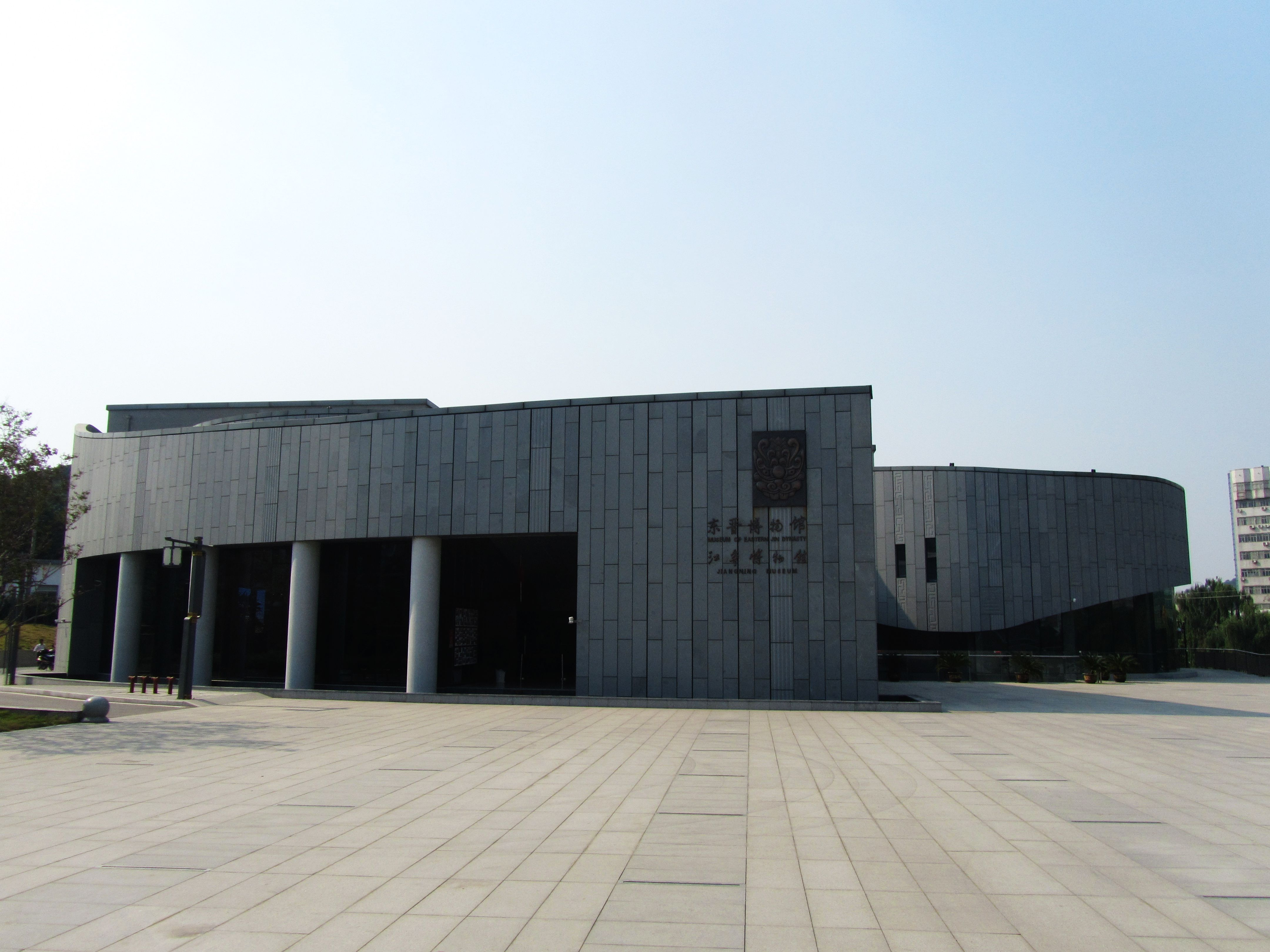
Музей района Цзяннин
- Мемориал Чжэн Хэ
- Мемориал Тао Синчжи[англ.]
- Мемориальное кладбище Национальной революционной армии[англ.]
Музей искусств Цзянсу[англ.]
- Музей искусств Сифан[англ.]
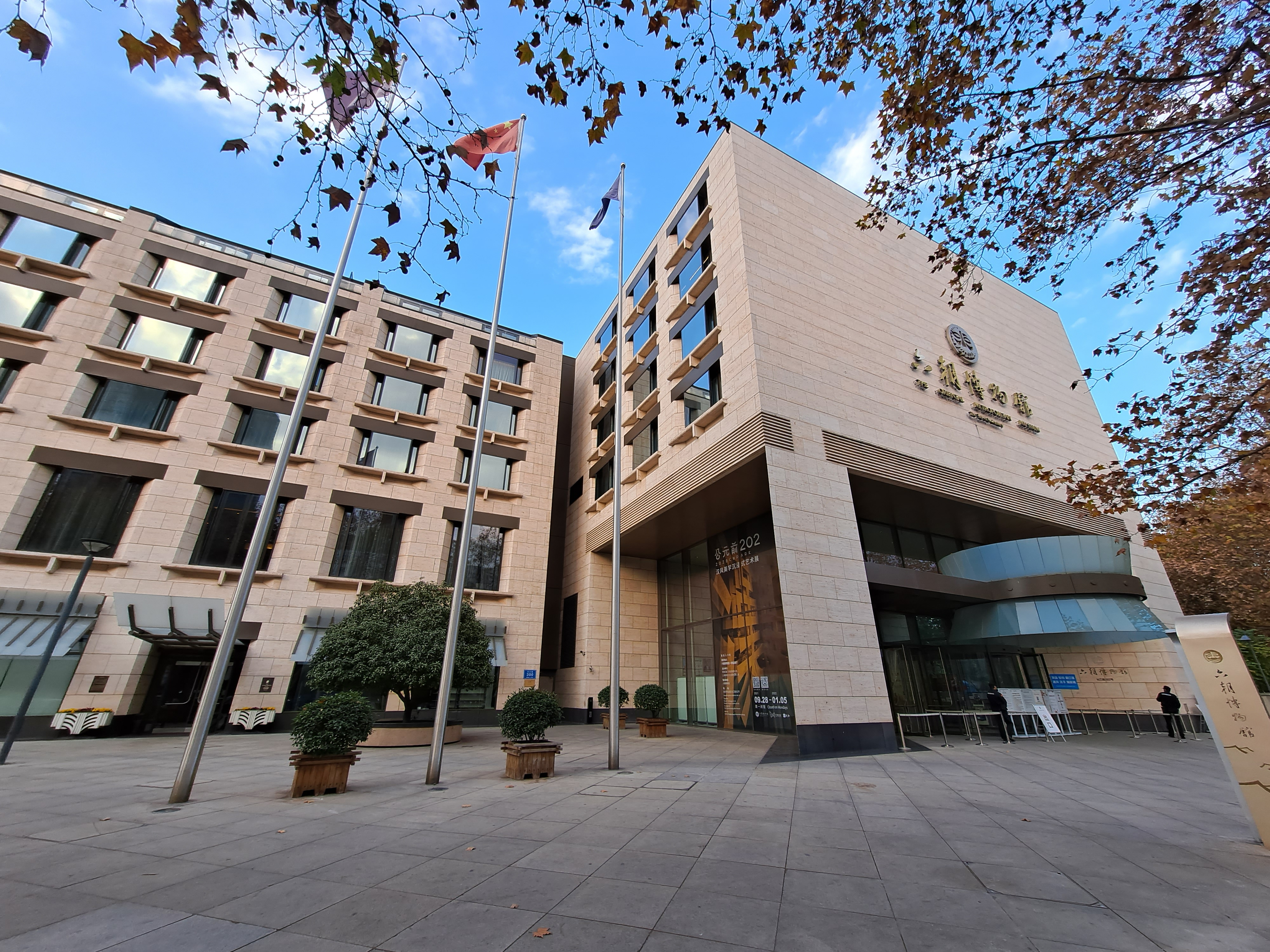
Музей Ориентал Метрополитан — история и культура Шести династий
- Нанкинский олимпийский музей

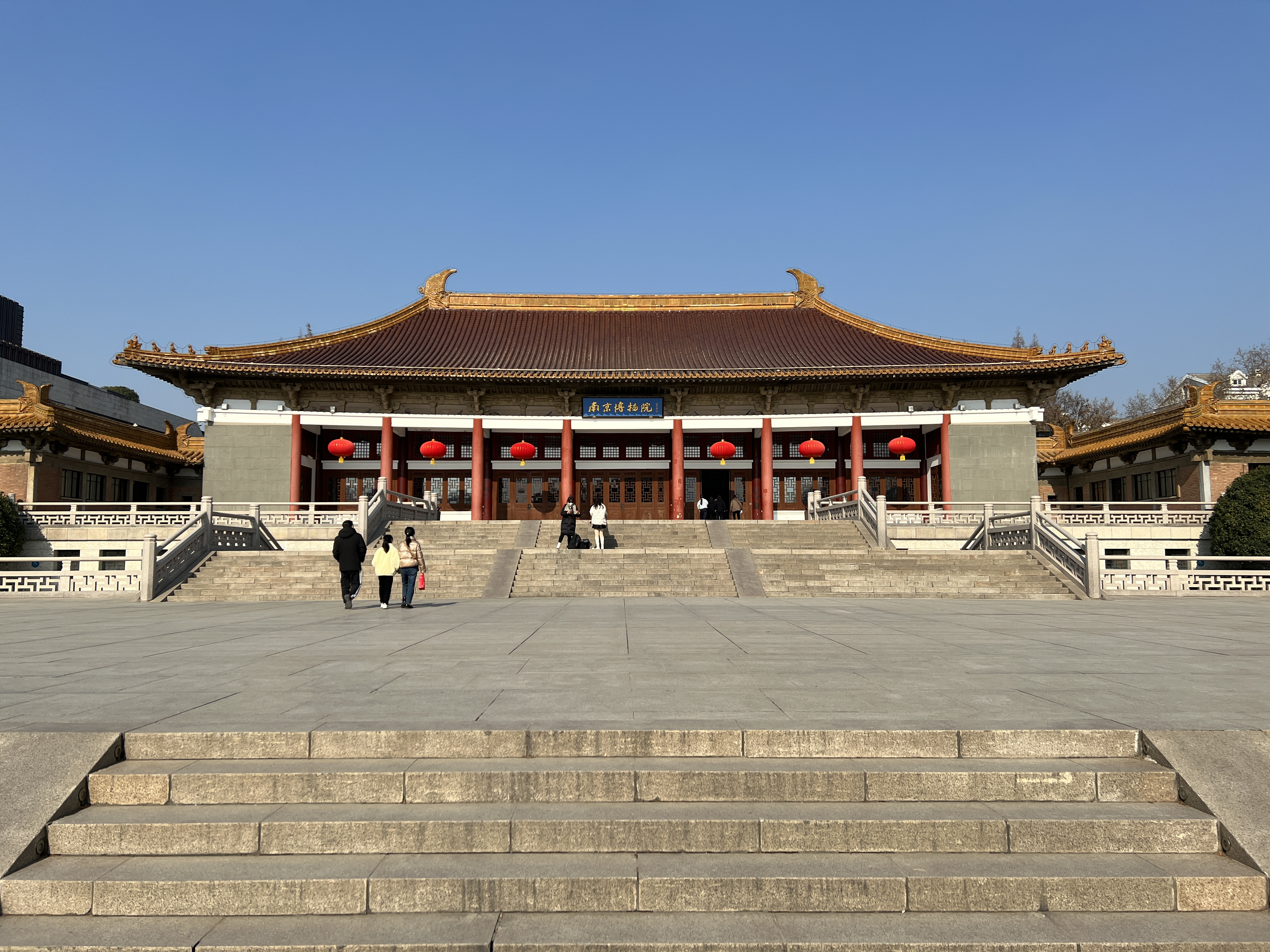
Нанкинский музей
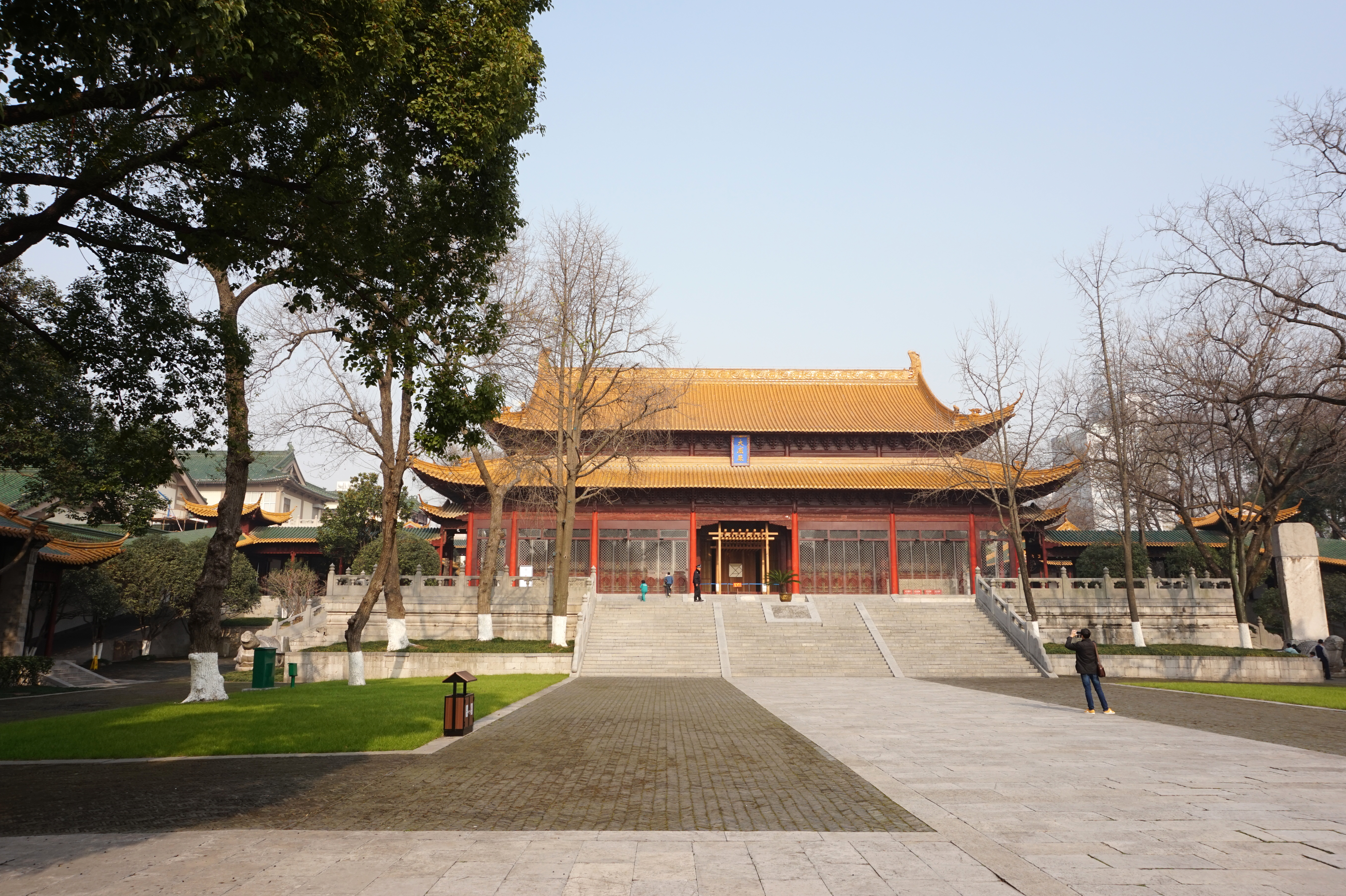
Нанкинский муниципальный музей
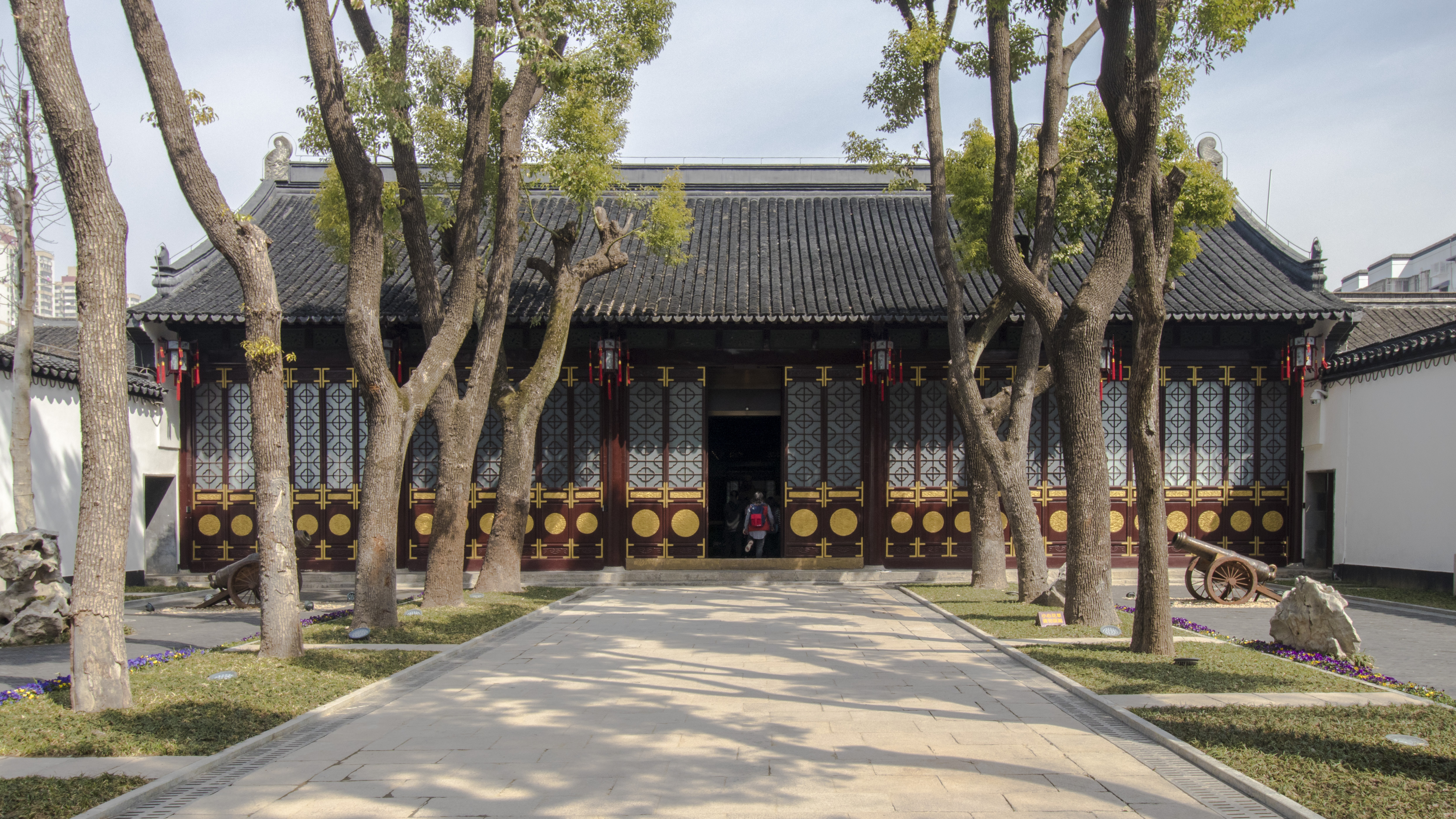
Музей истории тайпинов
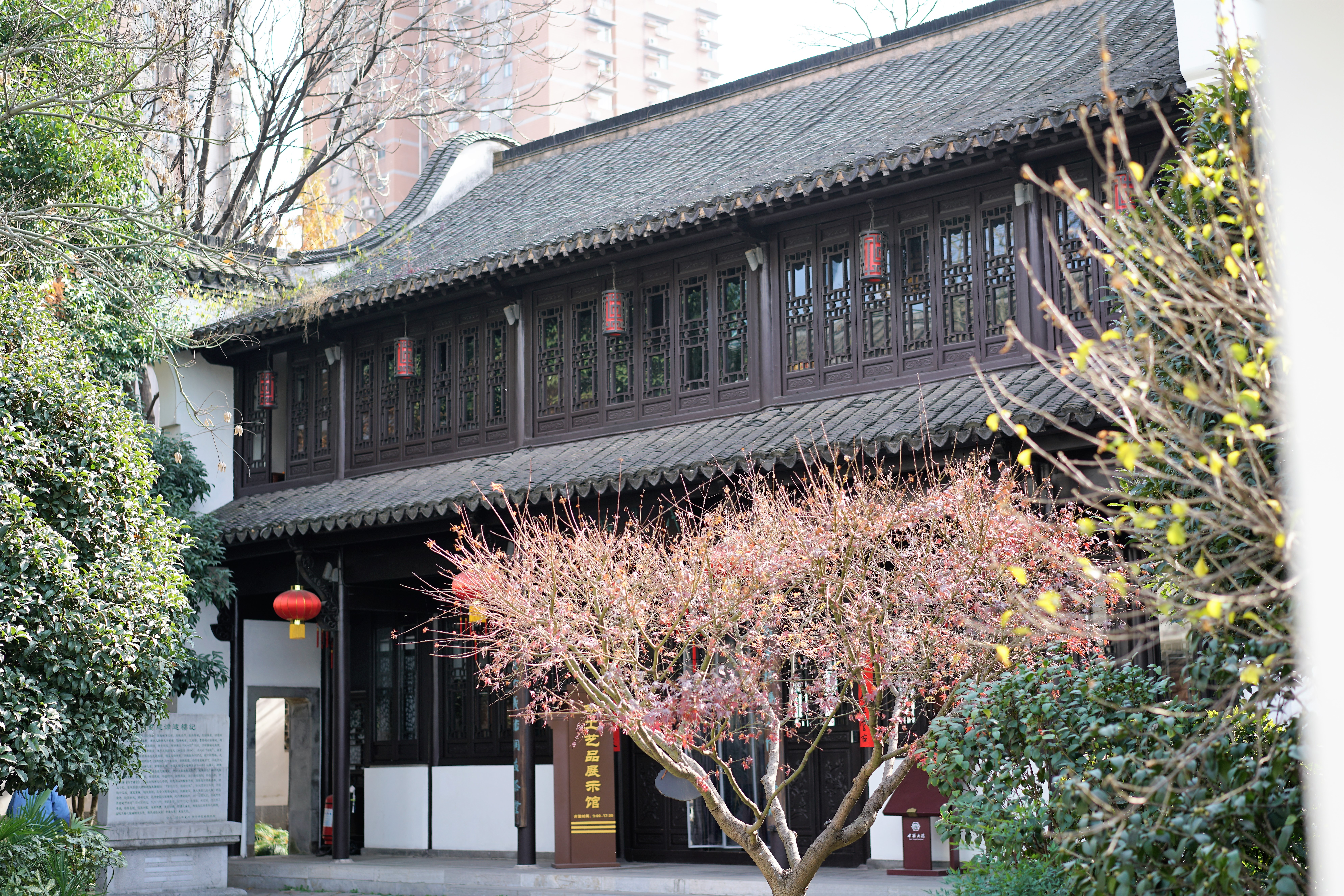
Нанкинский народный музей

- Нанкинский музей науки и технологий
- Музей района Цзяннин
- Музей искусств Цзянсу
- Музей Ориентал Метрополитан

### Театр

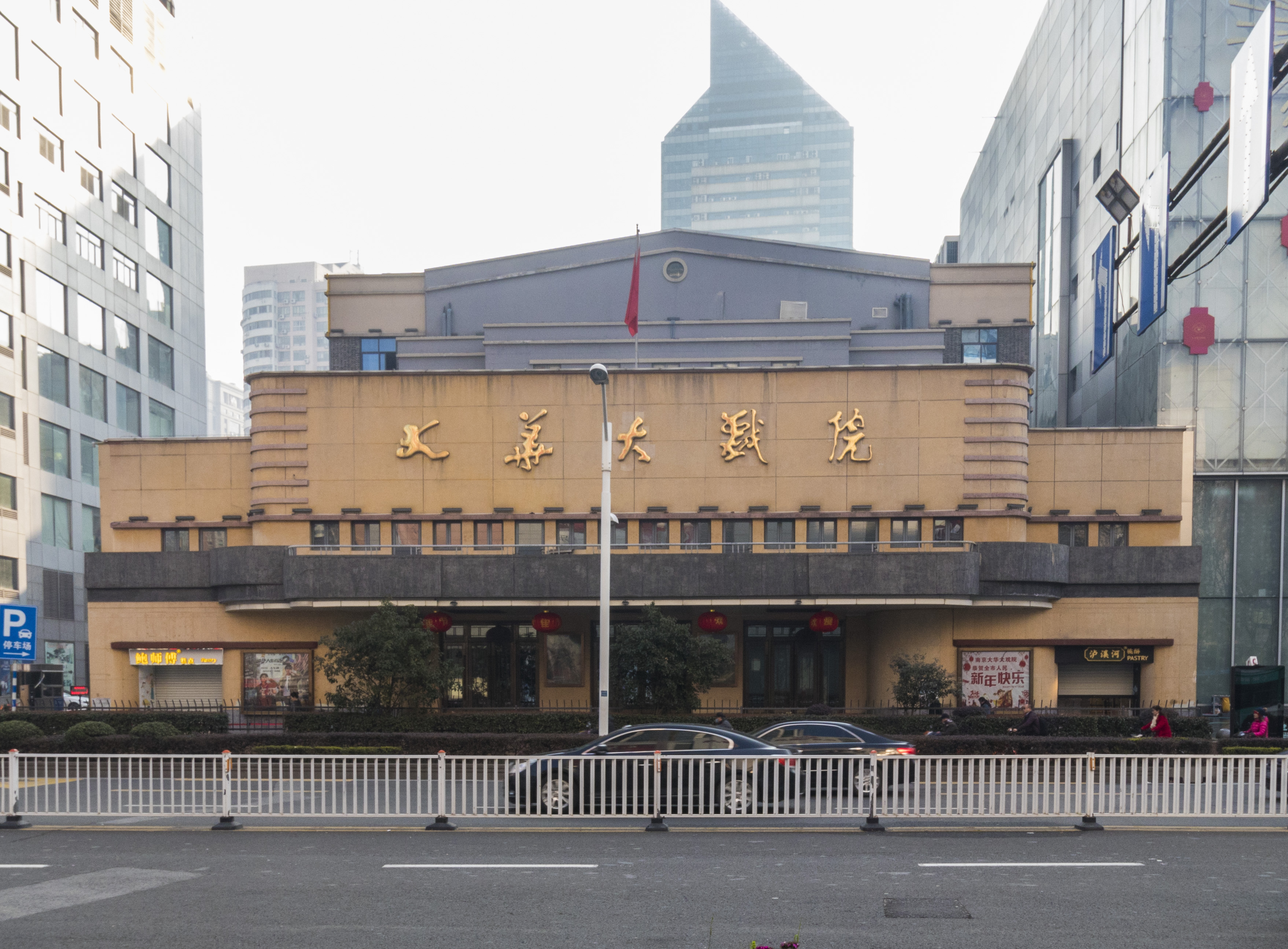
Театр Дахуа

В Нанкине имеются профессиональные труппы Куньцюй, оперы Уси, оперы Янчжоу, оперы Юэ, Пекинской оперы и современной драмы (самой известной труппой является Группа исполнительских искусств Цзянсу), а также кукольные театры.
Значительное число театральных площадок Нанкина расположены в многофункциональных комплексах, где также проводятся выставки, конференции, кинопоказы и музыкальные концерты (например, Нанкинский центр культуры и искусств или концертный зал Нанкинского университета искусств). Имеются и специализированные театральные залы, в том числе Большой театр Цзянсу, театр провинции Цзянсу, театр Нанкинского университета искусств, Большой театр Цзицзинь и театр Дахуа.

### Музыка и танец
Ещё со времён династии Мин Нанкин являлся известным центром музыкальной культуры Китая. Сегодня Нанкин является важным центром игры на гуцинь и родиной одной из трёх ведущих школ Цинь. Также в городе популярен такой музыкально-разговорный жанр исполнительского искусства, как пинтань на диалекте Сучжоу.
Регион Цзяннань является родиной популярной народной песни «Цветок жасмина», которая зародилась в XVIII веке. В Нанкине регулярно проводятся музыкальные фестивали.
В различных районах Нанкина имеются локальные вариации известных китайских танцев, в том числе танца дракона, танца льва, танца фонарей, танца с зонтиками и танца с веерами.

### Кино и телевидение

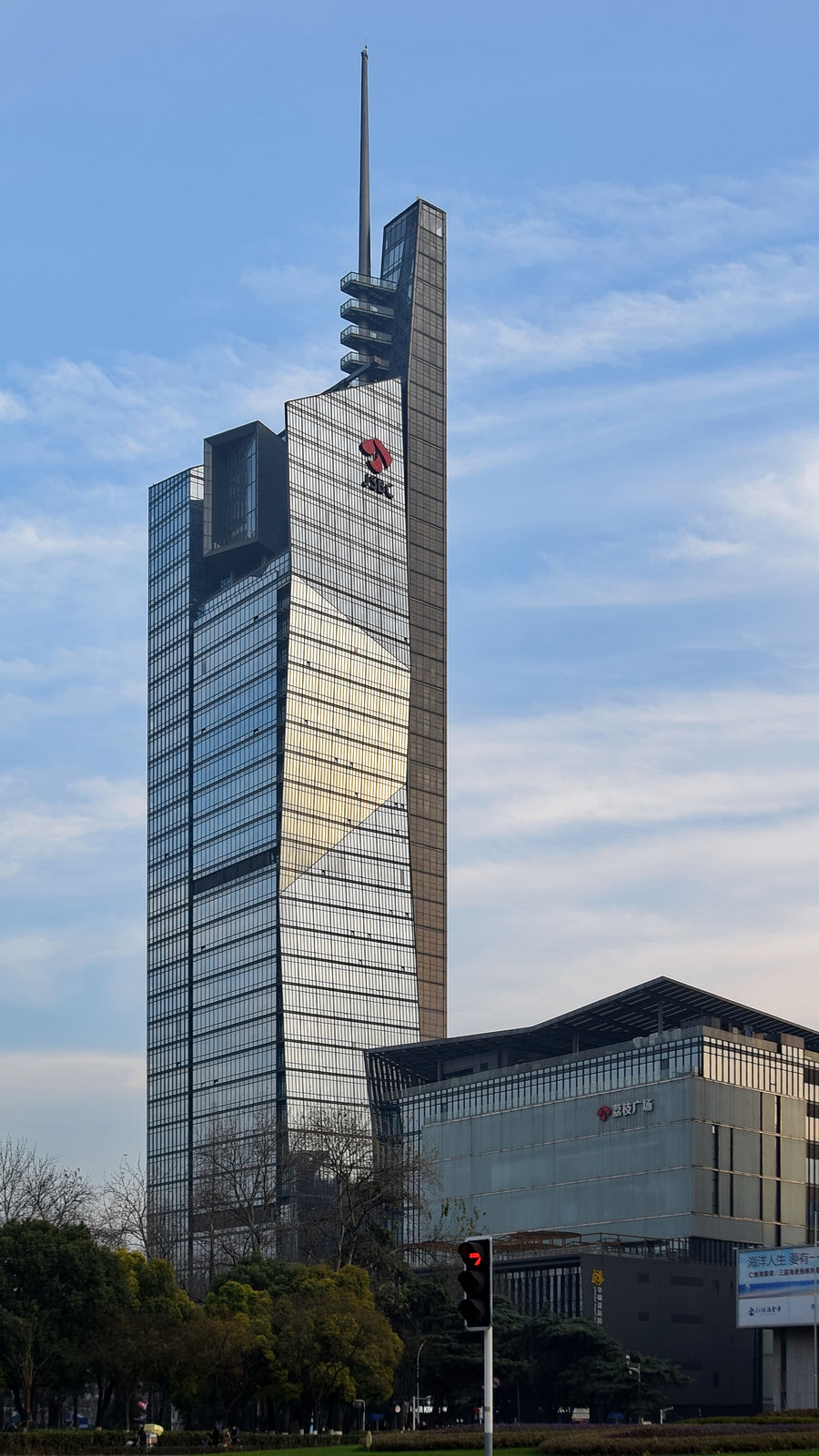
Штаб-квартира JSBC

Из-за обилия живописных исторических локаций Нанкин является важным центром кинематографа и телевидения, где ежегодно снимают сотни эпических исторических драм и телесериалов. Также в городе базируются студии новостных, спортивных, деловых, развлекательных, образовательных, анимационных, торговых, кулинарных телеканалов и стриминговых платформ. 
В Нанкине расположена штаб-квартира Jiangsu Broadcasting Corporation (JSBC) — третьей по величине телевизионной сети Китая, которая подконтрольна правительству Цзянсу (уступает лишь CCTV и HBS). Кроме того, в городе базируется Nanjing Radio and Television Group, также известная как Nanjing Broadcasting System (NBS), которая контролирует муниципальное теле- и радиовещание.

### Народные промыслы
В Нанкине сохранились многие традиционные промыслы, в том числе кустарное производство «облачной парчи», бархата, различных элементов ханьфу, цветных бумажных фонарей, шёлковых и бамбуковых вееров, бархатных цветов «жунхуа», музыкальных инструментов (в том числе гуцинь и тангу), сусального золота, а также вырезание узоров на бумаге, резьба по дереву и бамбуку.

### Праздники

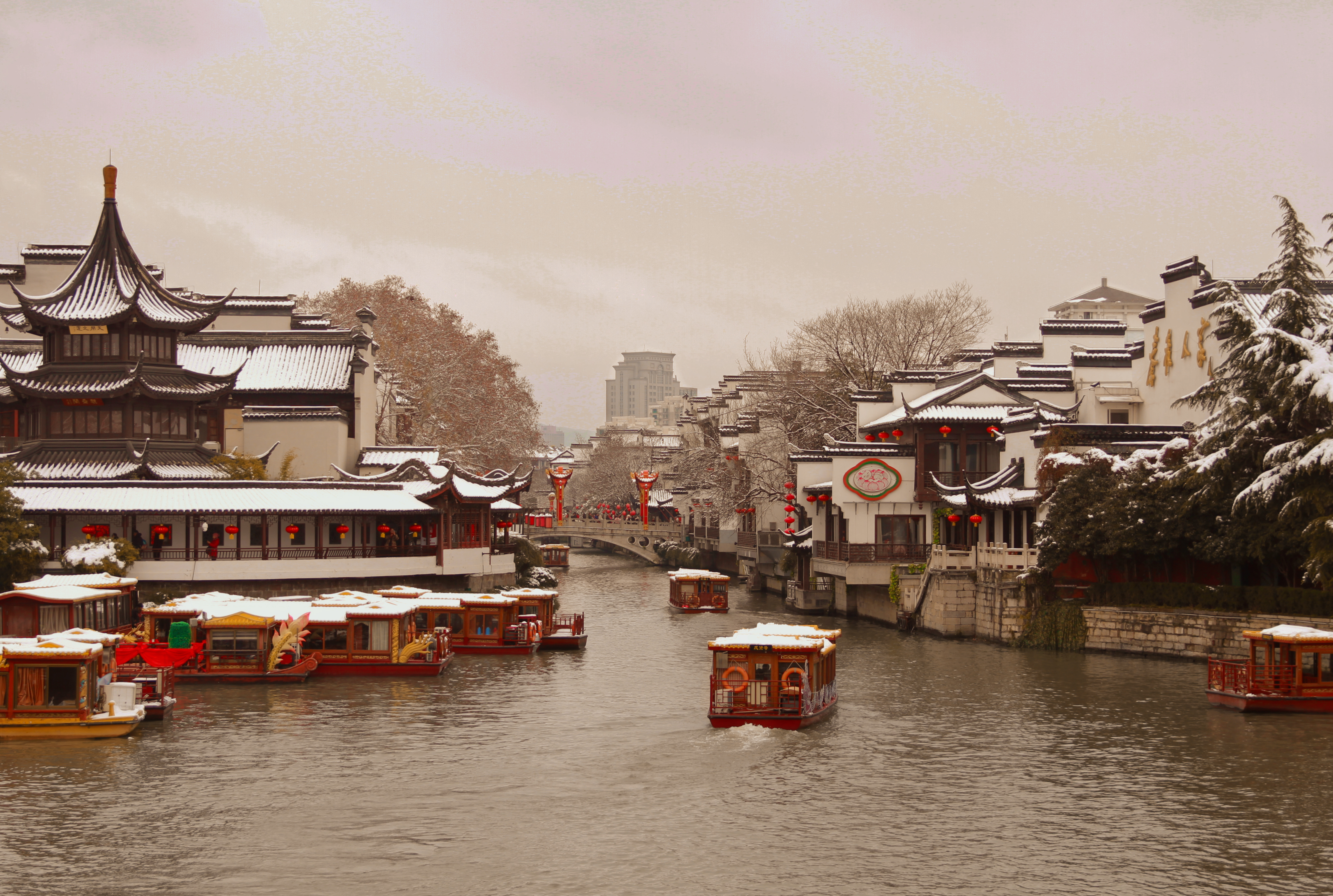
Праздник фонарей в Циньхуай

В Нанкине активно отмечают такие традиционные праздники, как китайский Новый год (Чуньцзе), Праздник фонарей (Юаньсяоцзе), Праздник чистого света (Цинмин), Праздник драконьих лодок (Дуаньу), Праздник двойной девятки (Чунъян), Праздник седьмой ночи (Циси), Праздник середины осени и Праздник Лаба, а также современный День холостяков. Среди населения широко почитают Цай-Шэня (бога процветания), в честь которого устраивают пышные храмовые праздники и церемонии.

### Кухня

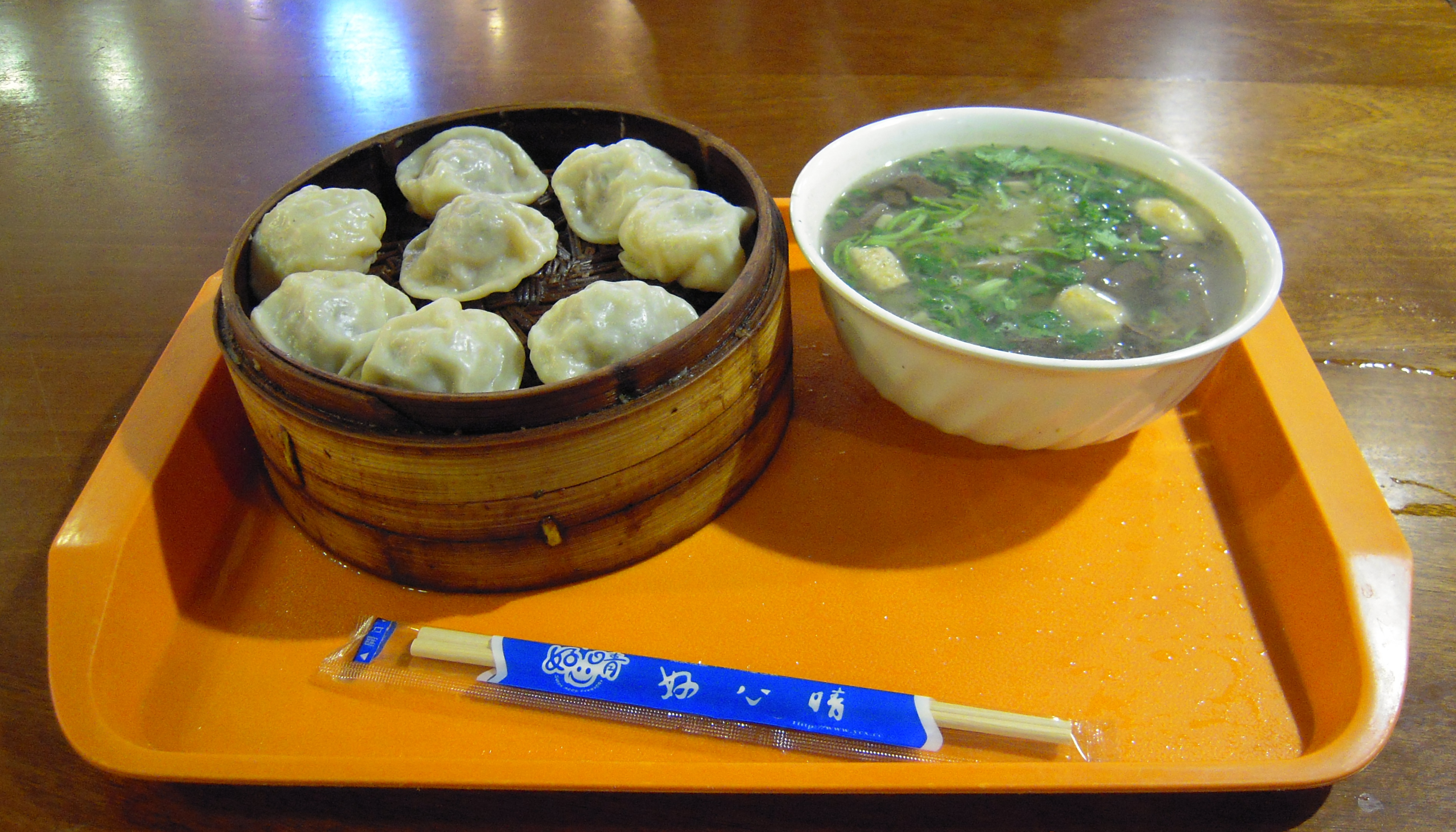
Баоцзы и суп из утиной крови с вермишелью

Нанкинская кухня, также известная как кухня Цзиньлин, является составной частью кухни Цзянсу. Она известна тщательным процессом приготовления, отсутствием консервантов и сезонностью основных ингредиентов. Некоторые локальные особенности имеют кулинарные традиции районов Лухэ, Циньхуай, Цзяннин и Гаочунь. Среди мясных блюд особо славятся утка и гусь, приготовленные методом томления или запекания (перед приготовлением мясо засаливается или маринуется).
В нанкинской кухне широко распространены рисовые пирожки с бобовой начинкой, рисовые цзунцзы с мясной начинкой, паровые булочки сяолунбао и танбао, булочки с кунжутными семенами, рисовая каша чжоу, ячменная каша, блинчики с утиным маслом, нанкинская солёная утка, фаршированная курица нищего, сыровяленая ветчина, жареная рыба-белка, суп из утиной крови и вермишели, куриный бульон с сушёным тофу дачжу ганьсы, полоски фучжу, острая маринованная репа.

## Достопримечательности
Основные достопримечательности Нанкина расположены внутри старого города, окружённого стенами, и в непосредственной близости от исторического ядра. 

### Укрепления

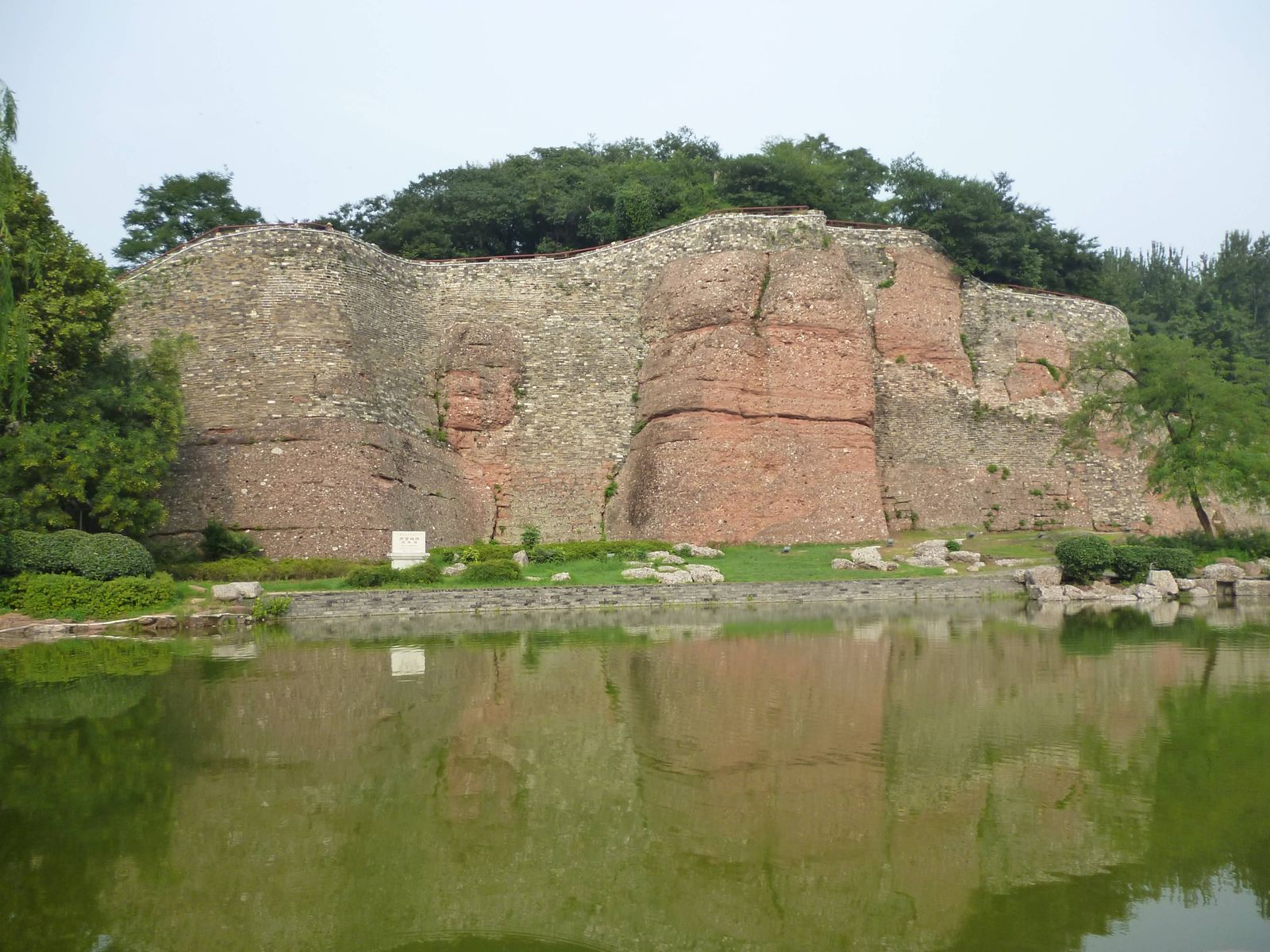
Стена Каменного города

- Каменный город расположен в западной части старого Нанкина, в парке у горы Цинляншань. Он был основан в эпоху царства Чу. Сохранилась небольшая часть массивной каменной стены, возведённой вдоль реки Циньхуай в эпоху Восточная Хань (в эпоху Мин эта стена с воротами Цинлян была включена в систему новых городских стен Нанкина). Позже правитель царства У Сунь Цюань построил на холме новый город, названный «Каменным». На части территории Каменного города сегодня располагается Парк национальной обороны[англ.], где выставлены исторические орудия, самолёты, танки и ракеты.

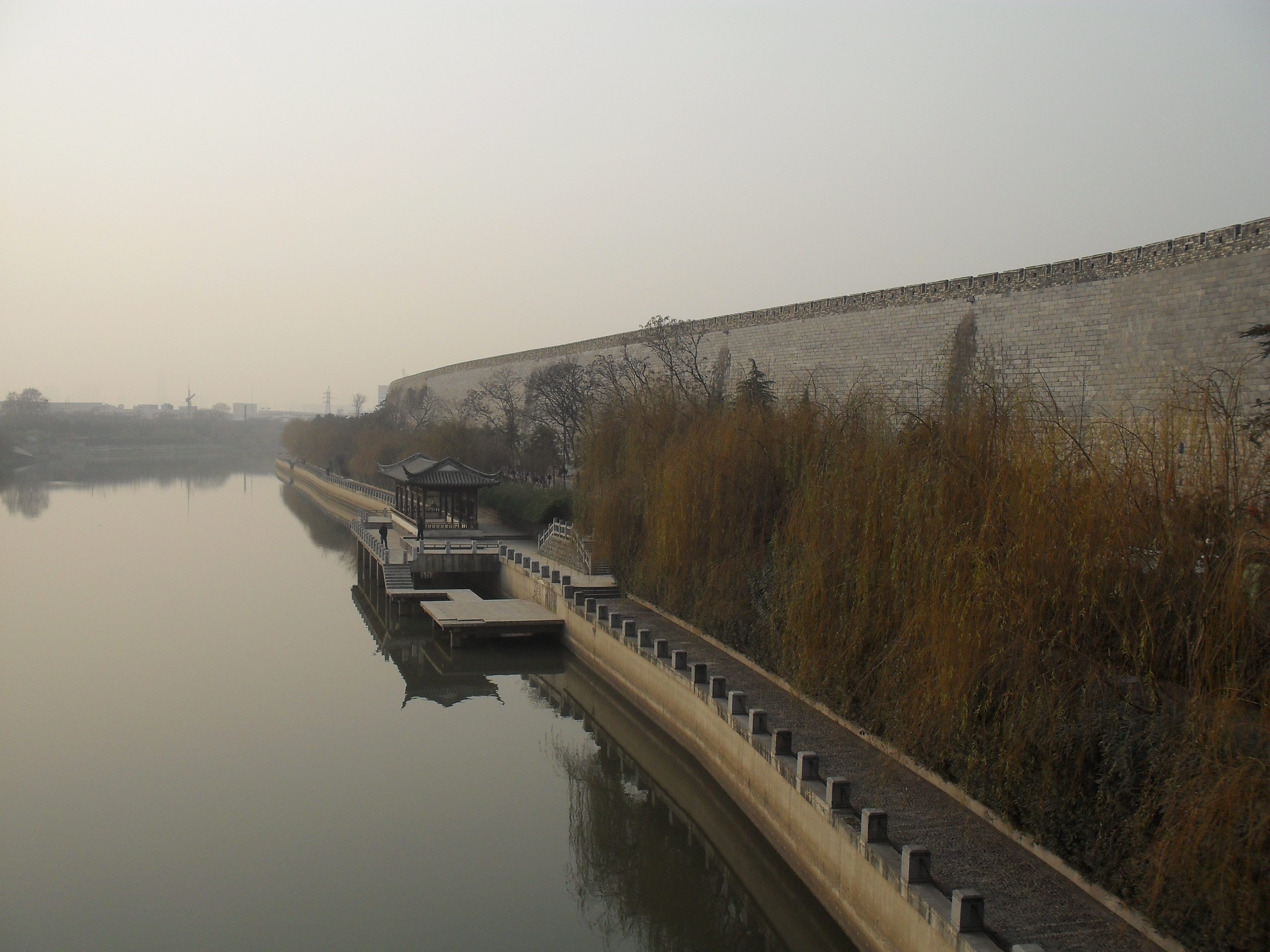
Городская стена

- Городская стена Нанкина[англ.] была спроектирована при императоре Хунъу, который в 1368 году сделал город столицей Минской империи. Внутреннюю и внешнюю стены строили 21 год около 200 тыс. рабочих. Стена окружала «внутренний город» площадью 55 кв. км, пролегая преимущественно вдоль реки и озёр. Местами в строительстве использовались фундаменты и материалы более старых стен (южная и восточная стены были достроены из старой танской стены, а северная и западная были построены заново). Длина стены составляла 33,6 км, высота — от 14 до 21 м, толщина у основания — более 14 м, наверху — около 5 м. Первоначально в минской стене было построено тринадцать ворот, но к концу династии Цин их число выросло до восемнадцати. Значительная часть городской стены минского периода — самой протяжённой в Китае — сохранилась до наших дней, тогда как её аналог в Пекине был снесён во второй половине XX века[39][40].

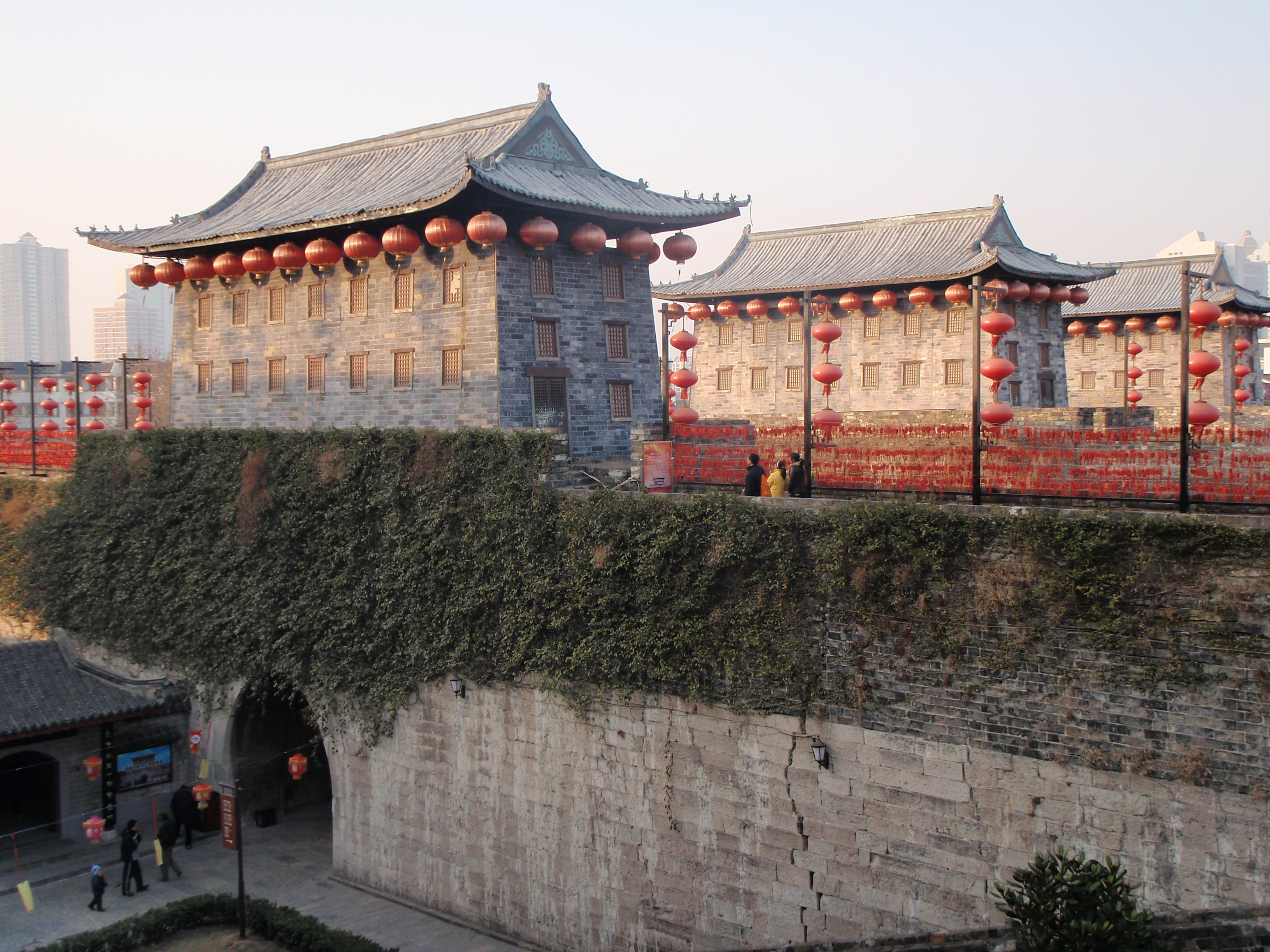
Ворота Китая

- Ворота Китая[англ.] расположены на берегу реки Циньхуай. Ранее они были южными воротами Нанкина и важным оборонительным комплексом на городской стене. Как и стена, ворота построены при императоре Хунъу, с использованием фрагментов старых танских ворот. В эпоху Мин они назывались ворота Цзюбао («Ворота сбора сокровищ»), в 1931 году были переименованы в ворота Чжунхуа. Три барбакана были соединены четырьмя арочными порталами, которые закрывали тяжёлые подъёмные ворота; каждый портал имел свой гарнизон. Также ворота были усилены валами и рвами[41].

### Дворцы и залы
- Минский дворец[англ.] был построен во второй половине XIV века императором Хунъу по типу классического «Запретного города». В 1402 году, во время захвата Нанкина войска Юнлэ, дворец сильно пострадал от пожара. В 1420 году Юнлэ перенёс столицу в Пекин, а дворец в Нанкине перешёл под опеку чиновников императорского двора. В 1449 году три главных зала дворца сгорели и так и не были восстановлены. Последующие пожары уничтожили и другие части дворца. После захвата Пекина повстанцами в 1644 году дворец в Нанкине стал резиденцией Чжу Юсуна и был частично восстановлен. В эпоху Цин дворец служил маньчжурскими казармами; он постепенно разбирался и к приезду императора Канси уже лежал в руинах. После захвата Нанкина тайпинами остатки Минского дворца пошли на постройку дворца для Хун Сюцюаня.

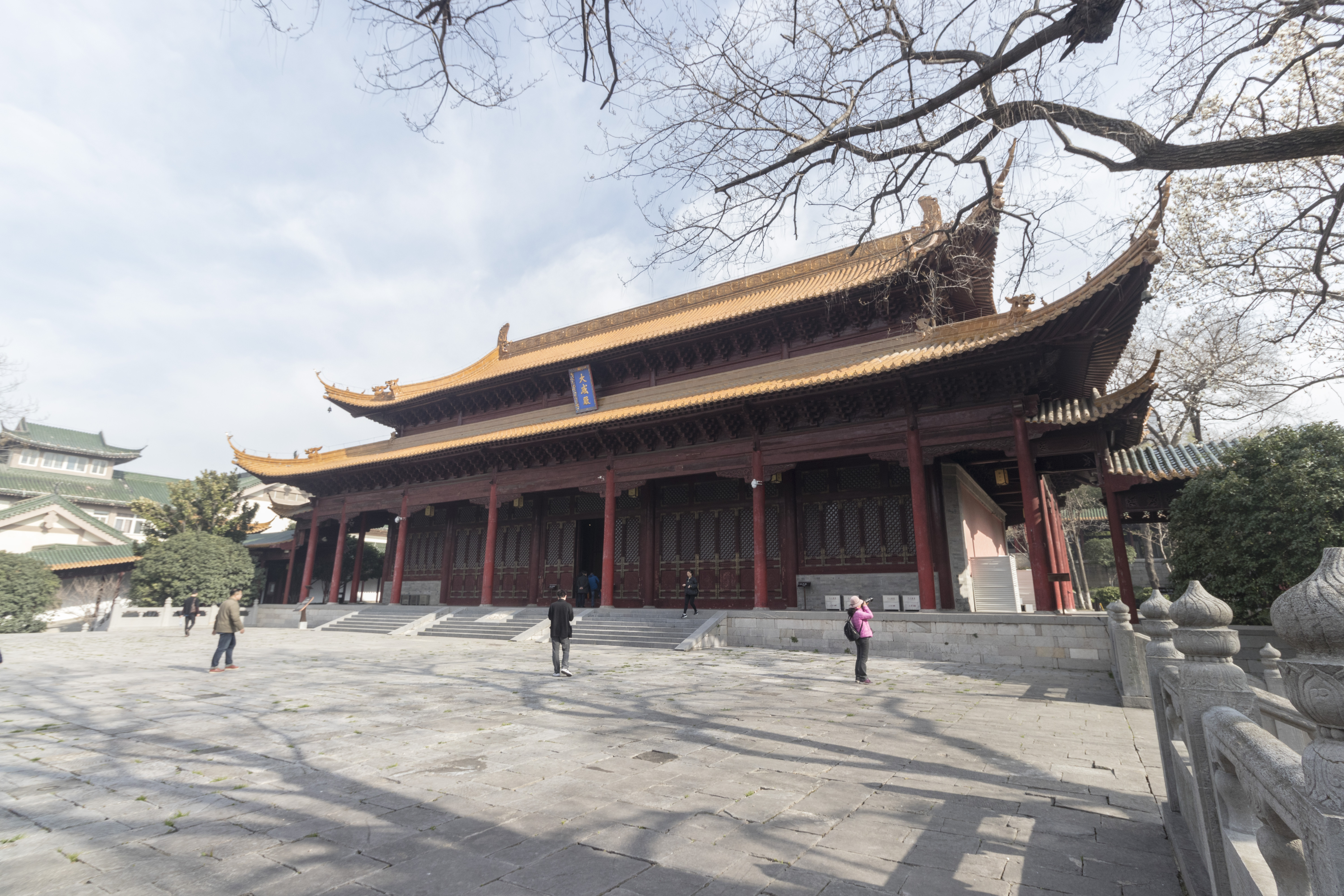
Дворец Чаотянь

- Дворец Чаотянь[англ.] («Дворец небесного почитания») был построен императором Хунъу на месте зданий императорского университета эпохи династии Лю Сун и даосского храма эпохи Южная Тан. В эпоху Мин члены императорской семьи использовали дворец для почитания предков. Во время восстания тайпинов Чаотянь был сожжён, нынешние здания были построены в 1866—1870 годах, когда сюда переехала Нанкинская академия. В период правления Гоминьдана во дворце размещались суд и другие государственные органы. Сегодня храмово-дворцовый комплекс Чаотянь занимает Нанкинский муниципальный музей. В его состав входят ворота Линсин и Дачэн, небольшой сад, конфуцианский храм, несколько залов и павильонов[42][43].

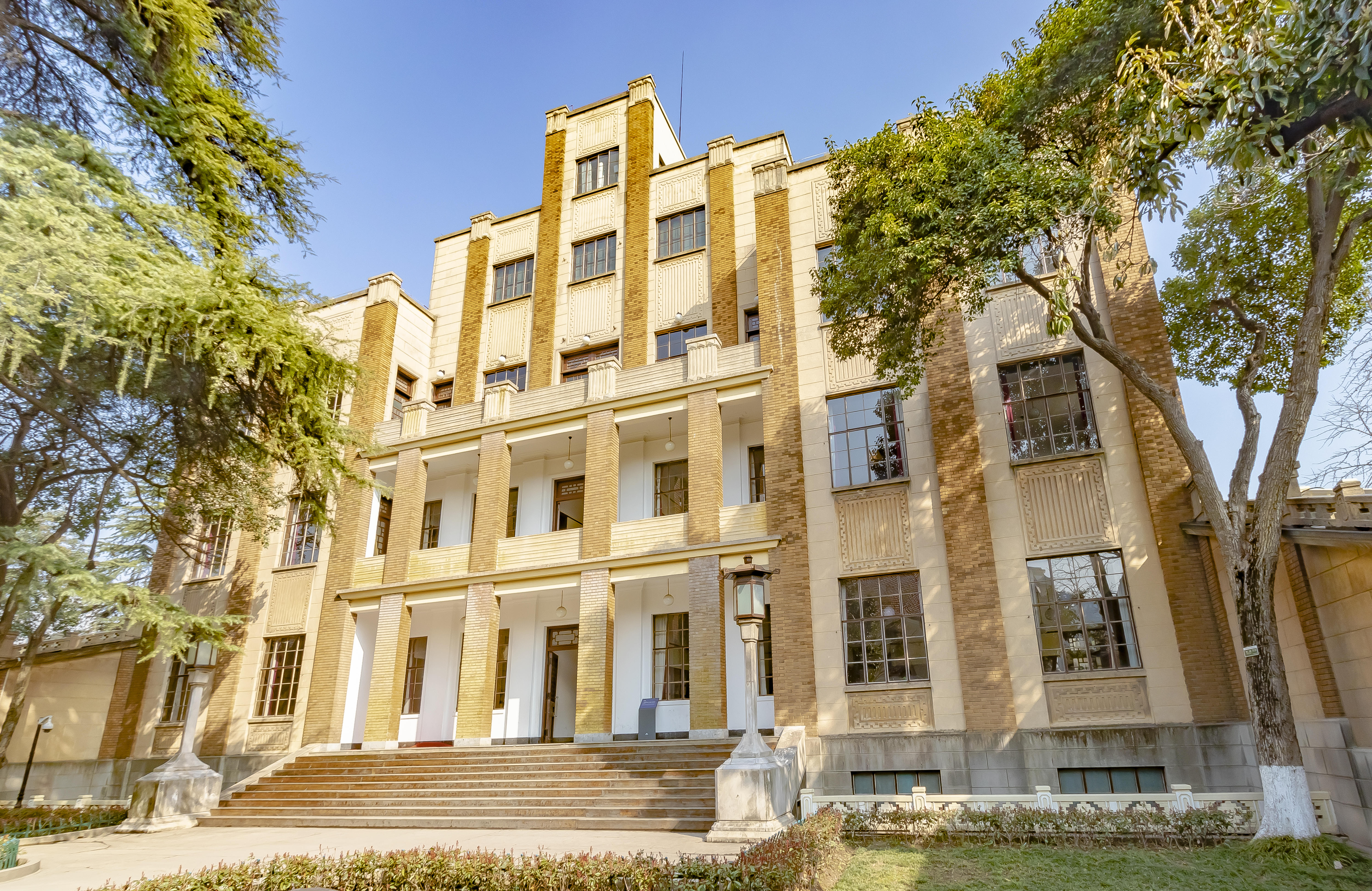
Здание комплекса Президентского дворца

- Бывший Президентский дворец расположен в центре Нанкина, южнее озера Сюаньу и западнее руин Минского дворца. В эпоху Мин здесь располагалось поместье принца Чжу Гаосюя, в эпоху Цин — резиденция наместника провинций Нижней Янцзы. После захвата Нанкина в 1853 году комплекс был расширен и перестроен под роскошный дворец лидера тайпинов Хун Сюцюаня. После взятия Нанкина цинскими войсками в 1864 году тайпинский дворец был сожжён, а на его месте построена новая резиденция генерал-губернатора в неоклассическом стиле. После Синьхайской революции дворец служил резиденцией Сунь Ятсена и Чан Кайши. В конце 1980-х годов дворец был преобразован в Музей современной истории Китая.

- Экзаменационный зал Цзяннань[англ.] расположен рядом с конфуцианским храмом Фуцзымяо. Он был построен в правление сунского императора Сяо-цзуна и значительно расширен в минскую эпоху. В эпоху династий Мин и Цин он являлся крупнейшим залом для проведения кэцзюй как для провинциальных, так и для столичных чиновников. Сегодня превращён в музей[44][45].

### Храмы и пагоды

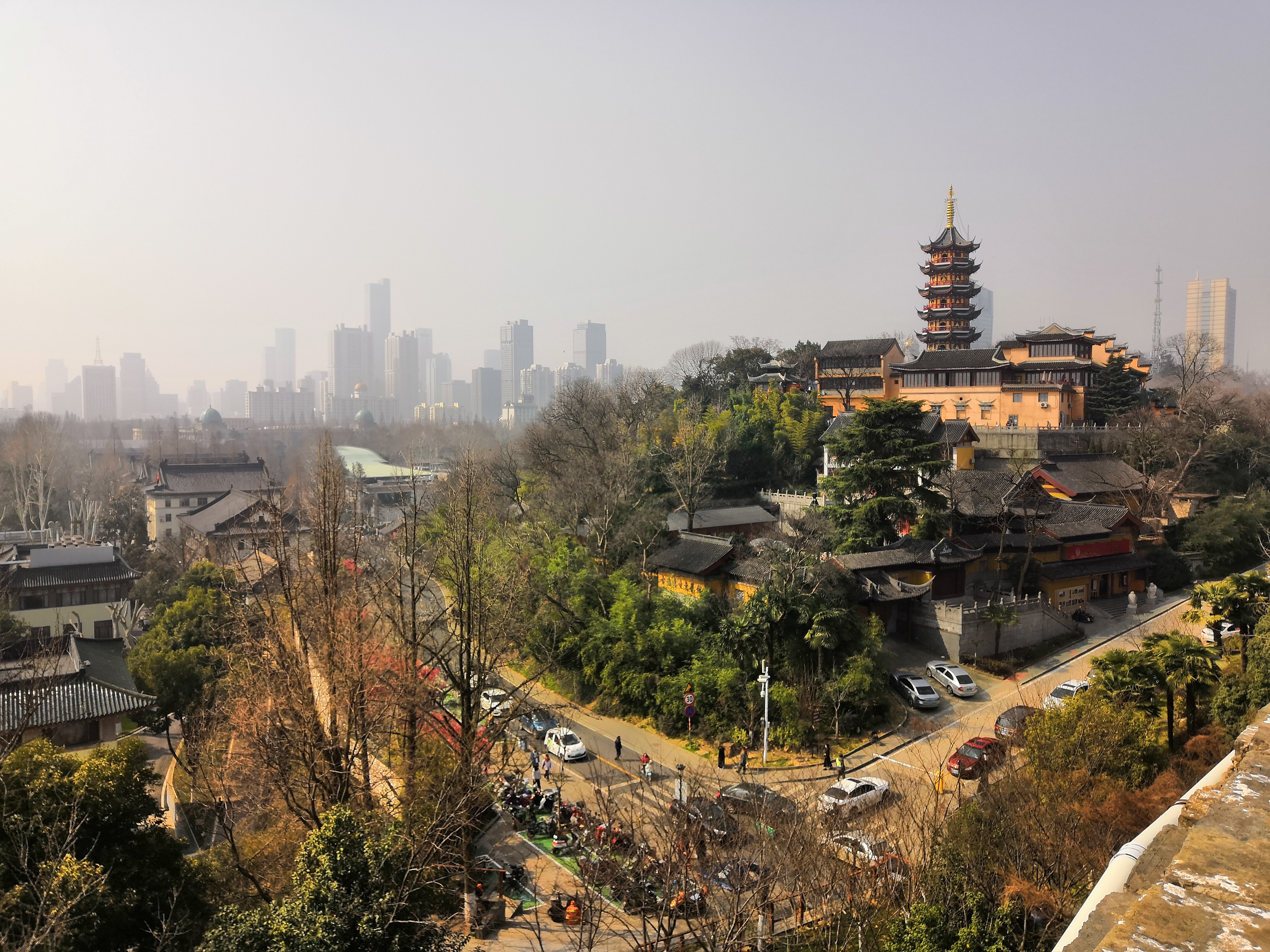
Храм Цзимин

- Буддийский храм Цзимин[англ.] расположен в парке Бэйцзигэ рядом с озером Сюаньу. Он был основан в 527 году в эпоху династии Лян, однако много раз разрушался и реконструировался. Нынешний храм построен в правление минского императора Хунъу, затем он сильно пострадал во время восстания тайпинов, но был восстановлен. В правление Гоминьдана здесь располагались казармы полиции и армии. Сегодня в состав храмового комплекса входят парадная лестница с главными воротами, несколько залов, семиярусная пагода, Барабанная башня, колодец танской эпохи и участок древней стены[46][47].

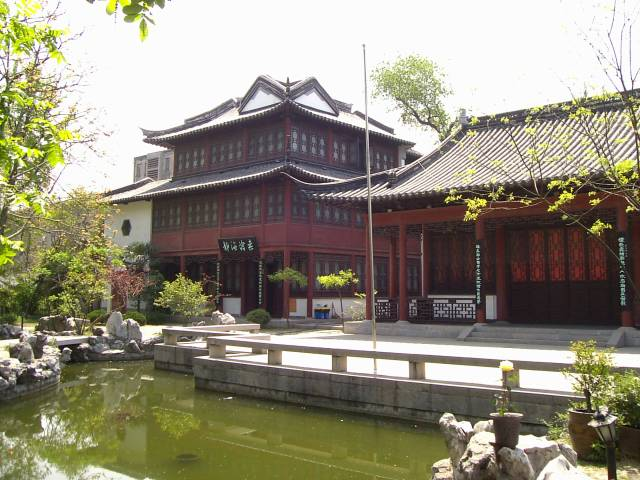
Храм Цзинхай

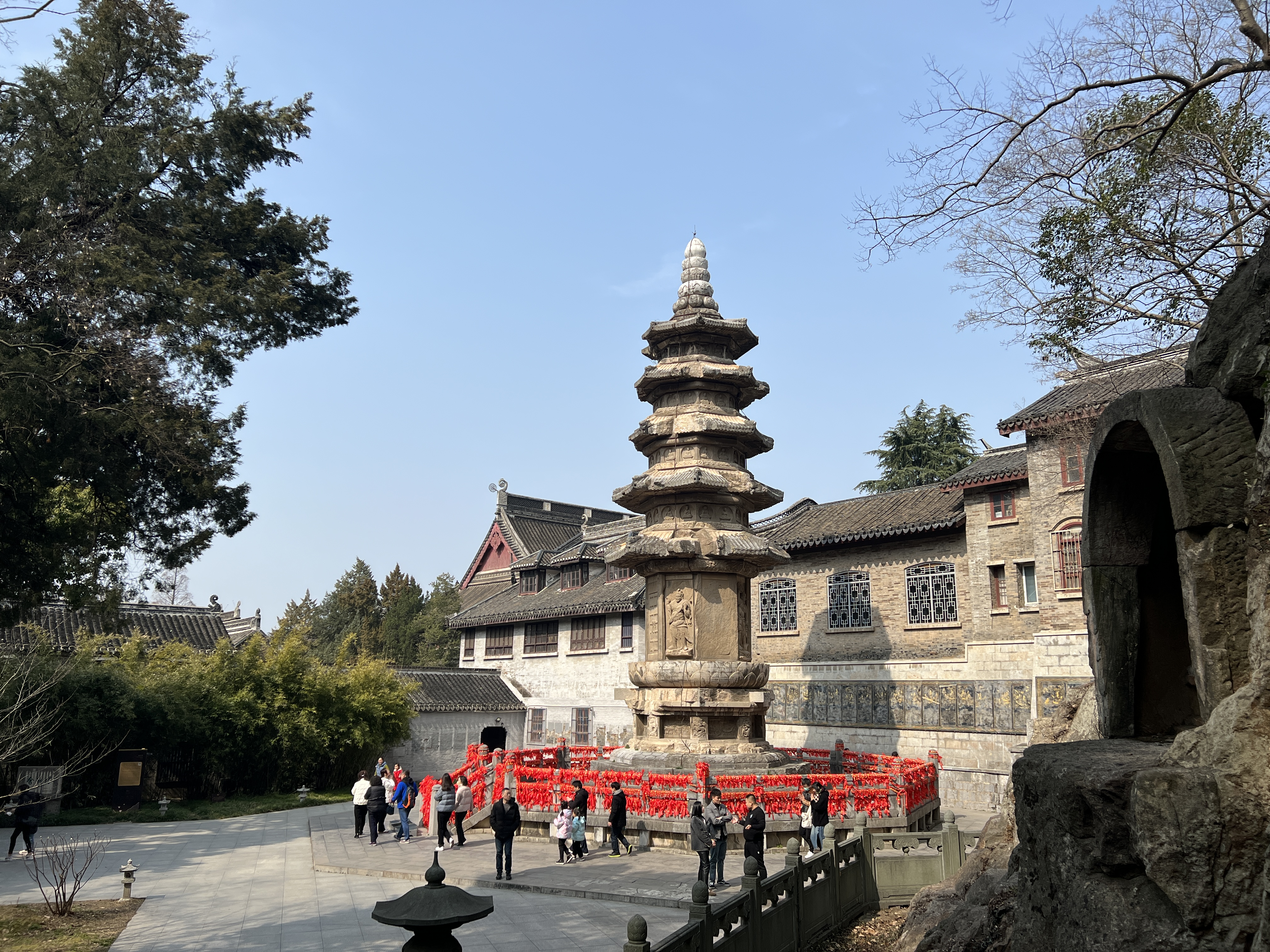
Храм Цися

- Буддийский храм Цзинхай («Храм спокойного моря») расположен у городской стены, рядом с горой Шицзышань и рекой Янцзы. Он был построен в правление императора Юнлэ в честь морской богини Тяньфэй и заморских путешествий адмирала Чжэн Хэ. В 1842 году в храме Цзинхай обсуждались условия Нанкинского договора. Храмовый комплекс сильно пострадал во время восстания тайпинов, японо-китайской войны и Культурной революции, а в 1988 году был отстроен. В 1990 году в храме разместился исторический музей Нанкинского договора. После расширений музейная экспозиция расположилась в мемориальном зале храма Цзинхай. Также в состав комплекса входят мемориальный зал Чжэн Хэ, колокольня Пинъань, дворец Тяньфэй (храм Мацзу), храм Гуаньинь и павильон с расположенной на спине биси стелой Тяньфэй XV века.

- Буддийский храм Лингу («Храм долины духов») расположен на южном склоне горы Цзыцзиньшань, в окружении парка. Он был построен в 515 году в эпоху династии Лян на месте будущего мавзолея Сяолин, а в правление императора Хунъу храм перенесли на его нынешнее место. В правление цинского императора Сяньфэна Лингу был разрушен тайпинами, а затем отстроен при императоре Тунчжи. Во время войны японцы вывезли из храма высокопочитаемые мощи Сюаньцзана. Сегодня в состав комплекса входят храмовый павильон, в котором хранятся древние таблички; кирпичный зал Улян («Безбалочный зал»), построенный в 1381 году; 60-метровая пагода Лингу, построенная в 1932 году; и гробница Тань Янькая[48][49][50].

- Буддийский храм Цися расположен у горы Цися, недалеко от берега Янцзы. Построен в 489 году в эпоху Южной Ци, полностью разрушен во время восстания тайпинов, а затем отстроен в 1919 году. Во время Нанкинской резни храм Цися служил убежищем для 24 тыс. мирных жителей. Храм является одним из важнейших центров мадхъямаки в Китае, на его территории хранится большая коллекция буддийского изобразительного искусства, в том числе статуя Гигантского Будды V века, 18-метровая ступа, скульптуры и фрески эпохи Южная Тан. Рядом с храмом находятся «Пещеры тысячи Будд», украшенные множеством скульптур, относящихся к эпохам Южных династий, а также династий Тан, Сун, Юань и Мин[51][52][53].

- Фарфоровая пагода расположена в парке на южном берегу реки Циньхуай, напротив Ворот Китая. Оригинальный храм Дабаоэнь был построен в правление императоров Юнлэ и Сюаньдэ. Девятиярусная 79-метровая пагода была украшена цветной керамической плиткой с рельефами, имела внутри спиральную лестницу и являлась одним из самых высоких строений минского Китая. В 1801 году молния разрушила четыре верхних яруса пагоды, но вскоре они были восстановлены. Во время восстания тайпинов храм и пагода были разрушены. В 2010 году китайский бизнесмен Ван Цзяньлинь пожертвовал Нанкину 1 млрд юаней на восстановление комплекса. В 2015 году копия пагоды и окружающий её парк были открыты для публики[54][55][56].

### Парки и сады

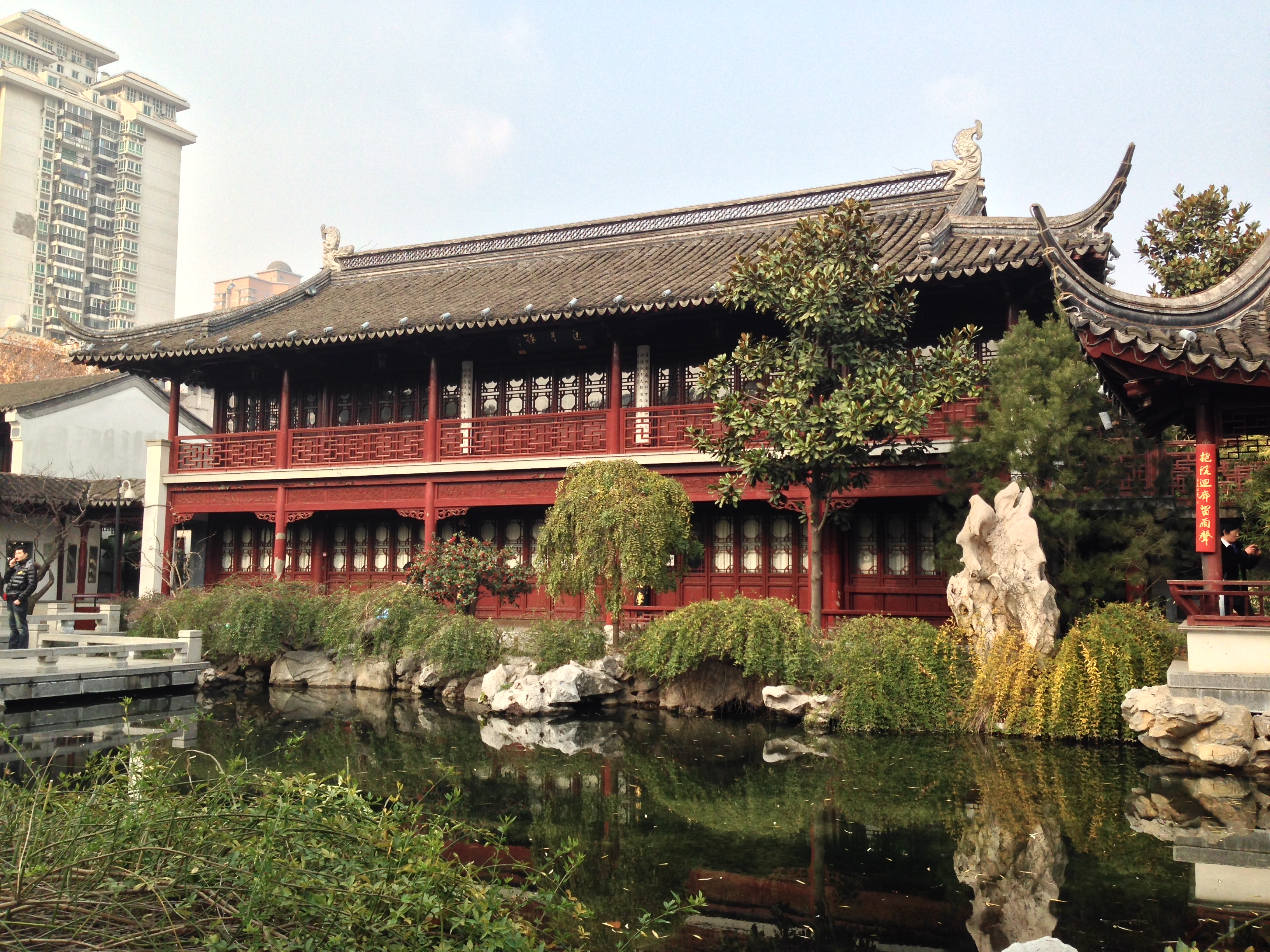
Сад Чжань

- Сад Чжань[англ.] (Чжань Юань) расположен в центре Нанкина, рядом с экзаменационным залом Цзяннань. Он был основан минским полководцем Сюй Да, затем служил резиденцией цинского губернатора провинции Цзянсу. Сад Чжань был разрушен во время восстания тайпинов, но позже восстановлен. На территории сада расположены Музей истории тайпинов и другие павильоны[57].

- Сад Сюй[англ.] (Сюй Юань) расположен к западу от Президентского дворца. Он был основан как сад при резиденции принца Чжу Гаосюя, позже служил садом резиденции цинского наместника и резиденции правителя тайпинов. Цинские войска в 1864 году разрушили сад, в 1870 году он был отстроен по приказу Цзэн Гофаня. В саду расположены водоём с каменной лодкой длиной 14,5 метров, несколько изящных павильонов и беседок, два рокария с каменными фигурами и искусственные гроты.

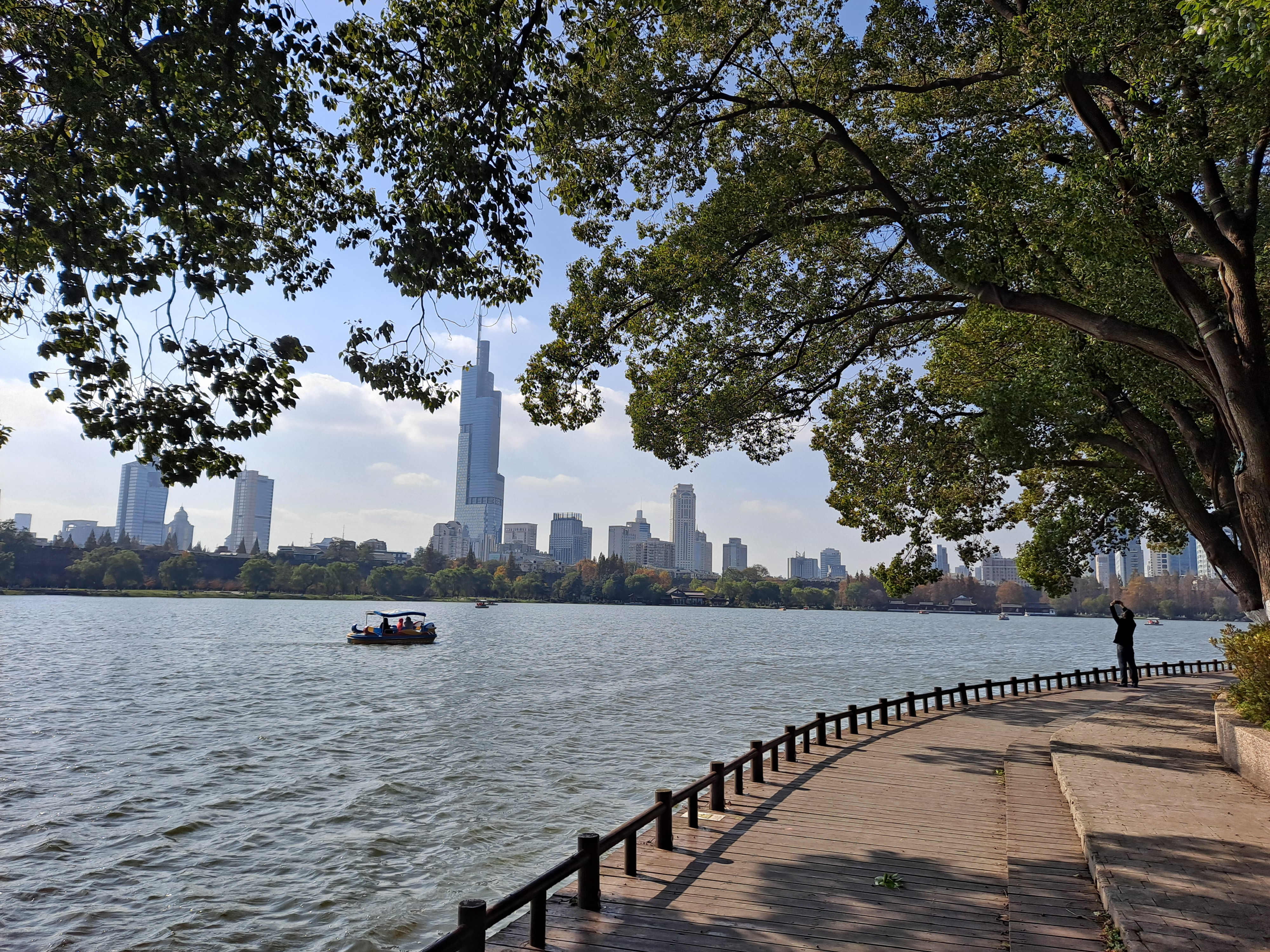
Парк озера Сюаньу

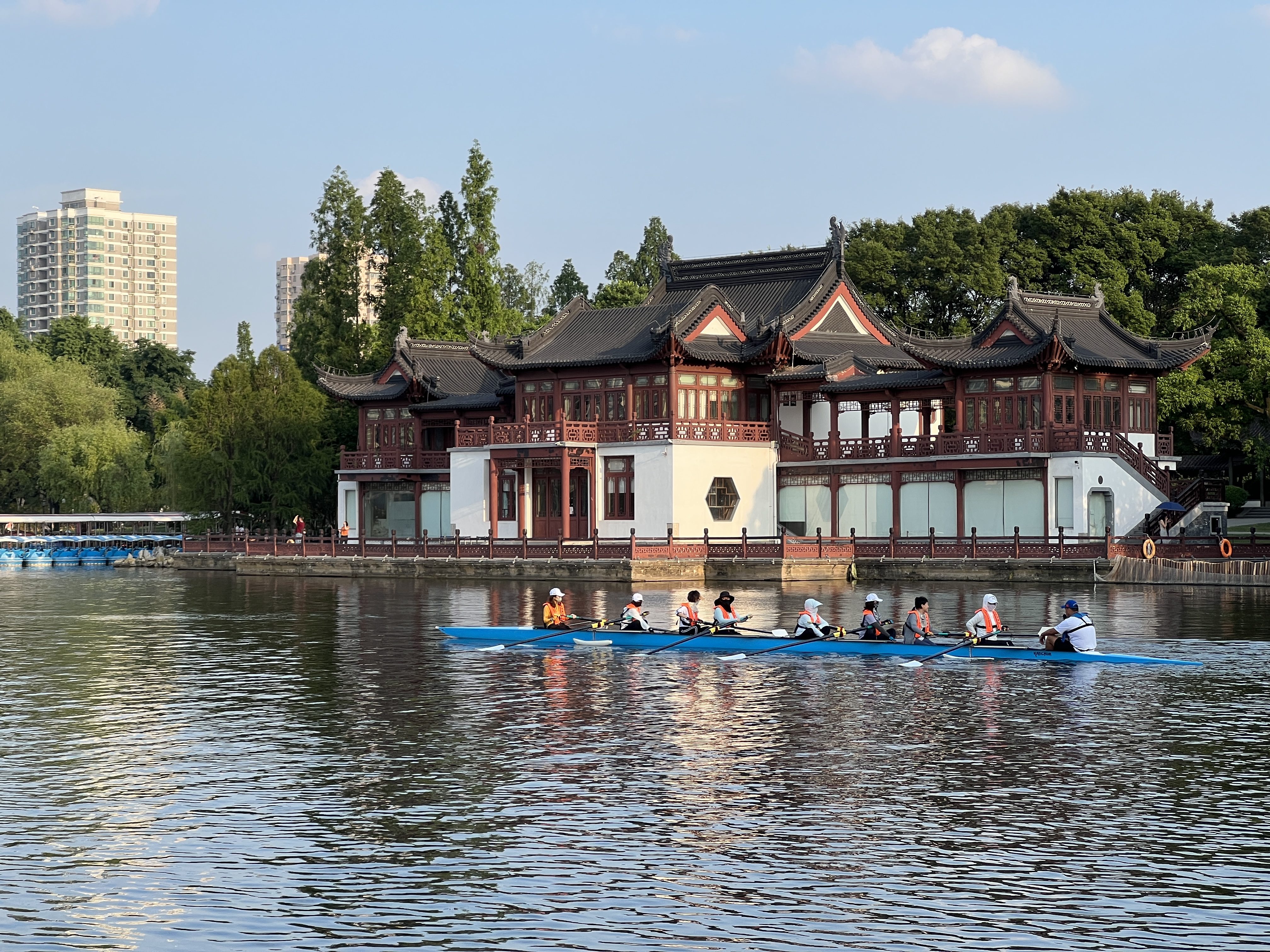
Парк озера Мочоу

- Парк озера Сюаньу[англ.] раскинулся в северной части старого Нанкина; он расположен как на берегах вокруг озера, так и на пяти островах, соединённых между собой арочными мостами. Главный вход в парк пролегает через ворота Сюаньу, которые являются частью городской стены Нанкина. На территории парка находятся храм Лама с пагодой, павильон Вэньцзи, сад бонсай, сад пионов, розарий, кенотаф Го Пу, небольшой зоопарк, корпус Нанкинской академии каллиграфии и живописи, отель, детские площадки, театр под открытым небом, чайные домики, рестораны, магазины и лодочные станции[58][59].

- Парк Цзыцзиньшань[англ.] (парк «Пурпурной горы») расположен к западу от озера Сюаньу и к югу от Янцзы. Ранее в разные периоды гора Цзыцзинь была известна как Чжуншань, Цзяншань, Цзиньлиншань и Шэньлешань. На территории парка расположены сотни достопримечательностей, в том числе буддийский храм Лингу, мавзолей Сяолин, мавзолей Сунь Ятсена, дворец Мэйлин[англ.], кладбище лётчиков-мучеников[англ.], обсерватория Цзыцзиньшань, ботанический сад, океанариум и гольф-клуб.

- Парк Цинляншань расположен вокруг «Прохладной горы» у западной стены старого Нанкина. В эпоху Южная Тан здесь располагалась летняя резиденция императора, а в эпоху Мин — буддийская академия. На территории парка расположены основанный в X веке буддийский храм Цинлян[англ.], академия Чунчжэн, мемориальный зал Гун Сяня[англ.] и трое арочных ворот.

- Парк озера Мочоу[англ.] расположен рядом с рекой Циньхуай и западной стеной Нанкина. В эпоху Мин он служил загородной резиденцией военачальника Сюй Да. В парке расположены павильон Шэнци, зал Юцзинь со статуей Мочоу, сады, искусственные пруды и скалы, лодочные станции; в выставочных залах представлены коллекции старинной каллиграфии, картин и резной мебели[60].

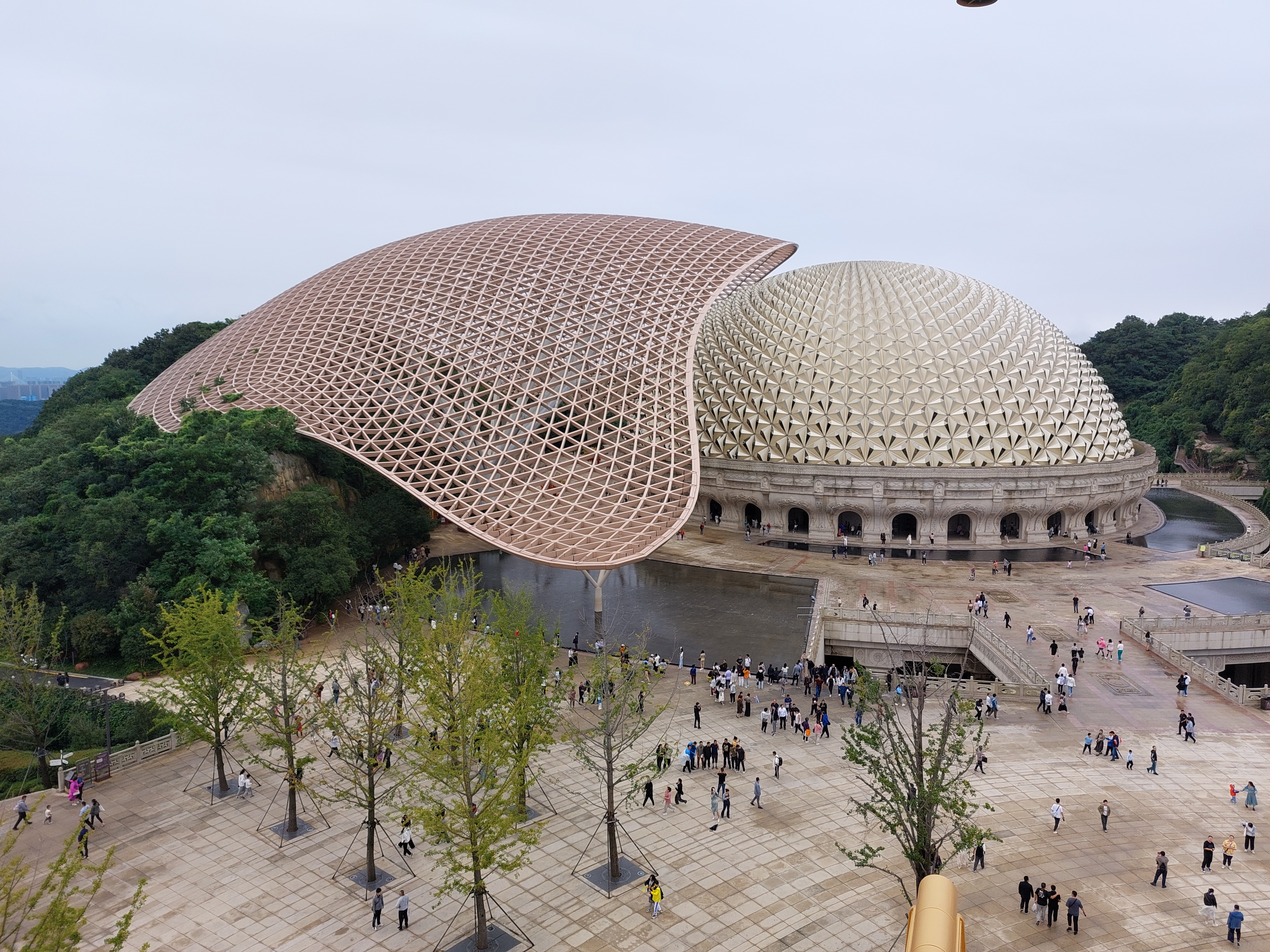
Дворец Фодин в парке Нюшоушань

- Парк Учаомэнь[англ.] расположен вокруг руин Минского дворца, где в старину располагался «Запретный город» Нанкина. На территории парка сохранились дворцовые ворота; на аллеях собираются уличные музыканты и певцы, а также любители тайчи.

- Гора Нюшоушань[англ.] («Голова Быка») и раскинувшийся вокруг неё парк расположены южнее центра Нанкина, в районе Цзяннин. Со времён династии Тан гора служила местом паломничества буддистов. Во время восстания тайпинов храм был разрушен. В 2014 году для посетителей был открыт культурно-религиозный парк Нюшоушань. В его состав входят футуристический дворец Фодин с шестью подземными этажами (здесь хранится фрагмент черепа Будды Шакьямуни), 88-метровая пагода Фодин, 40-метровая пагода Хунцзюэ и храм Фодин. Рядом расположены могила Чжэн Хэ и раскинувшийся вокруг неё парк[61][62][63].

### Другие

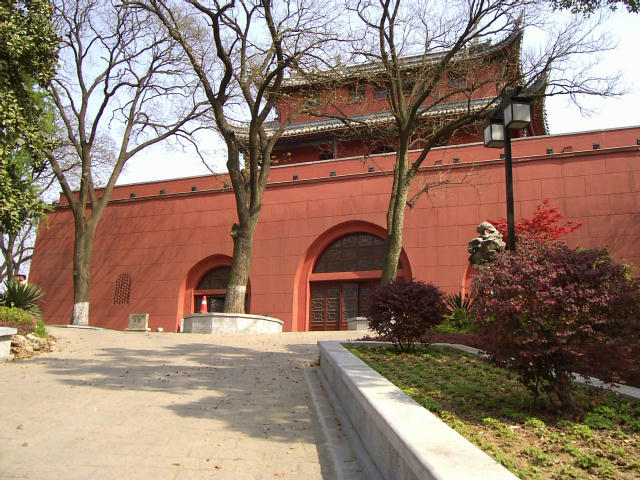
Барабанная башня

- Барабанная башня Нанкина[англ.] расположена на холме в парке Гулоу, к западу от парка Бэйцзигэ. Она была построена в правление императора Хунъу. На нижнем ярусе имеются трое арочных ворот, которые раньше вели в помещения, где жили барабанщики и другие солдаты. Над первым ярусом возвышается двухэтажная сторожевая башня, в которой проводились важные церемонии — оглашение точного времени и императорских указов, приём почётных гостей и жертвоприношения богам.

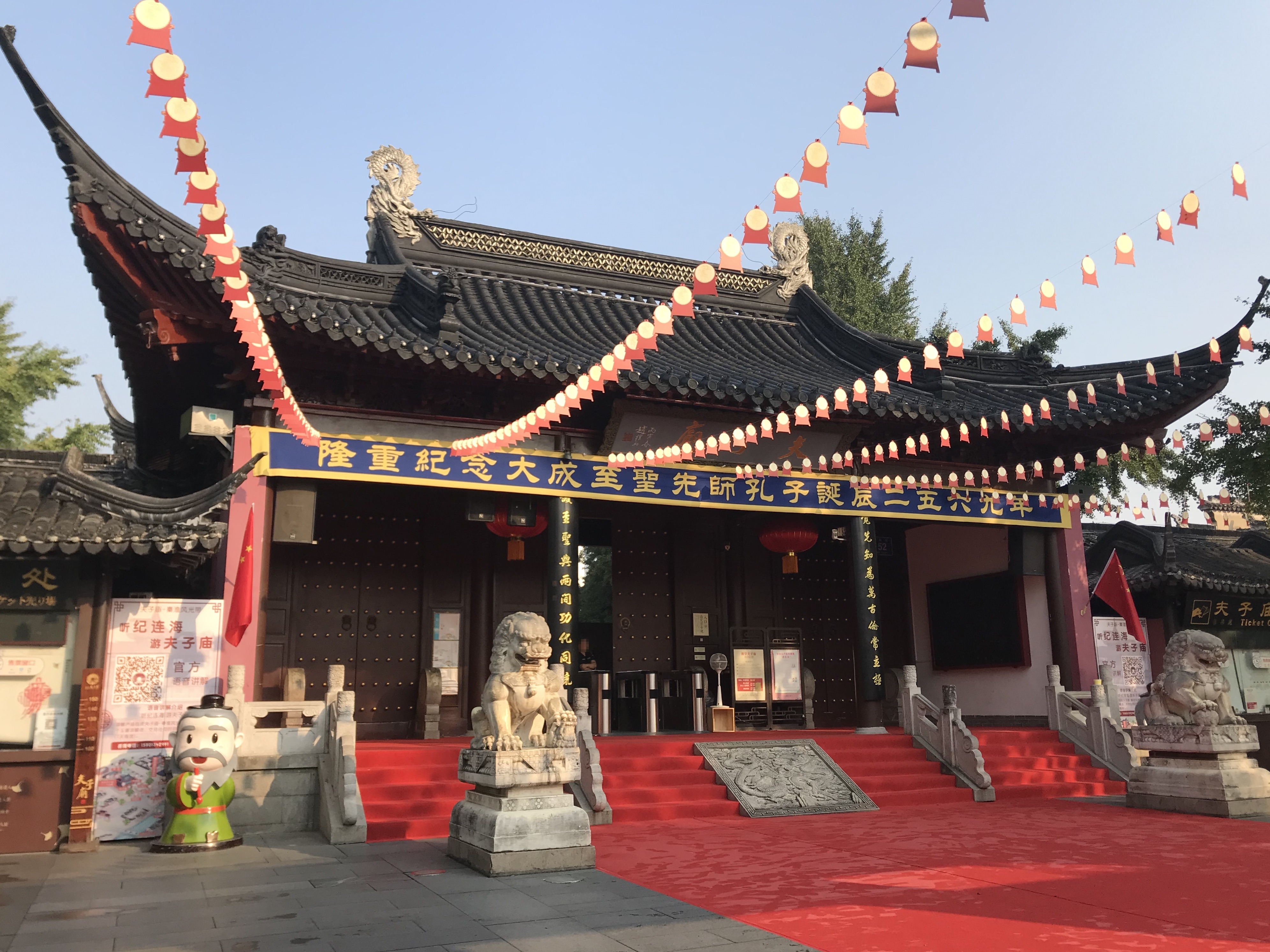
Конфуцианский храм Фуцзымяо

- Квартал Фуцзымяо[англ.] раскинулся на берегу реки Циньхуай, вокруг конфуцианского храма, построенного в правление сунского императора Жэнь-цзуна на месте бывшего университета. В 1985 году квартал был восстановлен и превращён в туристическую зону. Сегодня Фуцзымяо славится своими пешеходными торговыми улицами и речными прогулками на цветных лодках[64][65][66][67][68].

- Квартал Мэньдун[англ.] расположен на берегу реки Циньхуай, к востоку от Ворот Китая. Сегодня территория к югу от улицы Мадао известна своими отреставрированными старинными домами, в которых расположились магазины, художественные галереи и рестораны.

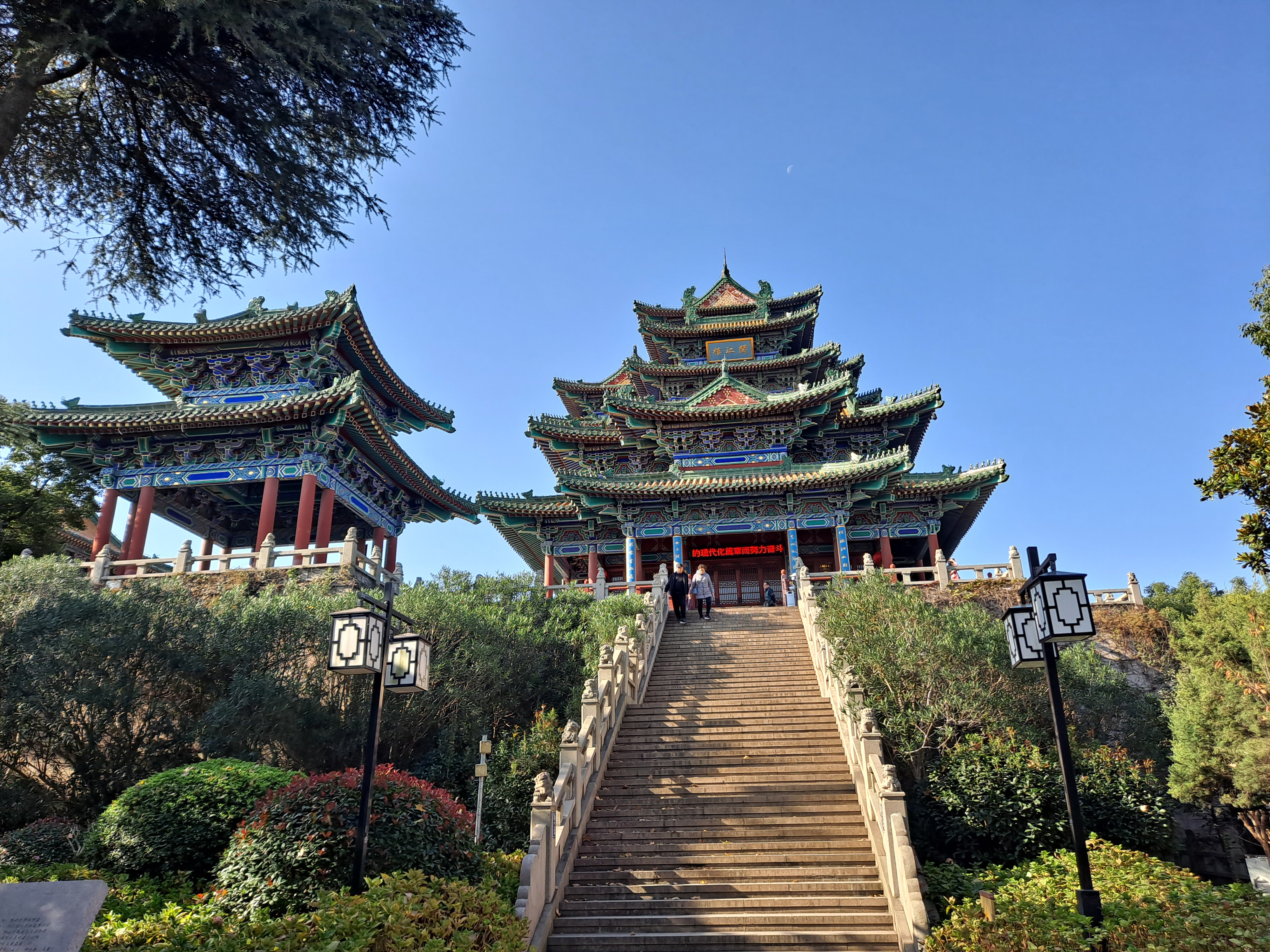
Башня Юэцзян

- Башня Юэцзян[англ.] (Юэцзянлоу) расположена на вершине горы Шицзышань («Львиной горы»), к северо-западу от центральной части Нанкина. Она была построена в 2001 году на месте, где войска Чжу Юаньчжана в 1360 году разбили армию Чэнь Юляна. Семиярусная башня в минском стиле имеет в высоту 52 метра. С вершины башни открывается вид на реку Янцзы и старый Нанкин. Вокруг башни Юэцзян расположены буддийские храмы Дицзан и Гуаньинь, а также дворец Тяньфэй.

- Мавзолей Сяолин расположен на склоне лесистой горы Цзыцзиньшань. Он был построен в честь императора Хунъу — основателя Минской династии (строительство началось при жизни Хунъу в 1381 году и было завершено его сыном Юнлэ в 1405 году). Во время восстания тайпинов многие павильоны комплекса сильно пострадали. В состав комплекса входят Великие золотые ворота; павильон Сыфанчэн (в нём находится биси со знаменитой стелой Шэнгун Шэндэ); «священный путь» Шэньдао со скульптурами слонов, львов, верблюдов, лошадей и других животных, а также министров и генералов; ворота Линсин; «Зал табличек» с пятью стелами; мавзолей Минлу, где захоронены император Хунъу и его жена, и гробница Сунь Цюаня[69][70].

- Яншаньский карьер расположен в районе Цзяннин, к востоку от центральной части Нанкина. Со времён Шести династий он служил основным источником строительных материалов (известняка) для крепостных стен, зданий и статуй города. В каменоломне сохранилась гигантская незавершённая стела, заброшенная в период правления императора Юнлэ. Ежегодно от тяжёлого труда здесь умирали тысячи рабочих. У входа в карьер построен тематический парк «Деревня минской культуры»[71][72].

## Наука и образование

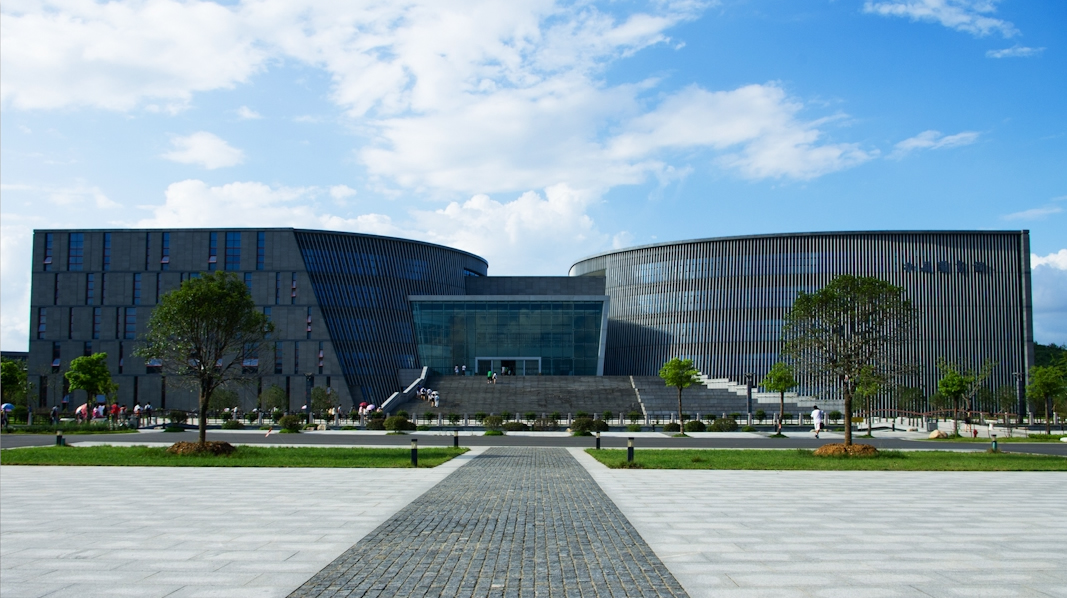
Библиотека Нанкинского университета в кампусе Сяньлинь

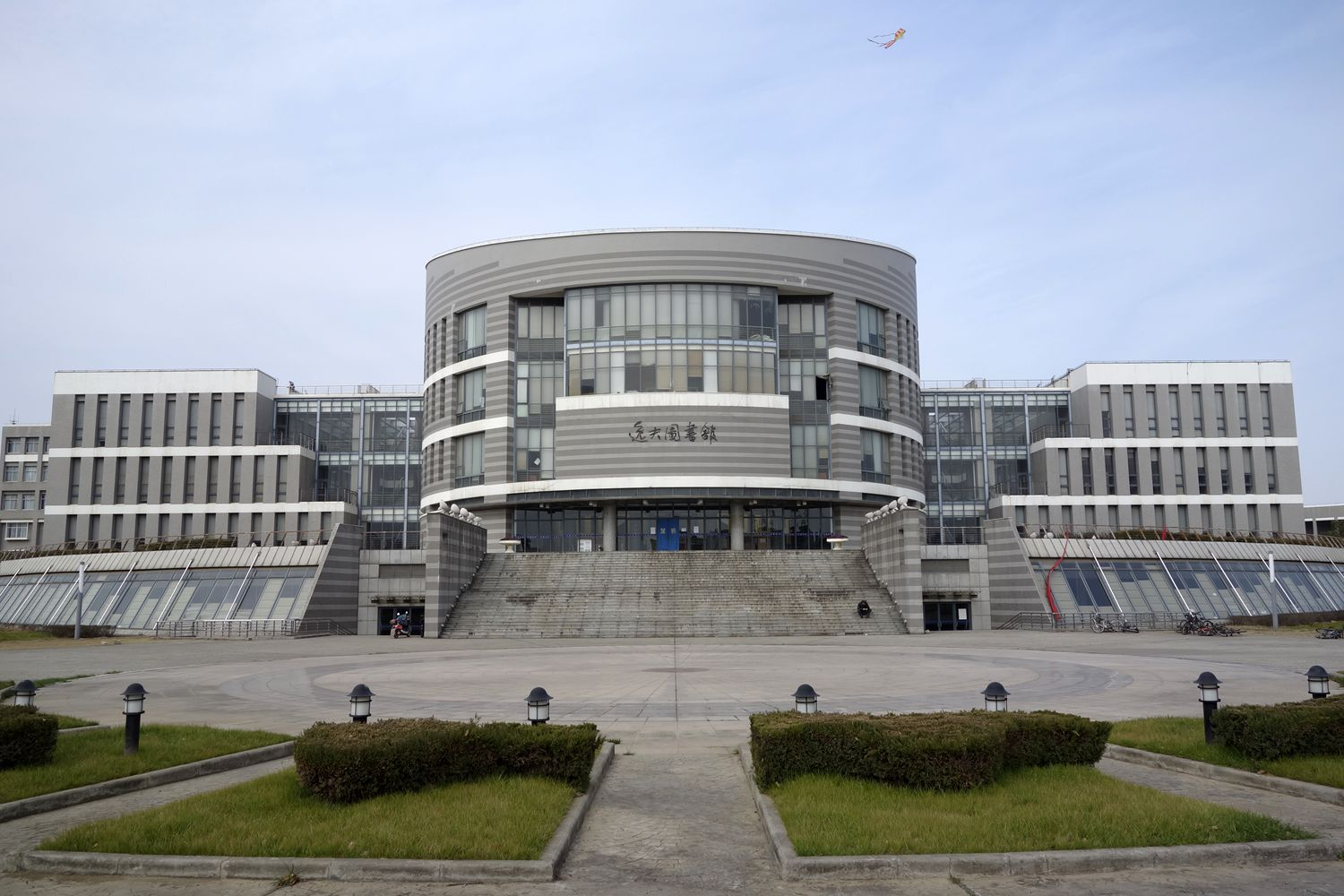
Библиотека университета Хохай

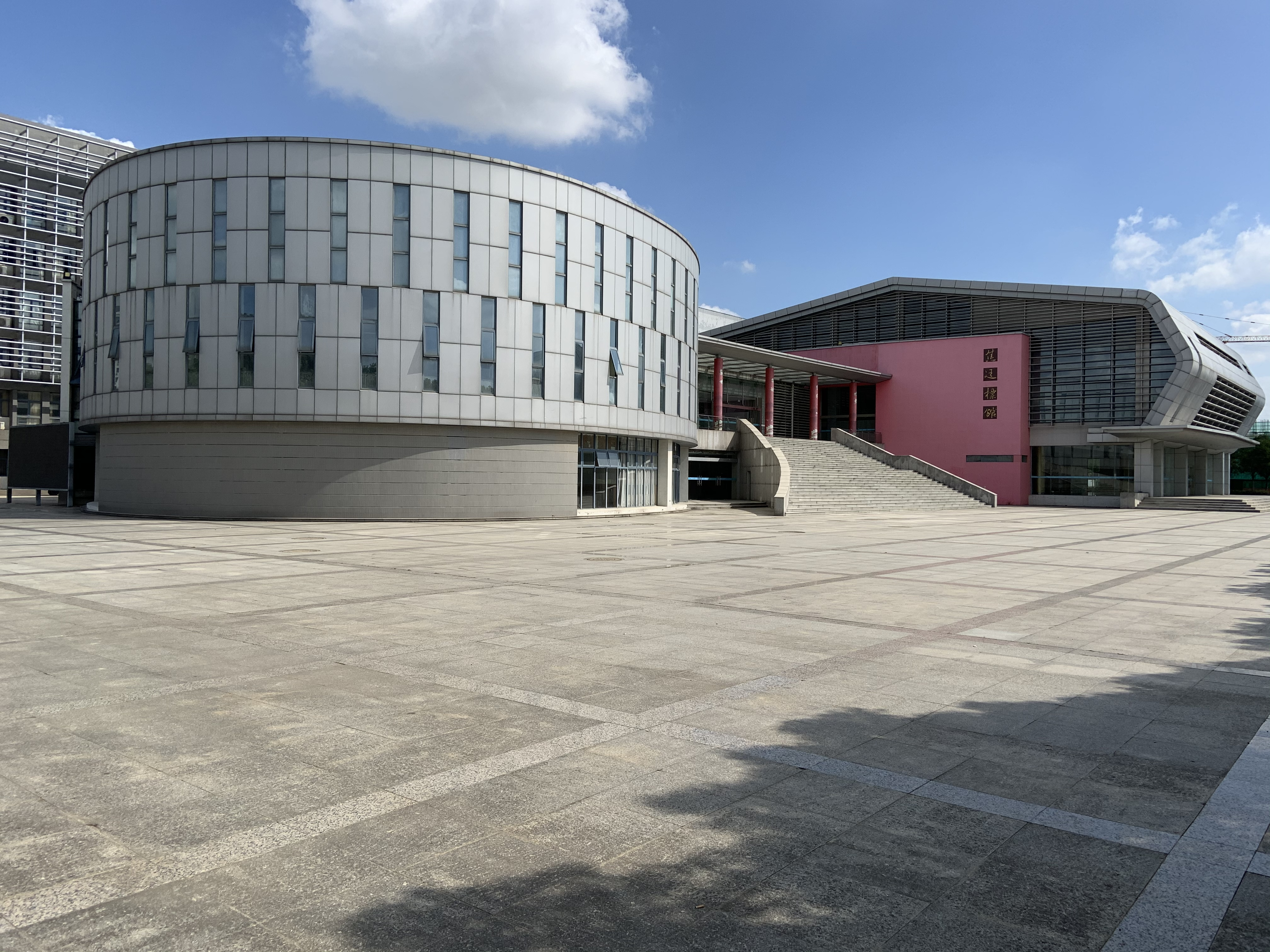
Кампус Юго-Восточного университета

Согласно рейтингу британского журнала Nature по состоянию на 2022 год Нанкин занимал восьмое место среди научно-исследовательских центров мира. В городе базируются важные образовательные и научно-исследовательские учреждения национального, провинциального и муниципального уровня. По уровню университетского образования Нанкин занимает третье место, после Пекина и Шанхая, а по соотношению студентов к общей численности населения занимает первое место среди крупных городов страны. 
Нанкинский университет — одно из самых старых и престижных заведений высшего образования в Китае. Согласно мировым рейтингам, Нанкинский университет входит в пятёрку лучших университетов Китая. Имеет центральный кампус в районе Гулоу, новый кампус Сяньлинь в районе Цися и международный кампус, созданный совместно с американским университетом Джонса Хопкинса.
В городе также расположены Университет Хохай (HHU), Университет Саньцзян, Китайский фармацевтический университет (CPU), Китайский университет коммуникаций (CUCN), Юго-Восточный университет (SEU), Нанкинский университет аэронавтики и астронавтики (NUAA), Нанкинский университет информационных наук и технологий (NUIST), Нанкинский университет финансов и экономики (NUFE), Нанкинский университет аудита (NJAU), Нанкинский медицинский университет (NJMU), Нанкинский университет китайской медицины (NJUCM), Нанкинский технологический университет (NTU), Нанкинский университет науки и технологий (NJUST), Нанкинский университет почты и телекоммуникаций (NJUPT), Нанкинский лесной университет (NJFU), Нанкинский сельскохозяйственный университет (NAU), Нанкинский педагогический университет (NJNU), включая Академию социального развития, Второй педагогический университет Цзянсу (JSNU), Нанкинский университет искусств (NUA). 
Кроме того, в Нанкине базируются Нанкинский технологический институт (NJIT), Институт экономических и торговых технологий Цзянсу (JIETT), Нанкинский спортивный институт, Нанкинский командный колледж сухопутных войск НОАК, Нанкинский политический колледж НОАК, несколько частных колледжей и международных школ, включая Нанкинскую школу иностранных языков.
Важными научно-исследовательскими центрами Нанкина являются Академия сельскохозяйственных наук Цзянсу, Нанкинский ботанический сад Китайской академии наук, Институт почвоведения Китайской академии наук, Медицинская школа Нанкинского университета, Инженерный университет НОАК и научно-исследовательский институт компании State Grid Jiangsu Electric Power.

## Здравоохранение

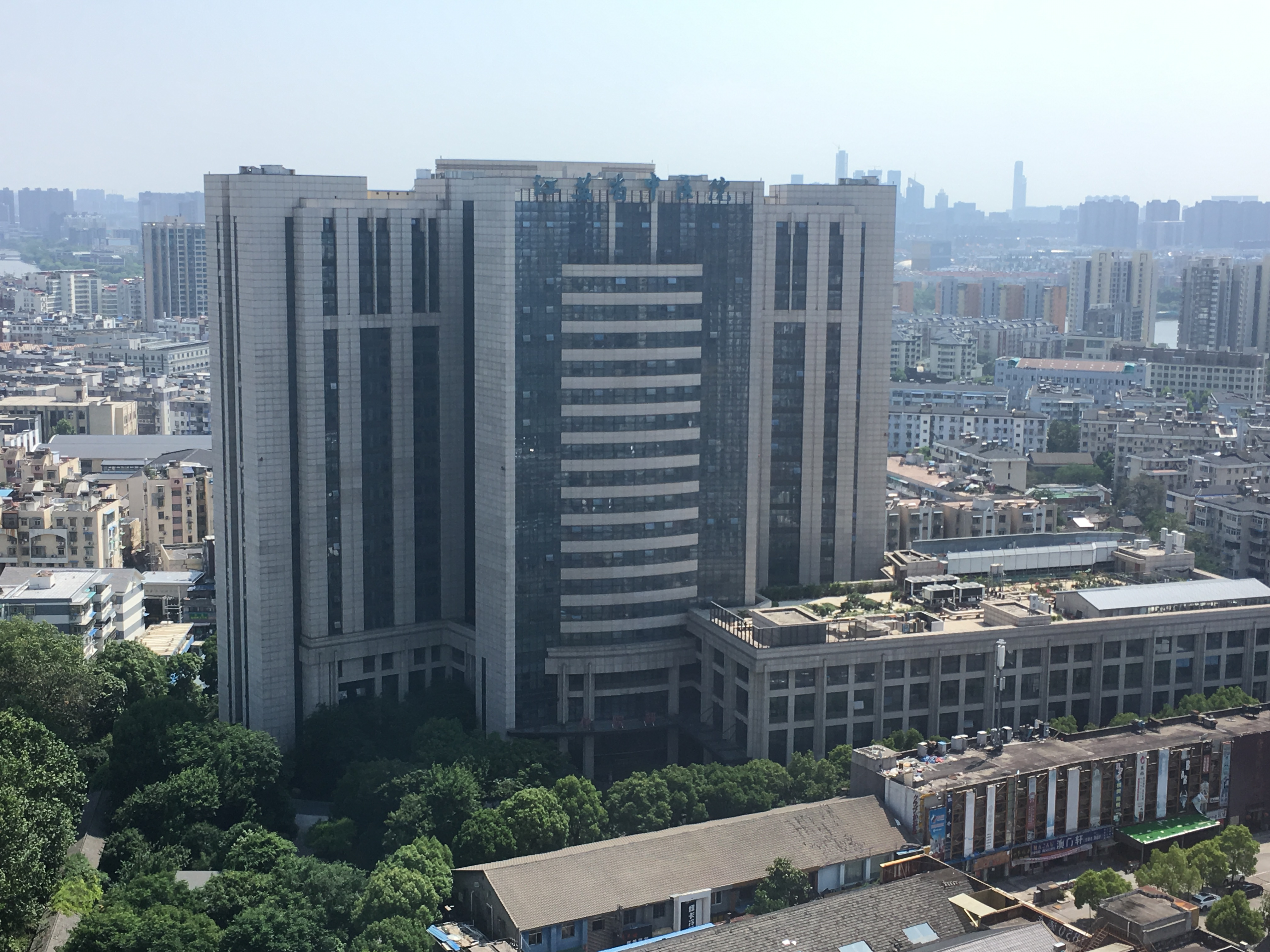
Больница традиционной китайской медицины провинции Цзянсу

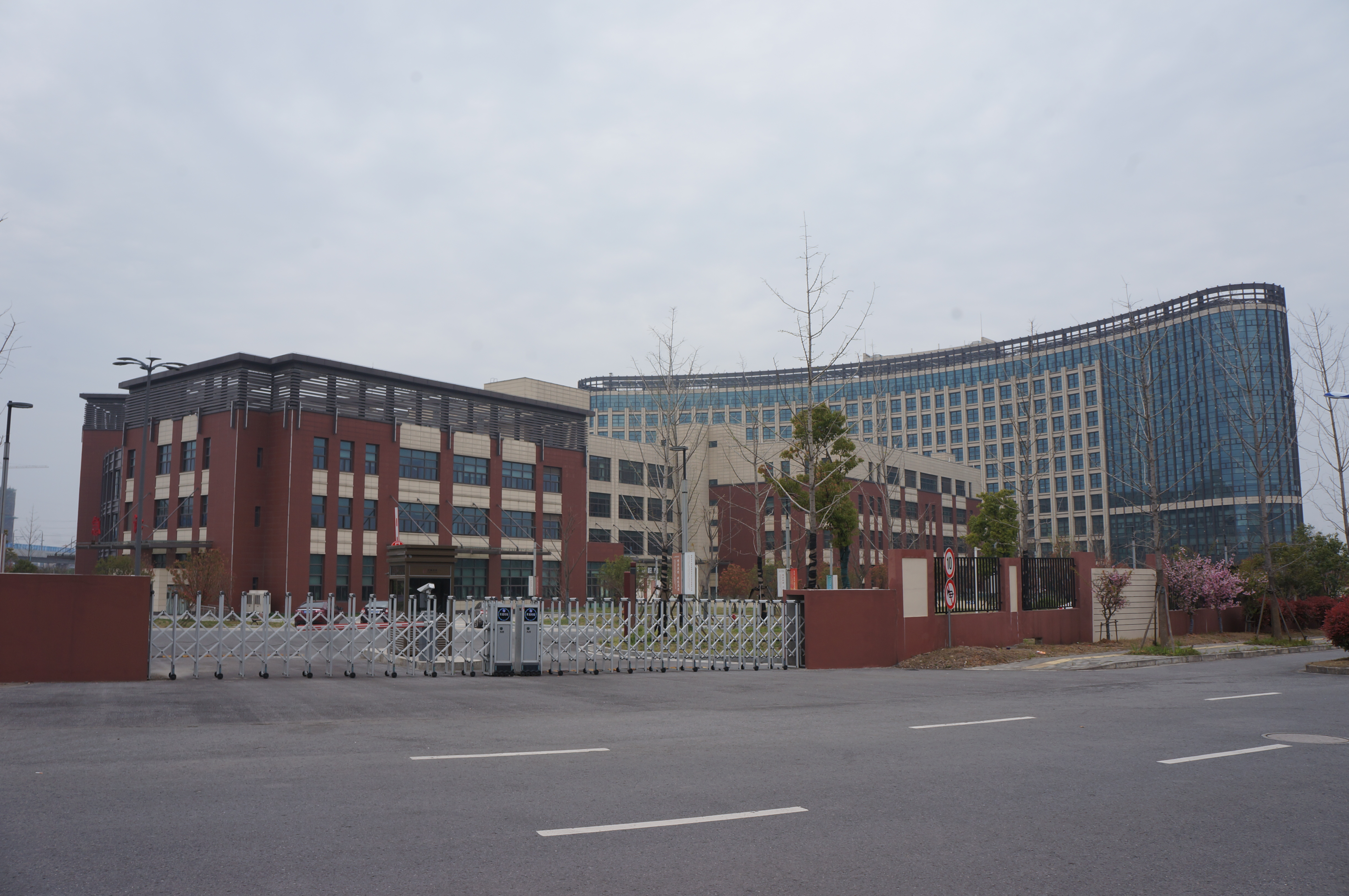
Больница Нанкинского медицинского университета

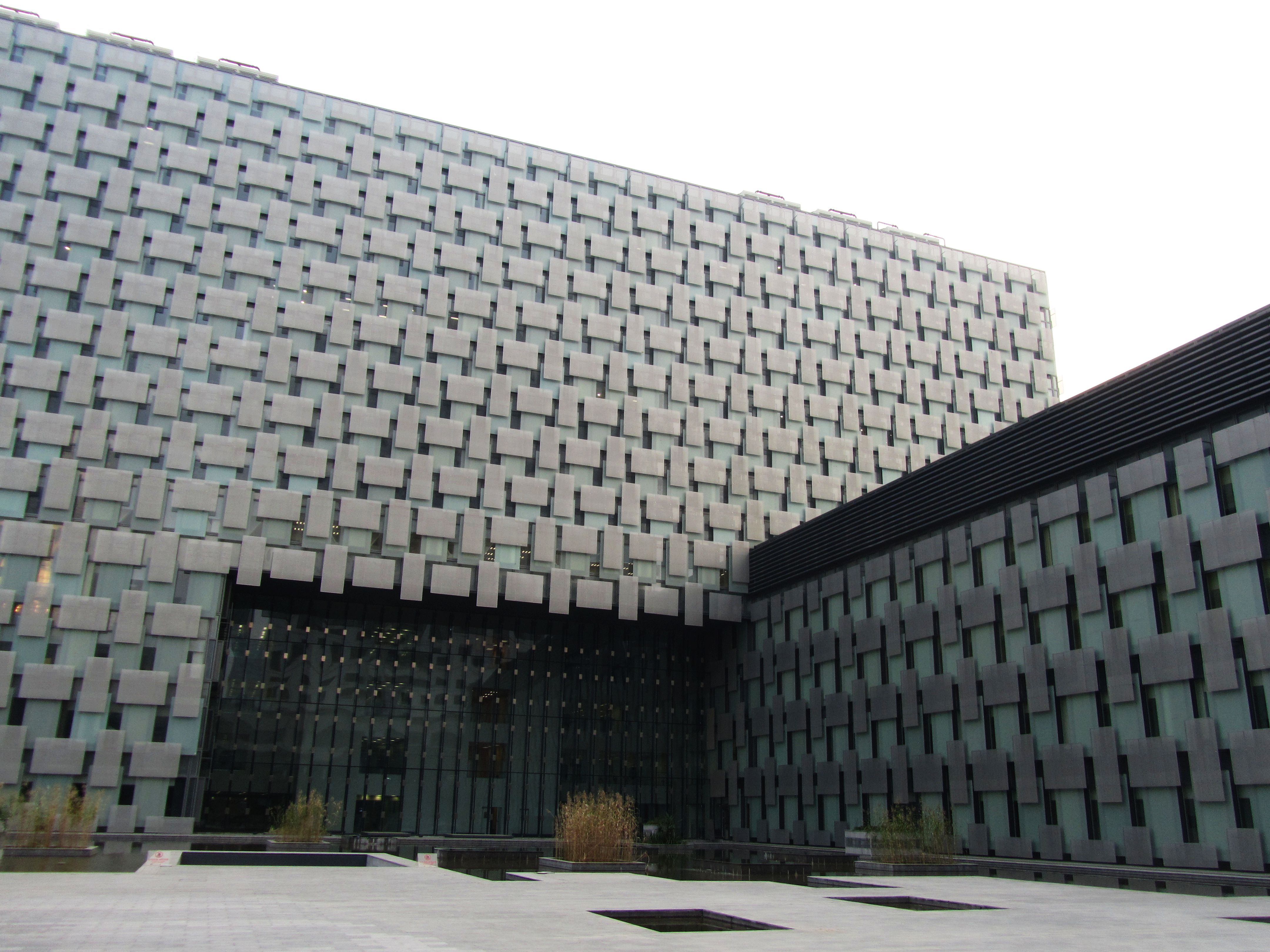
Больница Гулоу

В Нанкине имеются провинциальные, городские, районные, университетские, военные, отраслевые и частные больницы, а также широкая сеть районных поликлиник и реабилитационных центров для престарелых. Важнейшими больницами Нанкина являются: 
- Народная больница провинции Цзянсу
- Первая больница традиционной китайской медицины провинции Цзянсу
- Вторая больница традиционной китайской медицины провинции Цзянсу
- Раковая больница провинции Цзянсу
- Стоматологическая больница провинции Цзянсу
- Первая больница Нанкинского медицинского университета
- Вторая больница Нанкинского медицинского университета
- Глазная больница Нанкинского медицинского университета
- Больница Чжунда Юго-Восточного университета
- Первая муниципальная больница Нанкина
- Детская больница Нанкина
- Нанкинский центр здоровья матери и ребёнка
- Нанкинская больница мозга
- Нанкинская грудная больница
- Нанкинская больница традиционной китайской медицины
- Первая стоматологическая больница Нанкина
- Вторая стоматологическая больница Нанкина
- Больница компании BenQ
- Больница Тунжэнь
- Больница района Сюаньу
- Больница района Цзянье
- Больница района Гулоу
- Больница района Пукоу
- Больница района Цзяннин
- Больница традиционной китайской медицины района Гулоу
- Больница традиционной китайской медицины района Циньхуай
- Главный военный госпиталь Восточного округа
  - Институт внутренних болезней военного госпиталя

## Спорт

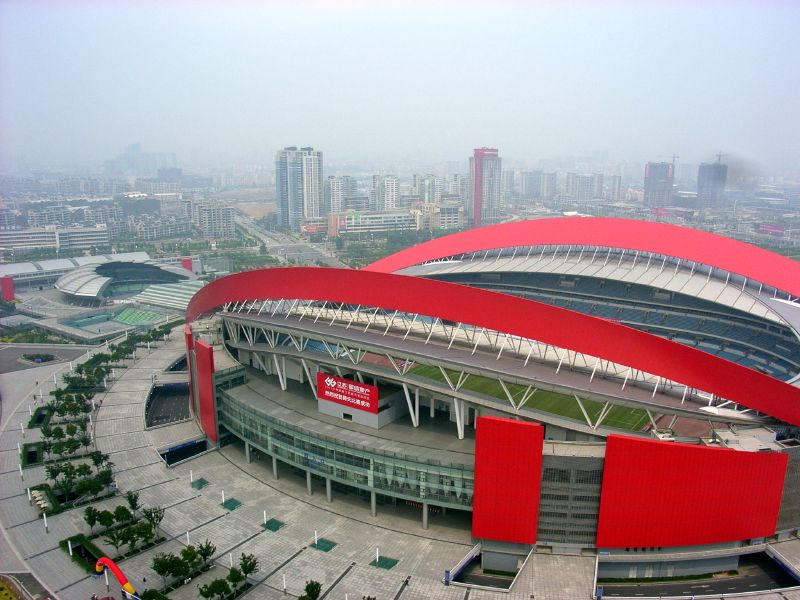
Стадион Нанкинского олимпийского спортивного центра

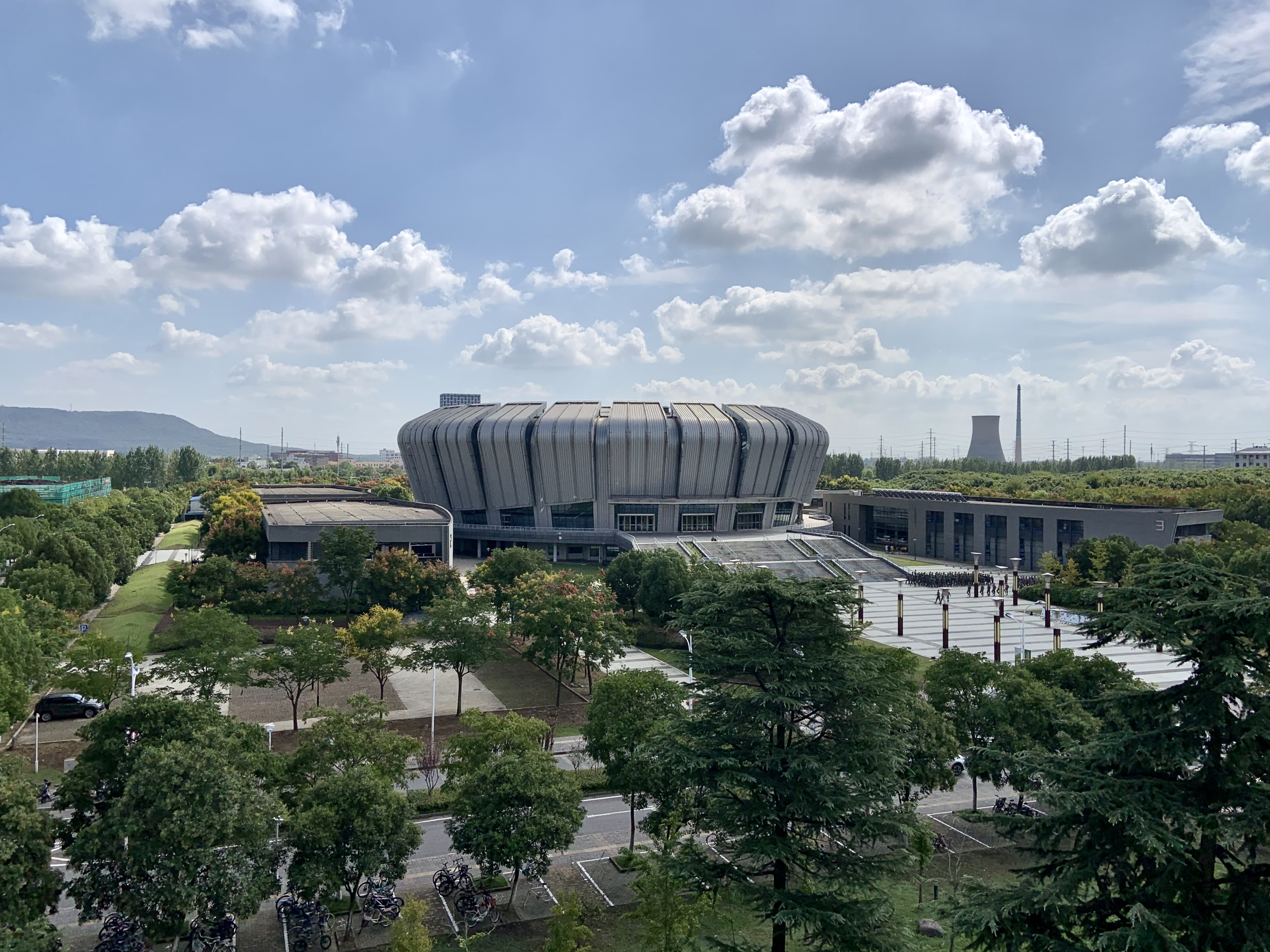
Стадион Юго-Восточного университета

Нанкин является родиной современного китайского спорта. В 1910 году здесь были проведены первые в истории Китая Национальные игры. В 1924 году в Нанкине была создана Всекитайская спортивная ассоциация, в 1937 году был построен Центральный стадион.
В 2002 году в Нанкине прошёл Чемпионат мира по баскетболу среди женщин, в 2006 году — турнир по фигурному катанию Cup of China, в 2009 году — Чемпионат мира по гандболу среди женщин, в 2013 году — велогонка Тур Нанкина, в 2014 году — Летние юношеские Олимпийские игры, в 2018 году — Чемпионат мира по бадминтону, в 2019 году — Чемпионата мира по баскетболу.
Главными спортивными кластерами города являются Нанкинский олимпийский спортивный центр (NOSC), расположенный в районе Цзянье, и Спортивный парк юношеской Олимпиады (NYOSP), расположенный в районе Пукоу. NOSC был построен к Национальным играм Китая 2005 года и значительно расширен в 2014 году; в его состав входят стадион на 61,4 тыс. мест, крытая спортивная арена (гимназиум) на 13 тыс. мест, центр водных видов спорта (нататориум) на 4 тыс. мест с 4 бассейнами, теннисный центр на 4 тыс. мест, центр информационных технологий и парк для занятий фитнесом. NYOSP был построен к летним юношеским Олимпийским играм 2014 года и включает в свой состав крытую арену на 21 тыс. мест и стадион на 18 тыс. мест.
Также в Нанкине расположены Спортивный центр Цзяннин, в состав которого входит стадион на 30 тыс. мест; Спортивный центр Утайшань, в состав которого входят стадион на 22 тыс. мест и крытая арена на 10 тыс. мест; крытая арена Наньган Гимназиум на 6 тыс. мест; стадион университета Хохай на 5 тыс. мест; стадионы Нанкинского и Юго-Восточного университетов.
Самыми известными спортивными клубами Нанкина являются баскетбольные клубы Драконы Цзянсу и Нанкинские короли обезьян, женский футбольный клуб Цзянсу и мужской футбольный клуб Нанкин Шае. В 2021 году был расформирован титулованный ФК Цзянсу.

## Известные уроженцы
На территории современного Нанкина родились учёный Тао Хунцзин (456), писатель Цао Сюэцинь (1710), математик Тянь Ган (1958), писатель Ван Шо (1958), футболист У Лэй (1991), шпажистка Сюй Аньци (1992).

## Города-побратимы
Городами-побратимами Нанкина являются следующие населённые пункты мира: 
- Нагоя (Япония) — с 21 декабря 1978 года
- Сент-Луис (США) — с 2 ноября 1978 года
- Флоренция (Италия) — с 22 февраля 1980 года
- Эйндховен (Нидерланды) — с 9 октября 1985 года
- Лейпциг (Германия) — с 21 мая 1988 года
- Мехикали (Мексика) — с 14 октября 1991 года
- Лимасол (Кипр) — с 24 сентября 1992 года
- Тэджон (Южная Корея) — с 14 ноября 1994 года
- Лондон (Канада) — с 7 мая 1997 года
- Перт (Австралия) — с 15 мая 1998 года
- Блумфонтейн (ЮАР) — с 22 марта 2000 года
- Барранкилья (Колумбия) — с 4 июня 2001 года
- Малакка (Малайзия) — с 31 октября 2008 года
- Берн (Швейцария) — с мая 2011 года
- Бандар-Сери-Бегаван (Бруней) — с 21 ноября 2011 года
- Лимерик (Ирландия) — с 4 марта 2012 года

## Галерея

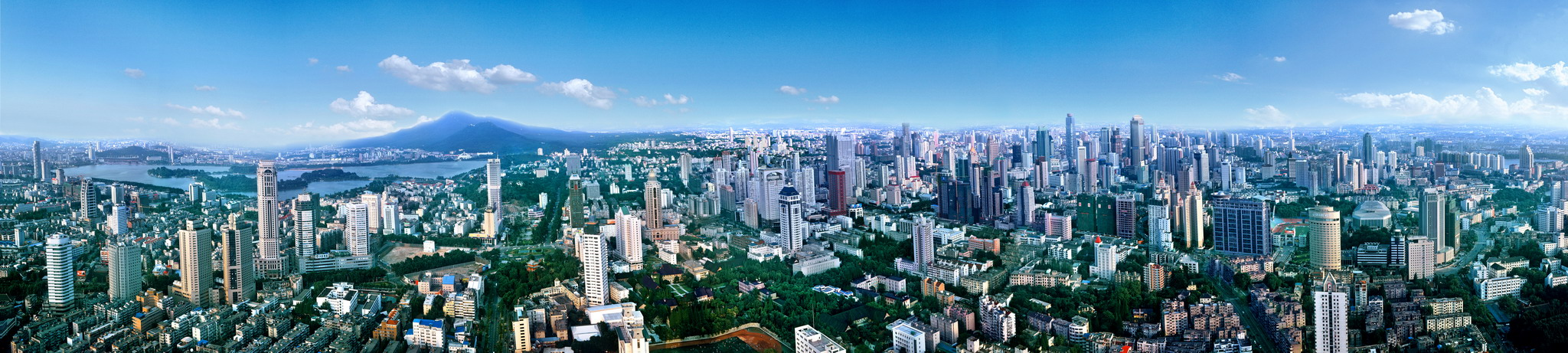
Нанкин

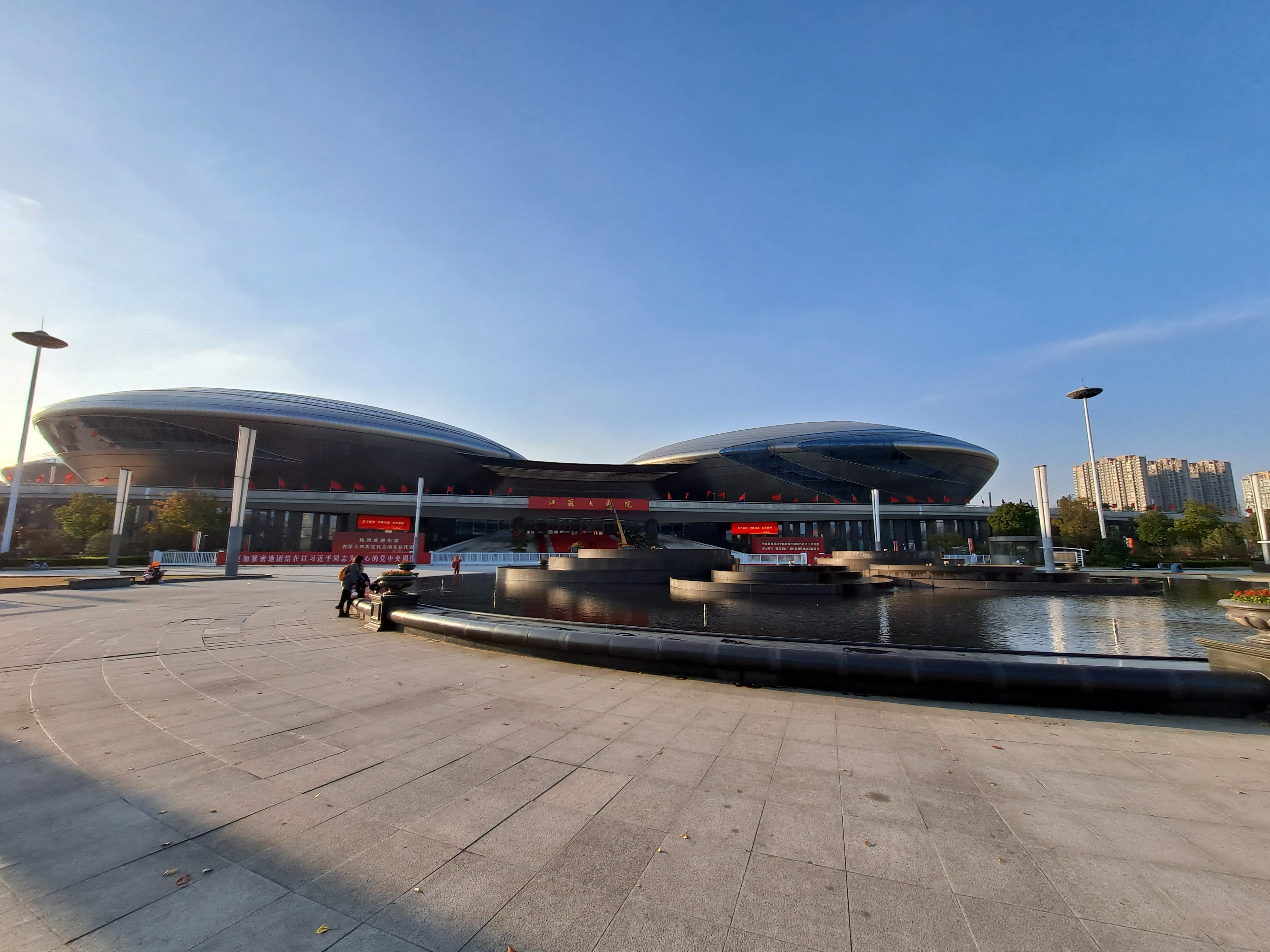
Большой театр Цзянсу
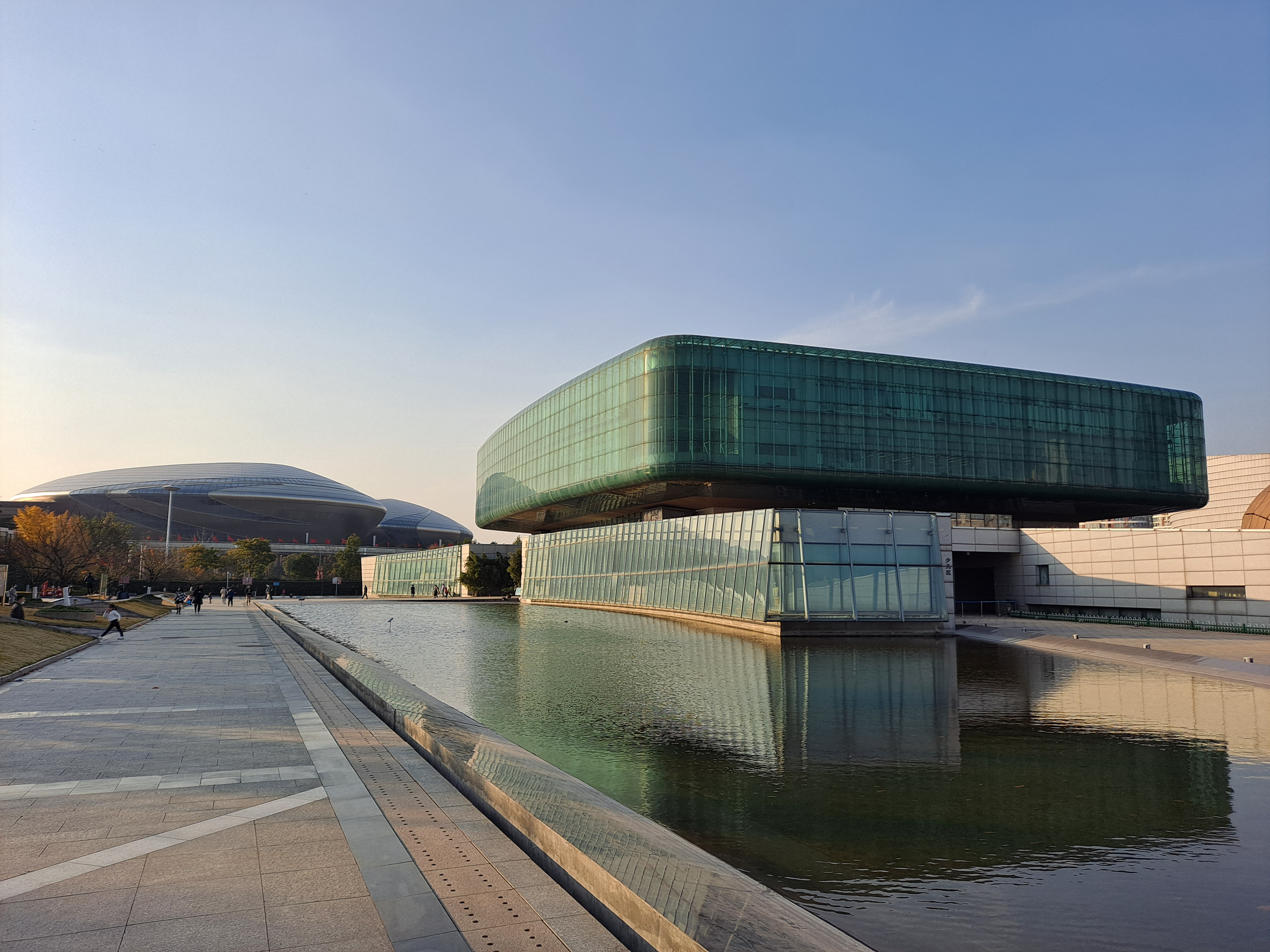
Библиотека Цзиньлин
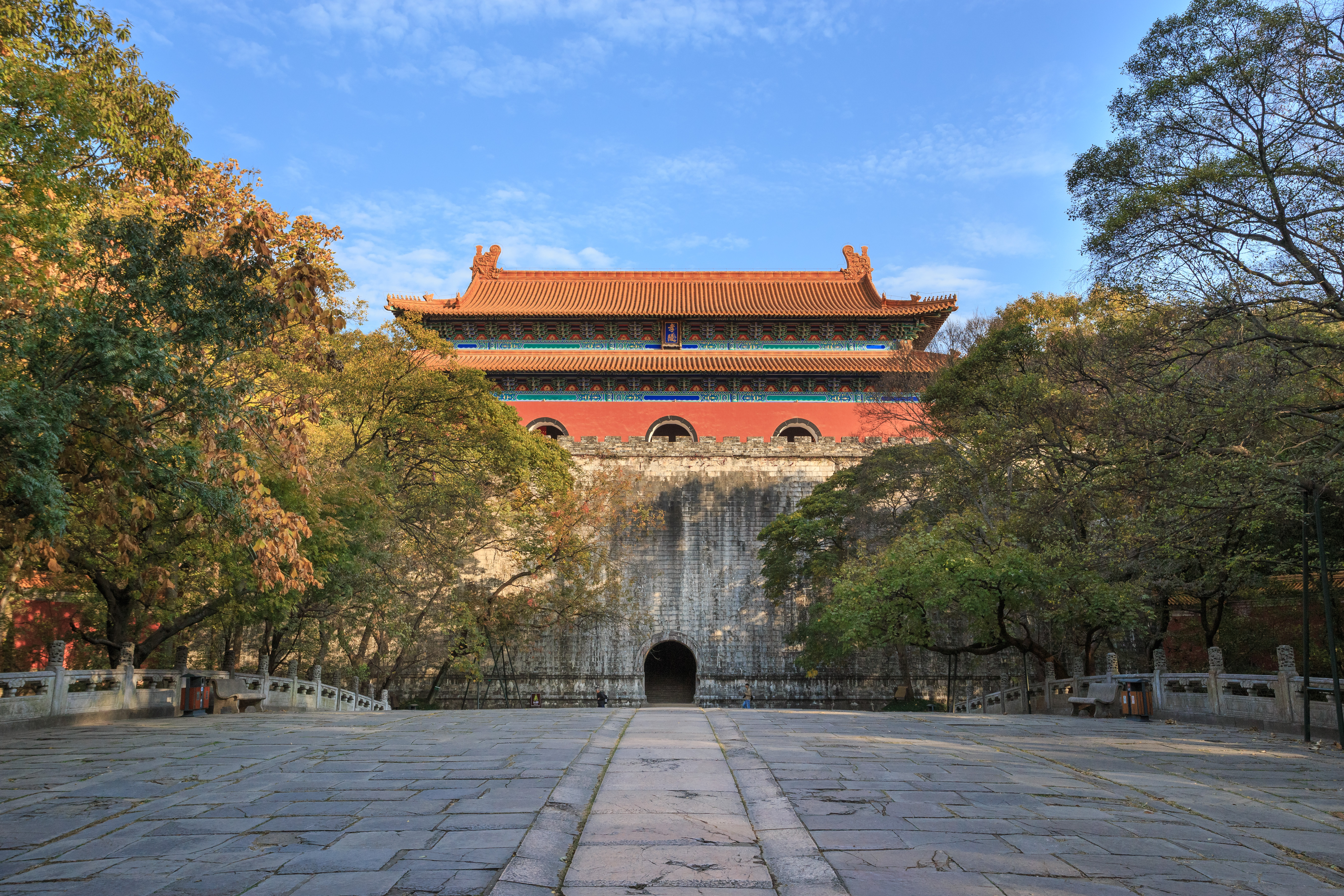
Мавзолей Сяолин
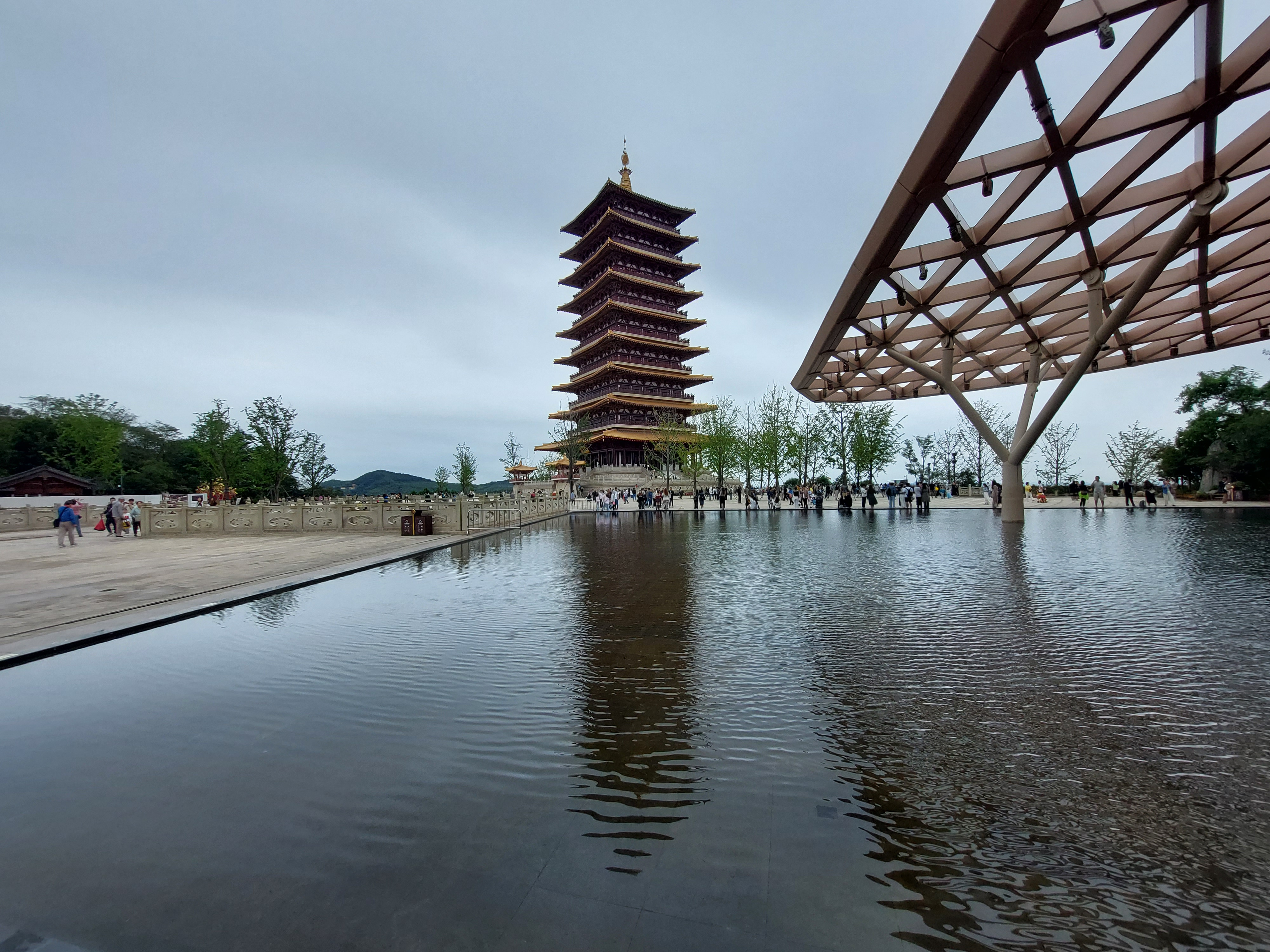
Пагода Фодин
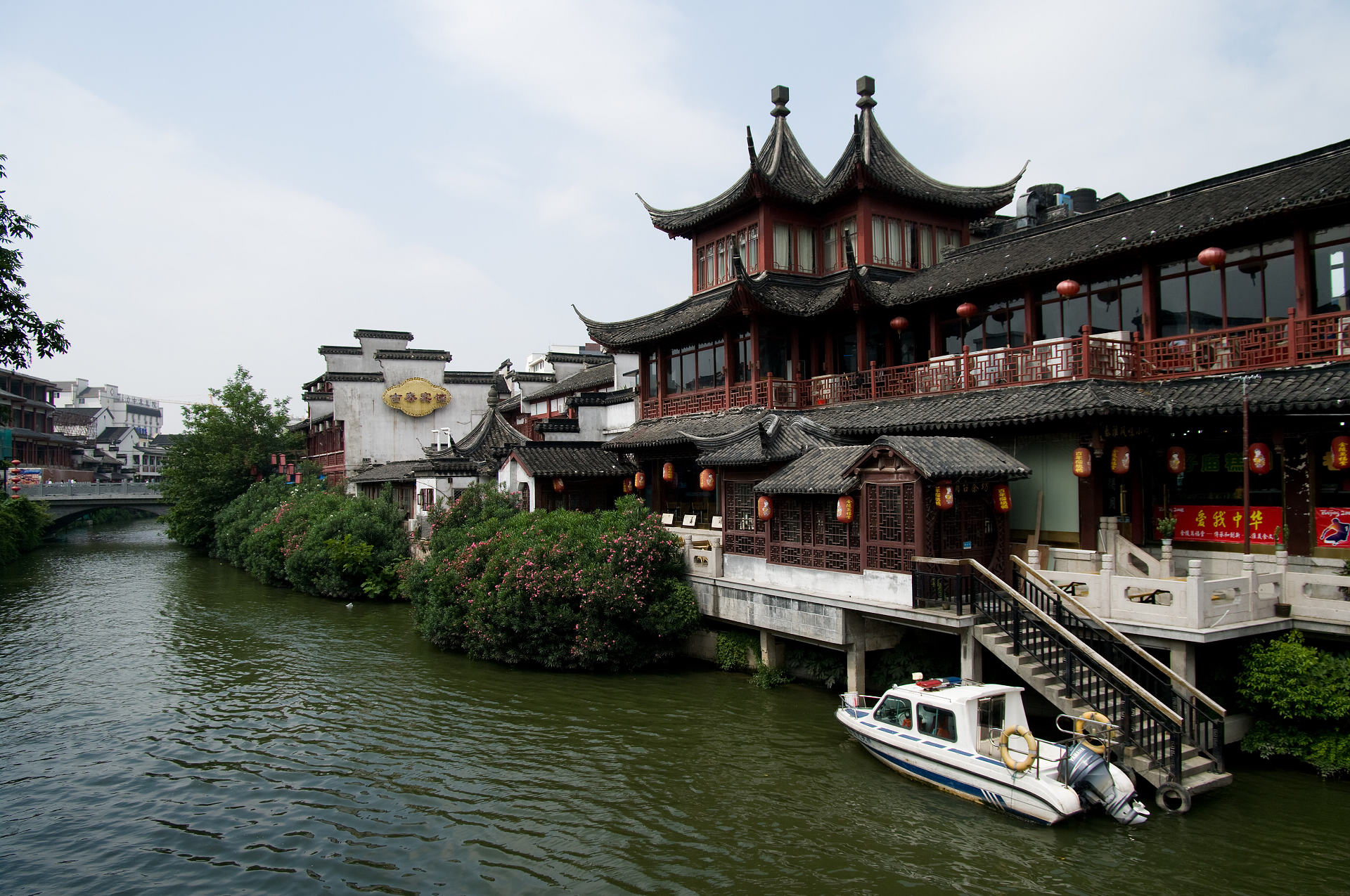
Пристань в Фуцзымяо
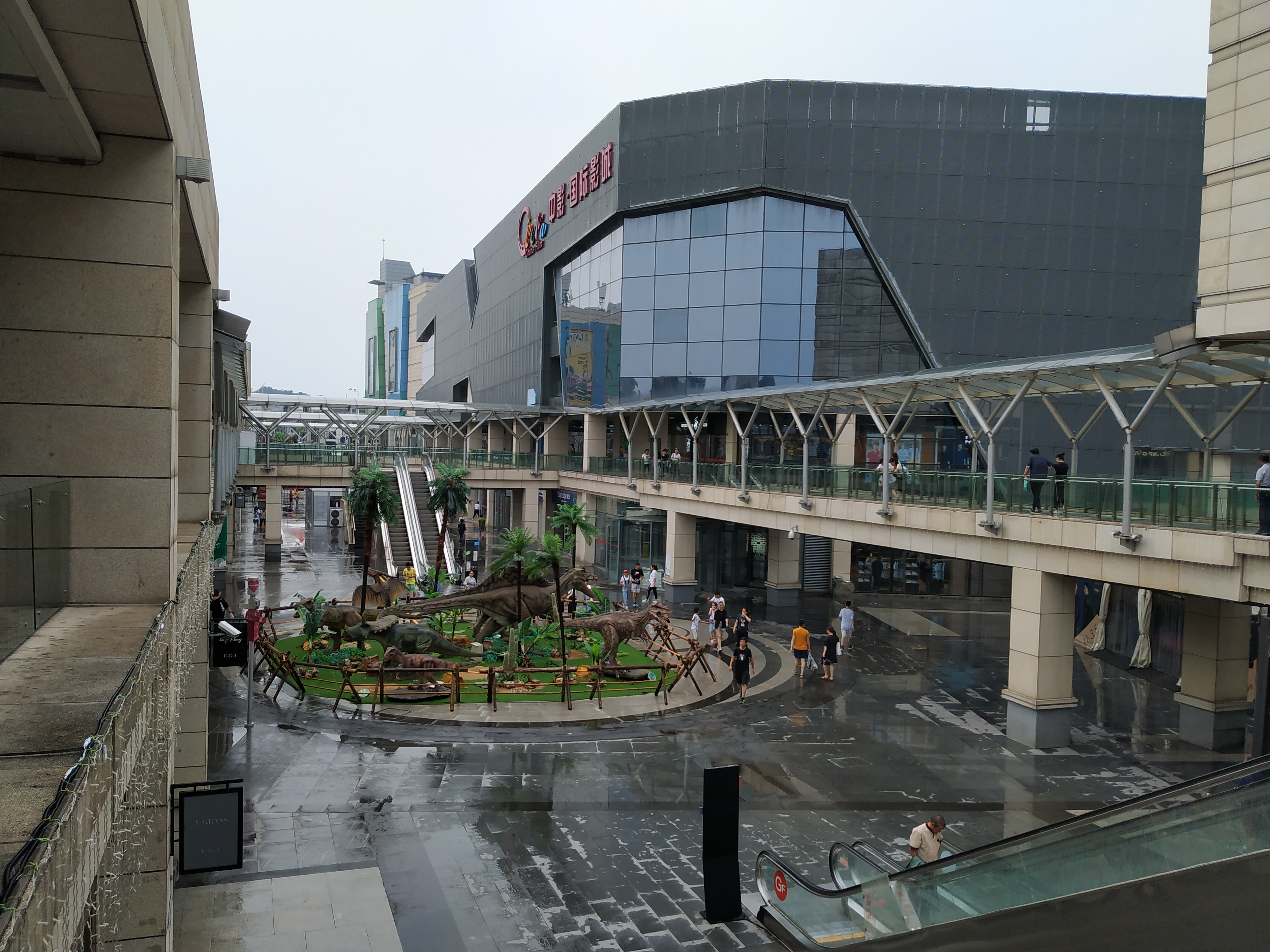
ТЦ Golden Eagle
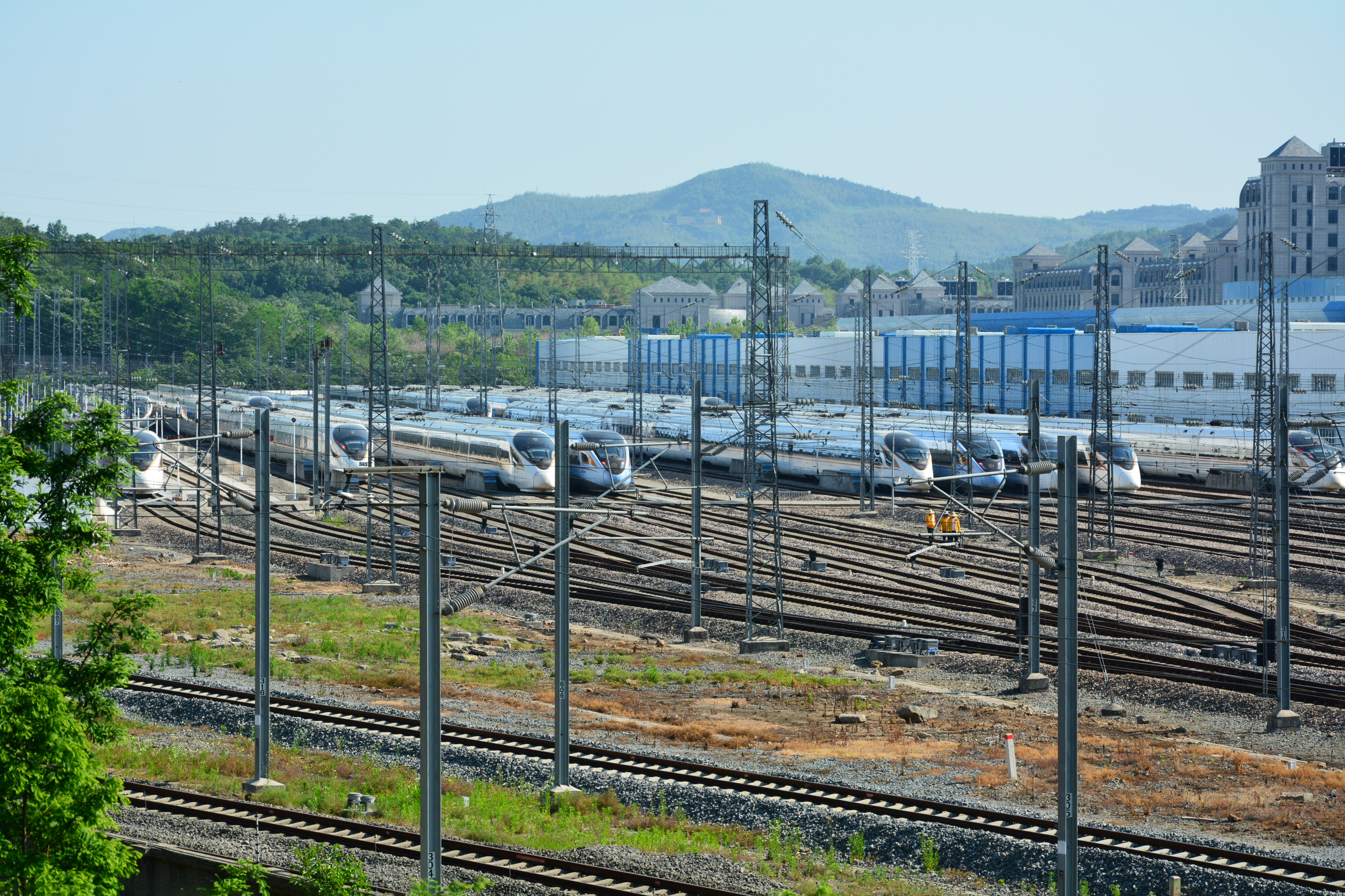
Депо Южного вокзала
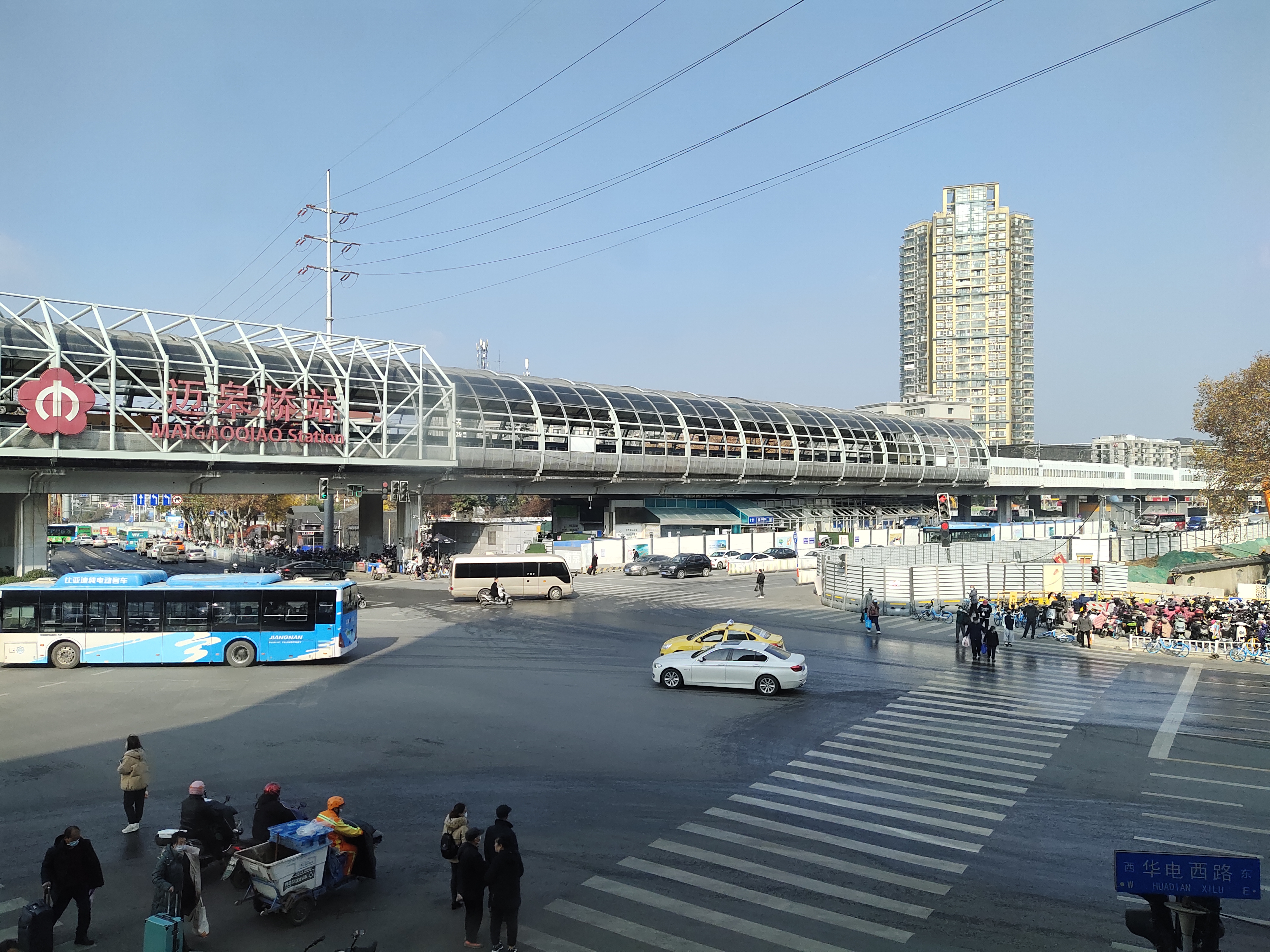
Станция метро Майгаоцяо
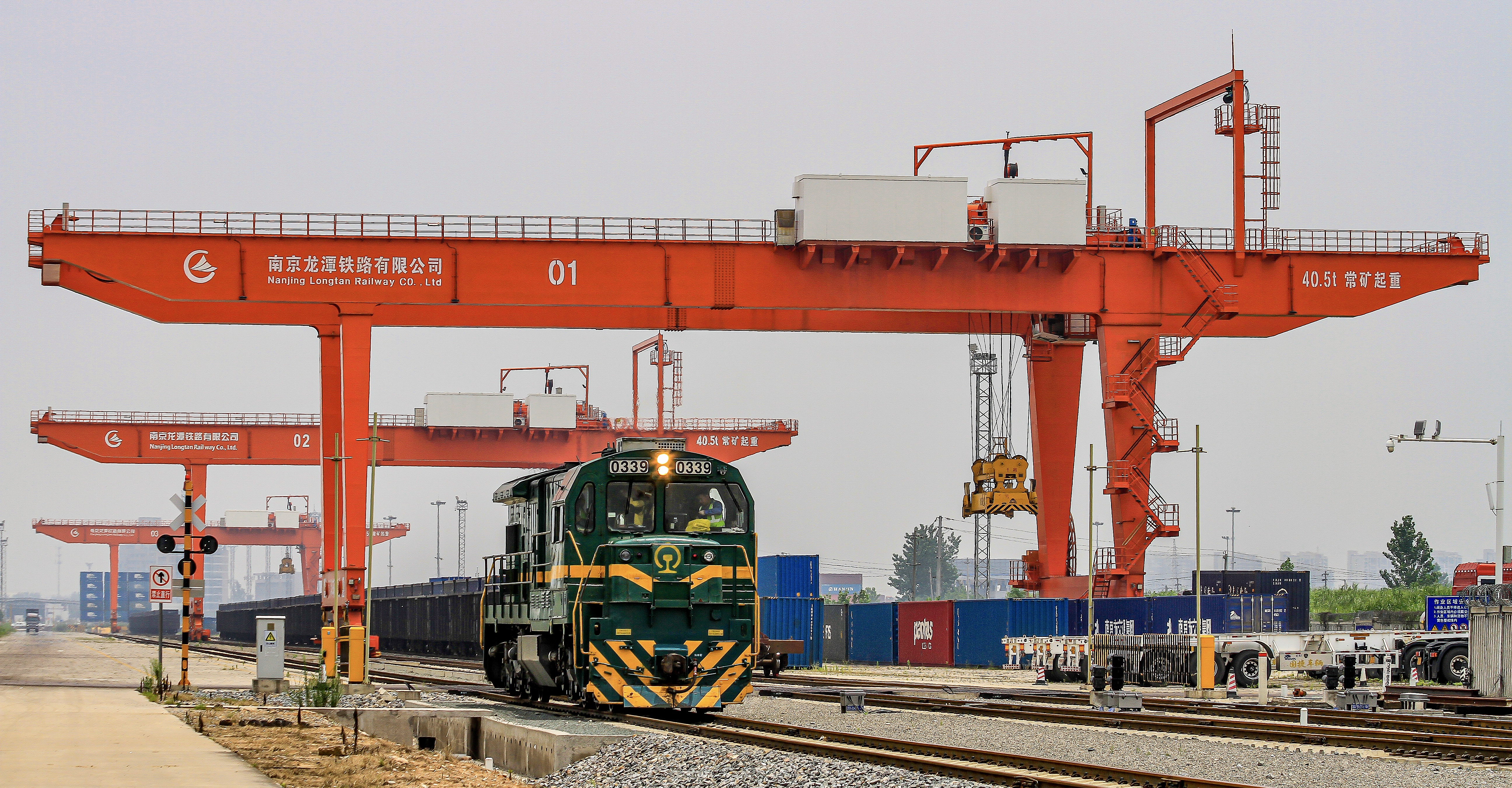
Станция Лунтань